# Armada española
La Armada es la rama de las Fuerzas Armadas españolas encargada de la defensa de los intereses marítimos de España, mediante sus buques y unidades navales y la Infantería de Marina. Es una de las fuerzas navales en actividad más antiguas del mundo. Su comienzo data de los últimos años del siglo XV y primeros del siglo XVI, cuando los grandes reinos hispánicos de Castilla y Aragón se unieron bajo los Reyes Católicos.
La Armada ha tenido un papel determinante en la historia de España, particularmente en los ámbitos logístico y defensivo durante la época del Imperio español. Entre los grandes logros de la Armada están el descubrimiento de América, la primera vuelta al mundo de Juan Sebastián Elcano y el descubrimiento de la ruta marítima entre Asia y América por Andrés de Urdaneta. La Armada española fue la más poderosa del mundo [cita requerida] desde el siglo XVI hasta finales del siglo XVIII y continuó siendo una fuerza naval de referencia mundial hasta bien entrado el siglo XIX.
Hoy en día la Armada española es una de las más importantes del mundo, y una de las nueve únicas fuerzas navales del planeta capaces de proyectar un nivel importante de fuerza en su propio hemisferio. Sus principales bases están en Rota (Cádiz), Ferrol (La Coruña), San Fernando (Cádiz), Cartagena (Región de Murcia) y Las Palmas de Gran Canaria. En el año 2017, la Armada española contaba con unos veinte mil efectivos.[cita requerida]

## Hitos históricos

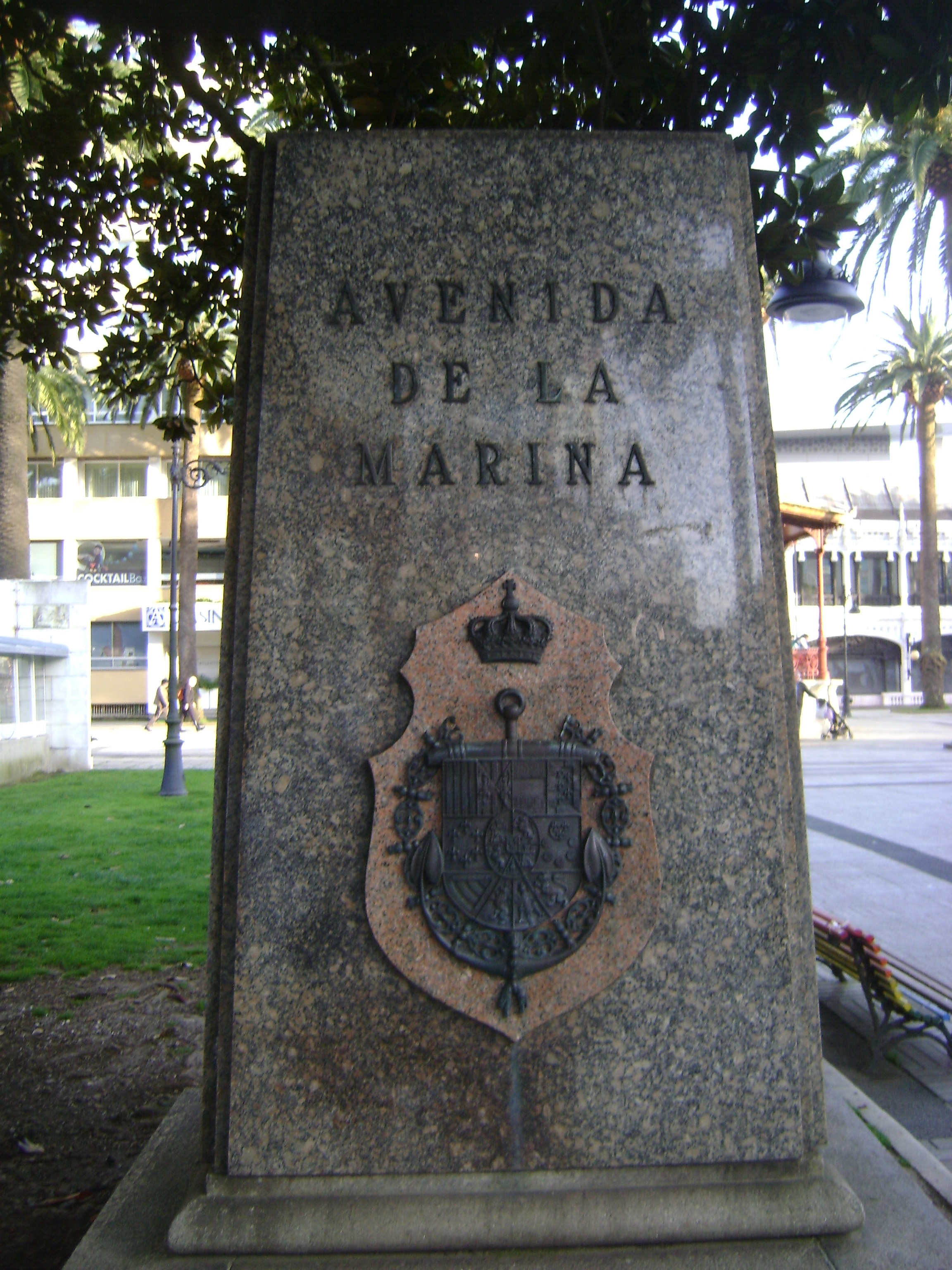
Monolito de la avenida de la Marina en el que aparece el escudo, Jardines de Méndez Núñez, La Coruña.

- La Armada, heredera de las marinas de Castilla y Aragón, es una de las más antiguas del mundo.
- La primera en tener reglamentos y normas para cada buque de guerra que daban unidad al funcionamiento de la flota.
- La que hizo posible el descubrimiento de América en 1492.
- La creadora del concepto moderno de convoy naval (Flota de Indias), en el siglo XVI.
- La primera en circunnavegar la Tierra: Expedición de Magallanes-Elcano (1519-1522).
- El descubrimiento de la Corriente del Golfo por Antón de Alaminos.
- La descubridora de la ruta transpacífica entre Asia y América: el Tornaviaje de Andrés de Urdaneta en 1565, y el establecimiento del Galeón de Manila.
- La creadora de la primera ruta comercial de escala mundial (entre Cádiz y Manila): la Flota de Indias en el Atlántico, y el Galeón de Manila en el Pacífico.
- La creadora y la primera en utilizar la infantería de marina (1537).
- La primera en utilizar fragatas, a finales del siglo XVI durante la guerra de los Ochenta Años.
- La creadora y primera en utilizar la lancha cañonera (Antonio Barceló en 1779)
- Primera vuelta al mundo por parte de un navío blindado llevado a cabo por la fragata blindada Numancia (1865-1867).
- La primera en contar con un destructor en servicio (1887). El Destructor, que dio nombre a toda una saga, fue diseñado por el oficial naval español Fernando Villaamil en 1885.
- La primera en disponer de un submarino torpedero inventado por Isaac Peral en 1888 (el submarino Peral).
- Creadora del concepto moderno de desembarco anfibio (con carros de combate y un mando unificado para las fuerzas navales, terrestres y aéreas) puesto en práctica en el desembarco de Alhucemas, resultando un éxito absoluto y poniendo fin a la guerra del Rif (1925). Los oficiales a cargo de planificar el desembarco de Normandía (especialmente su máximo responsable, el general Eisenhower), que supuso el principio del fin de la Segunda Guerra Mundial, estudiaron a fondo la estrategia empleada ya por la Armada española dos décadas antes.
- La primera armada del mundo en utilizar aviones de despegue vertical, en concreto el Harrier AV-8A «Matador» en portaaviones, en este caso en el Dédalo (R-01) (ex-USS Cabot). Esta práctica se extendió después a otros países, en concreto Estados Unidos, Unión Soviética, Reino Unido, Italia, India y Tailandia. En la actualidad España sigue operando con versiones evolucionadas de este tipo de aviones V/STOL (Harrier II).

## Historia

### Los orígenes

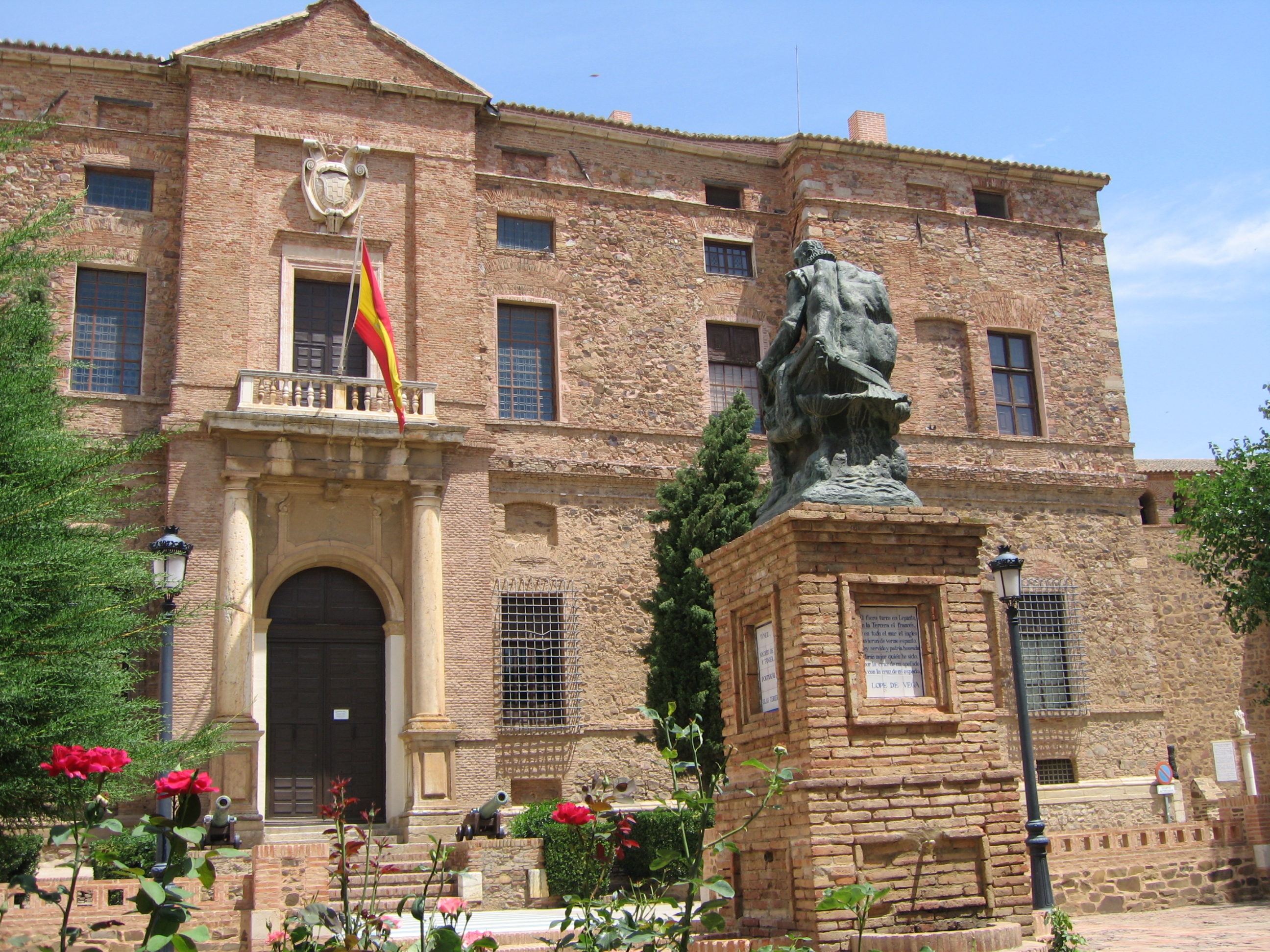
Palacio del marqués de Santa Cruz y Archivo General de la Marina Álvaro de Bazán en el Viso del Marqués (Ciudad Real).

La Armada nace de la unión de las marinas de la Corona de Castilla y de la Corona de Aragón. La marina de Aragón era una marina de ámbito mediterráneo, que prefería como buque de combate la galera y sus derivados, mientras que la marina de Castilla, atlántica, prefería buques mancos, esto es, sin remos, con solo propulsión a vela.
Esta unión se produce en tiempos de los Reyes Católicos, siendo la primera campaña de Italia del Gran Capitán, en la que participan las galeras de Sicilia junto a naves cantábricas, su primera operación de guerra. Juan de Lezcano y Galcerán de Requesens serían sus almirantes, carentes de rival entre los capitanes franceses y locales.
En estos primeros tiempos, la marina de guerra española, al igual que en los demás países europeos (salvo la República de Venecia), no existía en el sentido que la entendemos hoy, esto es, formada por barcos pertenecientes al Estado y especialmente hechos para la guerra. Debido a los corsarios y a las inseguridades de la navegación, todos los barcos llevaban cañones y armas. Cuando eran requeridos por el rey para la guerra, cambiaban las cargas comerciales por cargas militares, y sus armadores y tripulantes pasaban a ser pagados por la Corona.
Además de los buques mercantes militarizados, también había particulares que armaban flotillas de combate, dedicándose al corso hasta que el rey solicitaba sus servicios.
El rey nombraba los mandos de las escuadras así formadas, en las que embarcaban sus tropas. El combate naval de la época difería poco del terrestre, ya que se buscaba el abordaje y el combate cuerpo a cuerpo, haciendo relativamente poco uso de la artillería.
Se perdió interés en las galeras (que luego se recuperó) en beneficio de naos, carracas y carabelas. A finales del reinado de los Reyes Católicos, solo quedaban cuatro galeras en la guarda de la costa de Granada para apoyar a las demás naves en verano.

### Nacimiento de la Armada
La historia de la Armada puede datarse en los últimos años del siglo XV y primeros del siglo XVI, cuando los dos reinos (Castilla y Aragón) se unieron de hecho aunque aún no de derecho. En aquel tiempo no existía una Armada centralizada y esta no se consiguió hasta la llegada de los Borbones. No obstante, sí existían flotas militares más o menos permanentes que, cuando era necesario, se reunían para cumplir determinada misión.
Los preliminares de esta incipiente Armada conjunta pueden estar en la primera y la segunda expediciones a Italia y las acciones de Gonzalo Fernández de Córdoba, el Gran Capitán, en 1494; pero quizá la primera gran acción conjunta de las dos armadas en una acción naval fuera la batalla de Mazalquivir en 1505.
En esa batalla, que comienza la campaña española por el norte de África, la organización y planificación fue obra de Fernando el Católico, rey de Aragón, pero el principal impulsor e incluso financiador fue el cardenal Cisneros, auténtico garante de las últimas voluntades de Isabel la Católica. Por distintos motivos, tanto Castilla como Aragón necesitaban controlar la margen sur del Mediterráneo haciendo nuevamente cierta la frase «eran una voluntad en dos cuerpos».
Después de esta conquista, las caídas de ciudades berberiscas continúan. En lo sucesivo el cardenal Cisneros prosigue alentando y dirigiendo, pero ahora es el navarro Pedro Navarro quien manda la flota. Así, las fuentes cuentan:

Andaban los corsarios de Berbería atrevidamente robando la costa de Granada, porque los corrían muy buenos intereses de los asaltos que hacían, y valíanse de los mesmos moros naturales del país. Mandó el rey que saliese contra ellos el conde Pedro Navarro, que fue uno de los grandes capitanes que nacieran en España.

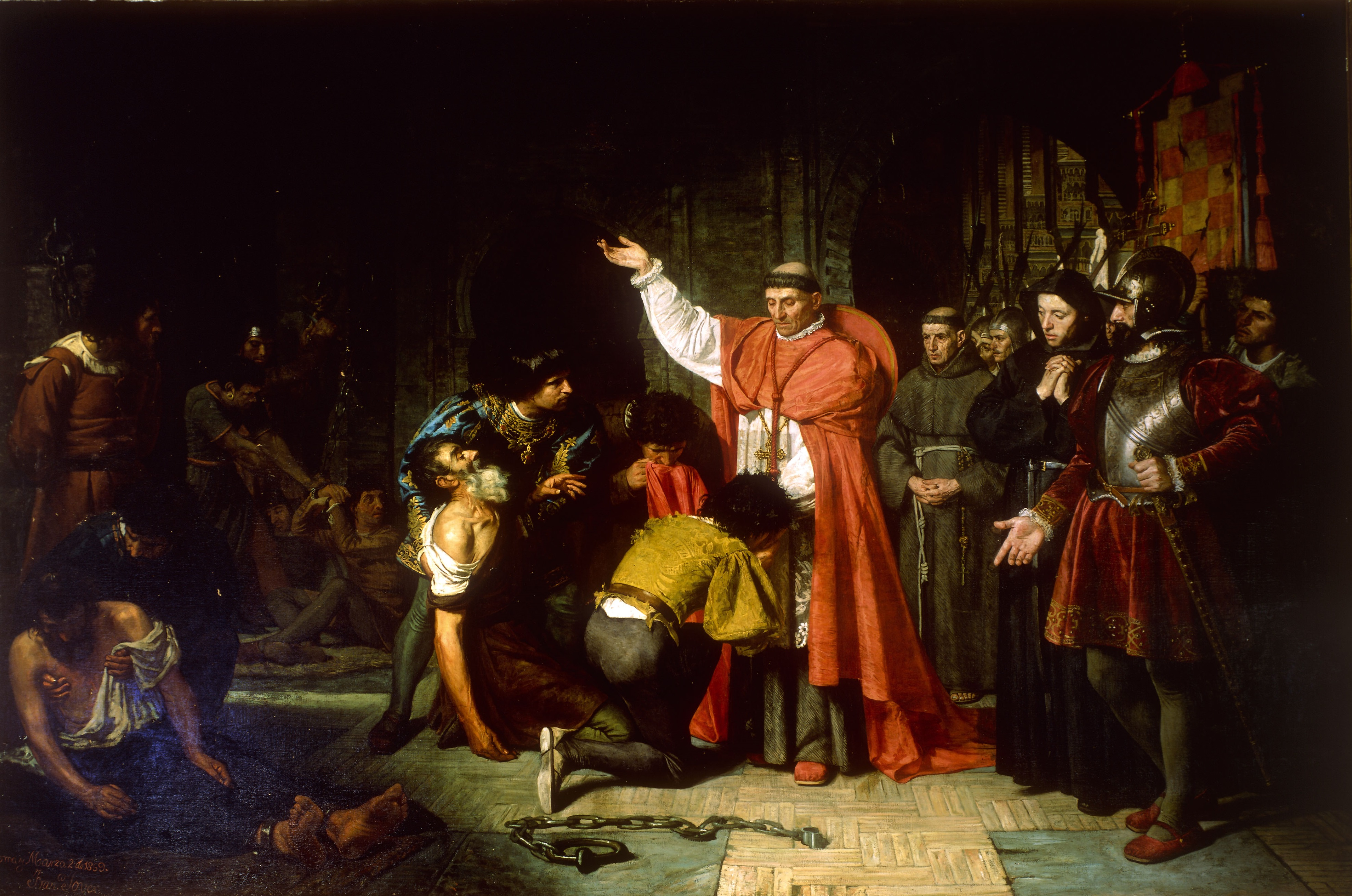
El cardenal Cisneros, promotor de las campañas contra la piratería berberisca, liberando cautivos en Orán

A las órdenes de Navarro, el embrión de lo que sería la Armada continuó las conquistas:
- El duque de Medina Sidonia se había hecho con Melilla ya en 1497.
- El peñón de Vélez de la Gomera cae en 1508.
- Orán es tomado en 1509 llevando al propio Cisneros, de setenta años de edad, en la expedición. En la conquista de Orán, la Armada tuvo un papel clave al efectuar un ataque combinado con las fuerzas terrestres desembarcadas. Se rescató a trescientos prisioneros cristianos y se realizó una gran matanza con los enemigos.
- Argel presta vasallaje en enero de 1510 y permite levantar un fuerte en la entrada de su puerto.
- Dellys, Mostaganem y Sargel también se convierten en vasallos con parecidas condiciones.
- La flota toma Trípoli el 25 de julio también de 1510.

Estas campañas siempre se han presentado como la continuación de la Reconquista y, según Ramiro Feijoo, lo eran, pero con un carácter defensivo. No se pretendía conquistar todo el Magreb, sino asegurar las costas ibéricas e italianas de los continuos ataques berberiscos. Al mismo tiempo muestra que la Armada, al igual que cualquier otra de la época, no disponía de la tecnología suficiente como para defender el litoral de ataques; era un instrumento para conquistar las plazas corsarias y así defender los territorios.
Nuevamente la «Armada» tuvo un gran protagonista con Carlos I y su ataque a Túnez. Entre los apoyos de Carlos se contarían el prolífico liderazgo del genovés Andrea Doria, experto en guerra anfibia, y la ciencia naval de Álvaro de Bazán el Viejo, armador de los buques más avanzados de su época.
Por una serie de acontecimientos, las costas de Italia y el norte de África quedaron desguarnecidas y Barbarroja asoló las costas italianas y norteafricanas, expulsando a los españoles de Túnez en 1504. Este corsario era considerado un héroe por sus contemporáneos musulmanes y también cristianos que alababan su carrera. Por ejemplo, el abate de Brantone, en su libro sobre la Orden de Malta, escribió de él: «Ni siquiera tuvo igual entre los conquistadores del griego y romano. Cualquier país estaría orgulloso de poder contarlo entre sus hijos».
Carlos V dirigió en 1535 una carta para reunir una flota que, además de las cuarenta y cinco naos y dicecisiete galeras del marqués de Vasto, sumaría las veintitrés carabelas que Andrea Doria traería desde Génova. A este contingente añadió el papa nueve galeras, la Orden de Malta otras seis y Portugal un galeón. A estas cien naves Carlos V trae toda la flota española desde Nápoles, Sicilia, Vizcaya y Málaga.

Ruta de la primera circunnavegación del Mundo

En esta ocasión, la armada reunida por el emperador desembarcó a veinticinco mil hombres, entre cuatro mil veteranos de las guerras en Italia, nueve mil recién reclutados, siete mil seiscientos alemanes y cinco mil italianos. Como en el caso de la Armada, las fuerzas eran españolas (la Corona de Castilla pagaba a todo el ejército).
Finalmente cayeron en manos españolas la imponente fortaleza de La Goleta y las ciudades de Túnez, Bizerta, Bugía y Bona.
En 1541 el emperador pretendió acabar con el problema berberisco con la toma de Argel, su último bastión en el Mediterráneo occidental, pero esta vez la Armada imperial se ve dispersada por las tempestades y tormentas, y las fuerzas ya desembarcadas tuvieron que replegarse rápidamente.
En aquel tiempo, el poder de las flotas hispanas descansaba en las galeras de remos, herederas de los navíos de la Antigüedad, y lo seguiría siendo durante casi todo ese siglo. Sin embargo, en la toma de Túnez ya aparecen signos de los nuevos tiempos. Las nuevas naos, más grandes que las utilizadas por Cristóbal Colón cuarenta años antes, ya iban equipadas con cañones y con dos castillos (el de proa y el alcázar a popa) y podían transportar ciento cincuenta marineros y quinientos soldados a cortas distancias. Pero sin duda la novedad fue el galeón, aún más grande y mucho más armado que la nao, que después sería la punta de lanza de la Armada.
Tanto la nao como el galeón eran barcos con el casco más redondeado y de tres palos (mesana, trinquete y mayor). La primera era una derivación de la carraca con mayor artillería y el segundo, una respuesta a las olas del Atlántico que las naos no podían superar con facilidad. Sus ventajas artilleras y de navegación no resultaban muy grandes en el Mediterráneo, pero sí en el nuevo escenario que pronto se vislumbraría como el más importante.
La importancia de estos dos tipos de navíos comenzó a verse cuando los primeros piratas franceses, apoyados y asesorados por piratas españoles renegados, descubrieron algunos de los importantes cargamentos de metales y especias llegados desde América, como se verá más adelante.
Las naos resultaron buenos buques de transporte, como prueba el hecho de que solo la carga de especias que trajo la nao Victoria a los mandos de Juan Sebastián Elcano cubrió con creces los gastos de toda la expedición de Magallanes (cinco naves en total). Por su parte, los galeones demostraron sus posibilidades de navegación en travesías como la realizada por Miguel López de Legazpi en la conquista de Filipinas y el regreso del galeón San Pedro a México, que rompió el dicho del Pacífico («Irás pero no volverás»).

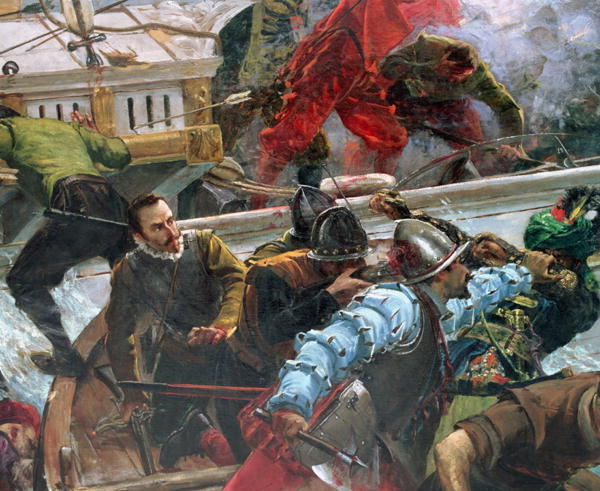
Detalle de La batalla de Lepanto de 1571, del pintor filipino Juan Luna y Novicio.

El inventor Blasco de Garay llegaría a ensayar buques movidos por ruedas de paletas a propulsión humana, que a pesar de desempeñarse con enorme agilidad no fueron jamás implementadas en la flota debido a enemistades políticas. Lo mismo sucedería con los submarinos y trajes de buzo proyectados por Jerónimo de Ayanz, que no recibieron atención real a pesar de su prodigioso adelanto.
Aunque el poderío de los navíos españoles era claro desde principios del siglo XVI, es en estos años cuando comenzó a cosechar sus más importantes logros, como la circunnavegación del mundo, la conquista de Filipinas y la protección inquebrantable de las flotas de Indias, pese a que el cine y la literatura americana e inglesa han hecho ver lo contrario.
En 1571 se produjo el éxito más conocido de la Armada española en toda su historia: la batalla de Lepanto. Se concentraron en el puerto de Mesina (Sicilia, Italia) setenta galeras españolas procedentes de la propia España, Italia y Flandes, nueve de Malta, doce del Papado y ciento cuarenta venecianas, formando la Liga Santa. La fuerza estaba dirigida por Juan de Austria con insignia en la Real, y entre los principales mandos se encontraban Álvaro de Bazán, Juan Andrea Doria y Luis de Requesens. El 7 de octubre tuvo lugar la batalla, en el golfo del mismo nombre, contra doscientas sesenta galeras otomanas. Tras horas de lucha, en la que los veteranos españoles y venecianos asaltan las naves turcas y se lucha sobre ellas cuerpo a cuerpo, tan solo cuarenta y cinco naves otomanas logran escapar.
Esta victoria frenó el poderío naval turco y el avance musulmán, principalmente en el Mediterráneo occidental. En la realidad, al Imperio otomano no le costó mucho reponerse de la derrota en cuanto a los barcos se refiere, pero desde entonces no anotaría más que derrotas ante España. Pedro Téllez-Girón, duque de Osuna y virrey sucesivo de Sicilia y Nápoles, reorganizaría las armadas mediterráneas españolas, venciendo a los otomanos en el cabo Corvo y obteniendo una victoria menos conocida comparable a la propia Lepanto en el cabo Celidonia. La batalla de Celidonia, en la queseis buques hispanos vencieron a una cincuentena de naves turcas mostraría la obsolescencia de las flotas otomanas ante la ciencia militar hispánica, y le siguió un bombardeo español de Constantinopla, la propia capital turca. Las flotas de Osuna también probaron su adelanto contra la república de Venecia, aliada otomana ocasional, en la batalla de Ragusa.
Con las victorias de Álvaro de Bazán y Benavides sobre flotas berberiscas en las batallas del golfo de Túnez y la costa de Dalmacia, los musulmanes dejarían de intentar enfrentarse directamente a las flotas hispanas. Su amenaza quedó entonces reducida a ataques rápidos contra poblaciones civiles con el objeto de alimentar el comercio berberisco de esclavos, que durante siglos fue mayor y más depredador que el comercio europeo de esclavos negros de África.

### La Armada de Vizcaya
Como consecuencia del Descubrimiento de América, empeoraron las relaciones entre España y Portugal. El rey de Portugal consideraba que, en virtud del Tratado de Alcáçovas, las tierras recién descubiertas le pertenecían, y en la corte española se tenían informes de que se estaba aprestando una armada en Lisboa, por lo que los Reyes Católicos llegaron a temer ataques portugueses a la segunda expedición de Colón.
Para remediar esta situación, los reyes encargaron desde Barcelona al doctor Andrés Villalón, regidor mayor y miembro del Real Consejo de Sus Altezas que apremiase la finalización de una armada oceánica que llevaba siendo preparada desde mediados de 1492. El objetivo real se disimuló diciendo que se trataba de luchar contra la piratería. Con permiso real, Villalón, en julio de 1493, encomendó en Bermeo esta tarea al bilbaíno Juan de Arbolancha. La armada fue conocida como Armada de Vizcaya, por formarse en Bermeo con naves y tripulaciones vizcaínas (en el sentido amplio, esto es, vascongadas). A finales de junio Íñigo de Artieta, nombrado por los reyes capitán general de esta armada, reúne las naves en Bermeo y a finales de julio, la armada sale para Cádiz, a donde llegan a primeros de agosto.
Esta armada estaba formada por una carraca de mil toneles, mandada por Íñigo de Artieta, cuatro naos, de entre cuatrocientos cinco y cien toneles, mandadas por Martín Pérez de Fagaza, Juan Pérez de Loyola, Antón Pérez de Layzola y Juan Martínez de Amezqueta, y una carabela para tareas de enlace y exploración mandada por Sancho López de Ugarte. Llevaba casi novecientos hombres. La carraca llevaba trescientos hombres, la mayoría de Lequeitio, la nao de Martín Pérez de Fagaza, doscientos, la mayoría de Bilbao, Baracaldo y otros lugares de Vizcaya, las de Juan y Antón Pérez de Layzola, ciento veinticinco por nao, casi todos guipuzcoanos, y la de Juan Martínez de Amezqueta, setenta. En la carabela iban treinta hombres. El coste de la armada fueron 5 854 900 maravedíes. Las tripulaciones estaban formadas aproximadamente por un hombre de mar por cada dos hombres de guerra.
Aunque se consideraba que la misión de esta armada sería dar escolta a las naves de Colón desde su salida de Cádiz hasta que estuviesen bien adentradas en el océano, para protegerlas de ataques de naves portuguesas preparadas para dirigirse hacia las tierras descubiertas, en agosto de 1493, al conocer los reyes por Colón que las naves portuguesas no iban a hacerse a la mar, es comisionada para trasladar al rey Boabdil y su corte de Adra hacia las costas africanas. A su regreso se le ordena preparar un viaje a Canarias, que no llega a realizar.
Después de la firma del Tratado de Tordesillas con Portugal, la armada deja de ser necesaria, por lo que en el verano de 1494 se ordena su disolución. Pero la situación en Italia la vuelve a hacer necesaria, por lo que la disolución no llega a producirse, y la armada, aumentada con siete carabelas, se dirige a Sicilia para unirse a las veinte naves que allí se encontraban.

### La flota de Indias

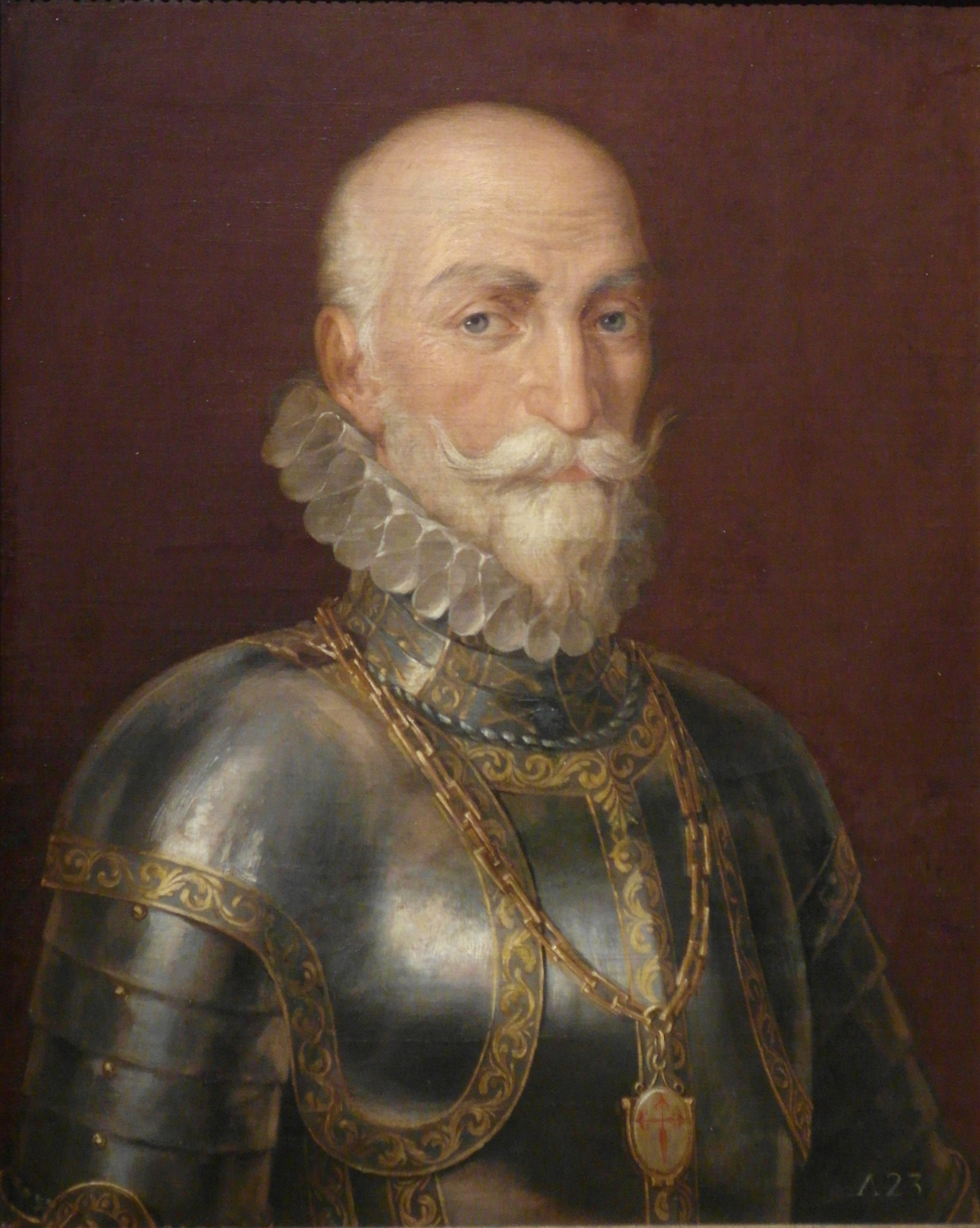
El almirante Álvaro de Bazán, célebre en el manejo de galeones de guerra durante el siglo XVI

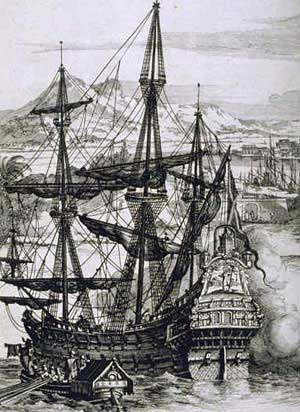
Los galeones fueron piezas muy codiciadas. Por eso Francis Drake no tuvo reparos en abandonar su flota para saquear uno durante los combates contra la Gran Armada.

En agosto de 1543 se promulgó una ordenanza según la cual se establecían dos flotas anuales. La primera era llamada de Nueva España y partía desde Sanlúcar de Barrameda (en la desembocadura del Guadalquivir) hacia las Antillas Mayores, de allí a Veracruz en México para recoger su cargamento y llevarlo de vuelta a la península ibérica. La segunda era denominada de Tierra Firme y su primer destino eran las Pequeñas Antillas, desde donde continuaba hacia Panamá entre julio y agosto.
Estas flotas estaban formadas por unos treinta o treinta y cinco navíos de los que al menos dos eran galeones, uno para el comandante de la flota y su estado mayor (llamado «Capitana») y el otro para el almirante (por lo que recibía el nombre de «Almiranta»). Ambas naves contaban con cuatro cañones de hierro, ocho cañones de bronce y 24 piezas menores. El resto de las naves iban equipadas con dos cañones, decenas de arcabuces y varias armas blancas de distintos tipos.
Estos galeones resultaban insuficientes en muchas ocasiones para garantizar la seguridad del cargamento, por lo que se dotaba a ambas flotas de una escolta formada por ocho o diez galeones. Por esta razón se llamaba a la flota escoltada «convoy de los galeones».
Los servicios de información y seguridad eran excelentes, según J. B. Black. Antes de partir hacia las Indias eran revisados tres veces y esperaban órdenes alejados de la costa para evitar que subieran a bordo piratas, renegados o moriscos, que tenían prohibido emigrar a América. La comunicación entre la capitana y la almiranta se realizaba periódicamente por medio de buques rápidos. Al avistar tierra, las naves no podían fondear para descender a tierra salvo en casos de extrema necesidad y por un período no superior a las veinticuatro horas. Las penas por infringir estas órdenes eran contundentes, pudiendo llegar a la pena de muerte. Además, antes de su partida, se enviaba un navío rápido para informar a la Península de su llegada prevista y el cargamento que llevaban. Asimismo se recogía información del tiempo y de la posible presencia de fuerzas piratas. En caso de que la situación lo requiriera, las dos flotas podían viajar juntas o retrasar su salida o enviar el cargamento en tres o cuatro zabras, barcos de unas doscientas toneladas, rápidos y bien armados que podían realizar el viaje en veinticinco o treinta días en lugar de los mercantes habituales o, en casos extremos, renunciar a efectuar el viaje hasta el año siguiente.
Estas flotas solían llevar oro de México o Perú y plata de Potosí. Sin embargo, no eran los únicos productos de gran valor; sus bodegas también llevaban piedras preciosas, perlas obtenidas en las costas del Caribe venezolano y colombiano, algunas especias, como la vainilla, y plantas tintoreras muy codiciadas, como el palo de Brasil y el palo campeche. Estos tesoros hacían que cualquier barco separado del resto por una tormenta, por ejemplo, fuese una presa muy codiciada, y su apresamiento permitía alimentar la leyenda de grandes capturas por parte de los piratas, que en realidad solo ocurrieron de manera excepcional. Puede calificarse así a la Flota de Indias como una de las operaciones navales más exitosas de la historia. De hecho en los trescientos años de existencia de la Flota de Indias solo dos convoyes fueron hundidos o apresados por los ingleses.
Entre los personajes históricos españoles que participaron en la Carrera de Indias destaca el corsario y comerciante Amaro Rodríguez Felipe, más conocido como Amaro Pargo. Su participación en la carrera de Indias comienza en el bienio 1703-1705, periodo en el que fue dueño y capitán de la fragata El Ave María y las Ánimas, navío con el que navegó desde el puerto de Santa Cruz de Tenerife hasta el de La Habana. Reinvirtió los beneficios del comercio canario-americano en sus heredades, destinadas principalmente al cultivo de la vid de malvasía y de vidueño, cuya producción ―principalmente la de vidueño― se enviaba a América.

### El Atlántico como nuevo escenario
Durante el reinado de Felipe II, Francisco Pizarro demuestra que el Perú no era un mito y que sí era enormemente rico en metales preciosos. Este descubrimiento se uniría a los hallazgos en México y Bolivia (con las famosas minas de Potosí).
Pese a que durante muchos años los monarcas hispanos trataron de mantener en secreto lo descubierto en América, ya en 1521 piratas franceses a las órdenes de Jean Fleury lograron capturar parte del famoso «Tesoro de Moctezuma», abriendo toda una nueva vía para asaltos y abordajes en busca de fabulosos botines. Ante las relativamente inmensas riquezas encontradas, pronto cundió el ejemplo entre los franceses y el acecho y asalto a los barcos españoles fueron aumentando.
Aunque las capturas fueron ínfimas para las muchas riquezas traídas de las Indias, la importancia de estos cargamentos era demasiada como para no protegerlos. Así, España comenzó a contar con dos tipos diferentes de flotas. Por un lado, la mediterránea, en la que proliferaban las galeras movidas por remeros (barcos obsoletos, pero que la victoria en batallas como el Golfo de Túnez parecía desmentir). Por otro, las atlánticas, integradas por naos y galeones. Aunque las galeras se mantuvieron en vigor muchas décadas, fueron las flotas atlánticas quienes realmente tuvieron el favor de Felipe II y sus herederos; el propio Juan de Austria debía dejar anclados sus barcos por falta de presupuesto tras la exitosa victoria de Lepanto.
En aquel momento, la flota atlántica contaba con las mejores técnicas y los avances más recientes en navegación; sus planos, diseño y construcción de naos y galeones eran un secreto guardado celosamente. Tanto es así que no ha llegado a nuestros días, como demostró el hecho de que ninguna de las réplicas realizadas con motivo de los quinientos años del descubrimiento de América lograse igualar los tiempos conseguidos por Colón. Por consiguiente, el transporte de las mercancías estaba asegurado si no mediaban tormentas que mandaran a pique muchos barcos. Los cargamentos eran llevados por dos flotas anuales que partían principalmente de Cartagena de Indias e iban escoltadas por una dotación de naos y especialmente de galeones.

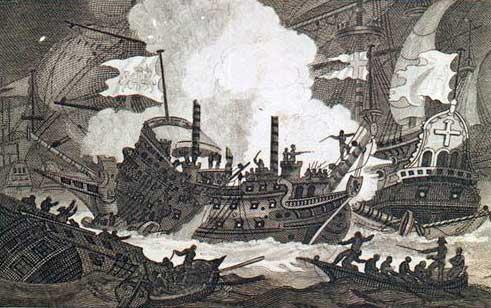
El ', buque insignia de Drake en 1589, en el momento de su captura por parte de la Armada española en aguas de las islas Azores en 1591, dos años después del desastre inglés de la Contraarmada.

A los piratas ingleses, como Francis Drake o John Hawkins, siempre se les ha presentado en Inglaterra como héroes nacionales y un auténtico calvario para las arcas de la Corona española. Pero estudios más detallados sobre esta piratería indican que la potencia de la flota española era abrumadora sobre todas las demás. Un ejemplo está en la derrota que sufrieron aquellos dos piratas a manos de la flota de Nueva España en la batalla de San Juan de Ulúa en 1568, de la que los ingleses solo pudieron salvar dos barcos.
La superioridad que una formación de galeones tenía sobre cualquier armada quedó patente con los primeros combates en 1588 contra los barcos ingleses de la Grande y Felicísima Armada, a la cual tras su fracaso los ingleses apodaron irónicamente como la Armada Invencible, nombre que nunca tuvo oficialmente. En aquella ocasión no se trataba de una flota pirata, sino de todas las fuerzas inglesas luchando por la supervivencia de su propio país. Aún con todo eso no pudieron romper la formación de la Armada ni detenerla. Únicamente después de desordenar los barcos con brulotes y el apoyo de las naves neerlandesas, además de un clima desfavorable, consiguieron causarle daños a las naos y galeones españoles, pero solo en cuatro naves (una galeaza, una nao y dos galeones), con ochocientas bajas (de un total de ciento treinta navíos y casi veintinueve mil hombres). Esta no es una tesis revisionista ni significa que la Invencible no fracasara, pero sí que la acción de la escuadra inglesa no causó el desastre.
Tras esta victoria cundió el optimismo en la corte de Isabel I, e incluso la euforia, lo que les llevó en parte a organizar la Contra-Armada. Los ingleses consideraban posible invadir España por La Coruña, pero los hechos demostraron que estaban equivocados. Los hombres que mandó Álvaro de Bazán antes de su muerte y los habitantes de las ciudades los aguardaban y les infligieron una contundente derrota, primero en La Coruña y después en Lisboa, Cádiz y Cartagena de Indias. Los ingleses perdieron también veinte naves y doce mil de sus hombres. La diferencia con las bajas españolas es que esta cifra era más de la mitad de los soldados y marineros enviados (veinte mil en total), la mayoría bajo los cañones españoles. El consejo privado de Isabel I en un informe reservado calificó la operación de la siguiente manera:

La expedición de la Contra-Armada ha sido no solo una catástrofe financiera, sino también estratégica.

Felipe II envió dos armadas más contra Inglaterra, que también fracasaron a causa del tiempo. Pero esto no es algo único: Japón nunca fue invadido por los mongoles gracias al llamado Viento Divino (Kamikaze, en japonés).
Las hostilidades siguieron entre las dos naciones, que estaban cada vez más agotadas. Según algunos historiadores, como Mariano González Arnao, si Felipe II no planificó concienzudamente la invasión de Inglaterra, más bien aguardaba la intervención divina en una causa que debía ser también la suya. Si hubiera trazado un plan meticuloso, como era él, los resultados hubiesen sido muy diferentes, pues Inglaterra realmente contaba con muy pocas fuerzas para defenderse. Esto parecen confirmarlo hechos como:
- En julio de 1595 el capitán Carlos de Amésquita pasó siete días con sus tres galeras desembarcado en tierras inglesas sin encontrar excesiva resistencia.
- Con Felipe III, Juan del Águila desembarcó tres mil quinientos infantes en Kinsale y aguantó allí cuatro meses, hasta que finalmente se retiró en febrero de 1602.

A finales del siglo XVI, las dos naciones estaban exhaustas. España había logrado victorias frente al duque de Essex y en las Azores frente a Raleigh, desbaratando el intento de conquista inglés del Istmo de Panamá en 1596, sonado fracaso que costó la vida a los dos mejores marinos ingleses de la época, Francis Drake y John Hawkins. Por su parte, los hombres del corsario George Clifford, tercer conde de Cumberland lograron apoderarse de San Juan de Puerto Rico en 1598, aunque tuvieron que retirarse a los pocos meses. Ante esta situación, con una suerte de la guerra muy tornadiza y con la muerte de Isabel I, España e Inglaterra se apresuraron a firmar el Tratado de Londres en agosto de 1604.
Las operaciones navales en el norte ocupaban a la Armada de Flandes en cooperación con los corsarios dunkerqueses, navegantes locales al servicio de España. Bajo el mando de figuras como Michel Jacobsen y el héroe de Celidonia, Francisco de Ribera y Medina, estragaron la marina mercante holandesa durante años a pesar de los esfuerzos denodados de la prestigiosa marina rebelde. El éxito continuó cuando Ribera fue sucedido por el Marqués de Fuentes, cesando solamente cuando un imprudente cambio de política hacia la acción directa ocasionó el revés de la batalla naval de las Dunas en 1639.

### Potencia naval mundial hasta elsigloXVIII

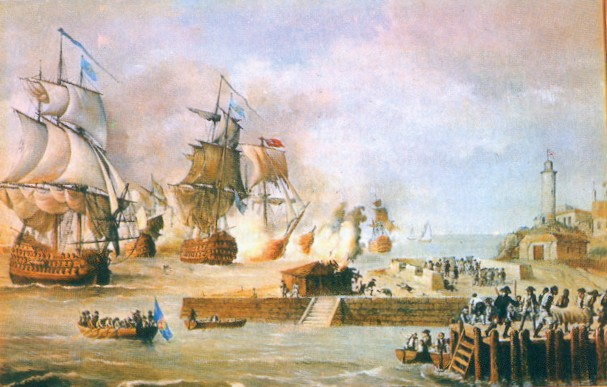
Ataque británico durante la batalla de Cartagena de Indias que supuso un descalabro monumental para Gran Bretaña y para la Marina británica, gracias a la hábil intervención de la Armada española comandada por el almirante Blas de Lezo.

A pesar de la errónea noción de que España empezó a perder su supremacía naval mundial tras la derrota de la Grande y Felicísima Armada de 1588, falacia difundida esencialmente por la historiografía inglesa o anglófila, es un hecho demostrado que el poder naval español no solo no disminuyó entonces, sino que perduró hasta el XVIII, lo cual permitió a España mantener la comunicación con sus provincias y territorios de Ultramar mediante sus Flotas de Indias (América) y el Galeón de Manila (Filipinas). En 1714, ya bajo la dinastía de los Borbones, se creó una Secretaría de la Armada, que impulsó la reforma, la modernización y la expansión de la Armada en el siglo XVIII, necesaria para asegurar la comunicación con los territorios españoles de ultramar, amenazada frecuentemente por corsarios y potencias extranjeras. Se puede considerar ese año como el de fundación de la Armada tal como la conocemos hoy, ya que fue entonces cuando se unificó a las distintas marinas que existían en España. Poteriormente, en 1717 con la creación de las Reales Compañías de Guardias Marinas, se estableció el sistema de formación de los futuros oficiales de la Armada, y se sentaron las bases de la enseñanza naval moderna.

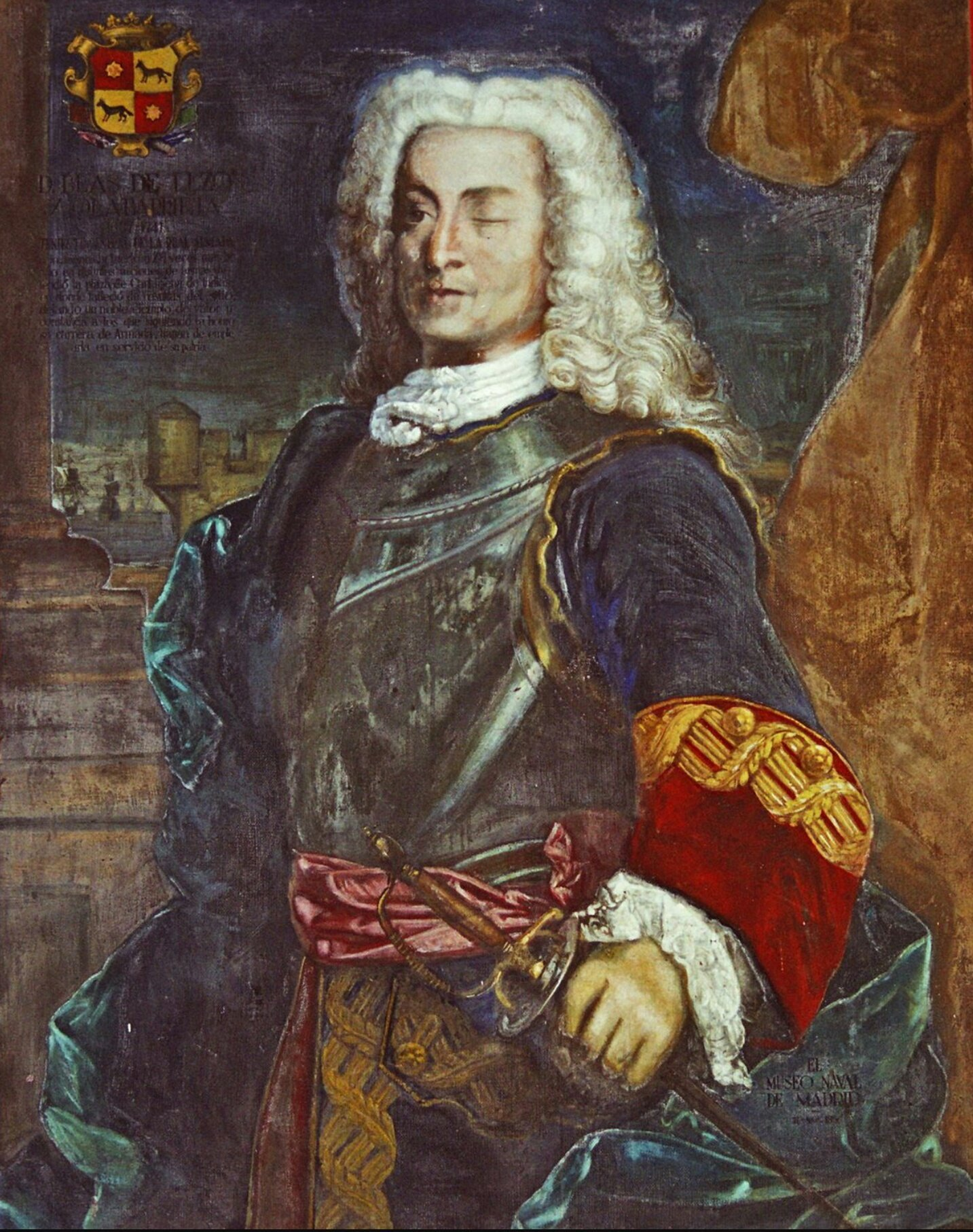
Blas de Lezo, uno de los más grandes almirantes de la Armada española y héroe de Cartagena de Indias.

La Marina británica sufrió en 1741 la derrota más grande de su historia durante el sitio de Cartagena de Indias (ver guerra del Asiento), cuando una enorme flota de 186 buques ingleses con veintitrés mil hombres a bordo atacaron el puerto español de Cartagena de Indias (hoy Colombia). Esta acción naval fue la más grande de la historia de la Armada Británica, y la segunda más grande de todos los tiempos después de la batalla de Normandía durante la Segunda Guerra Mundial. Tras la derrota, los ingleses prohibieron la difusión de la noticia y la censura fue tan tajante que pocos libros de historia ingleses contienen este episodio de su historia.
Un error historiográfico muy común es el que dice que la superioridad naval británica impidió completamente el comercio americano, pero en realidad la flota de galeones que unía España con América se perdió solamente en cuatro ocasiones a lo largo de trescientos años. En ese sentido, tampoco es conocido el episodio que tuvo lugar en 1780, durante el reinado de Carlos III, cuando el almirante Luis de Córdova apresó un gran convoy inglés en el cabo de San Vicente, donde tuvieron lugar las batallas del Cabo de San Vicente. Al divisar a la escuadra española (con algunas unidades francesas) al mando de Luis de Córdova, en vez de hacerle frente la escolta del convoy, esta se dio a la fuga, y los mercantes, algunos de ellos armados con más de treinta cañones, apenas opusieron resistencia. La derrota, en esta ocasión de Su Graciosa Majestad, fue doble, en el sentido de que no solo se perdieron esos barcos, sino que todos pasaron a engrosar la Real Armada de su Católica Majestad, dando años de buenos servicios y llegando a portar hasta cuarenta cañones.

### Felipe V y sus ministros reforman la Armada

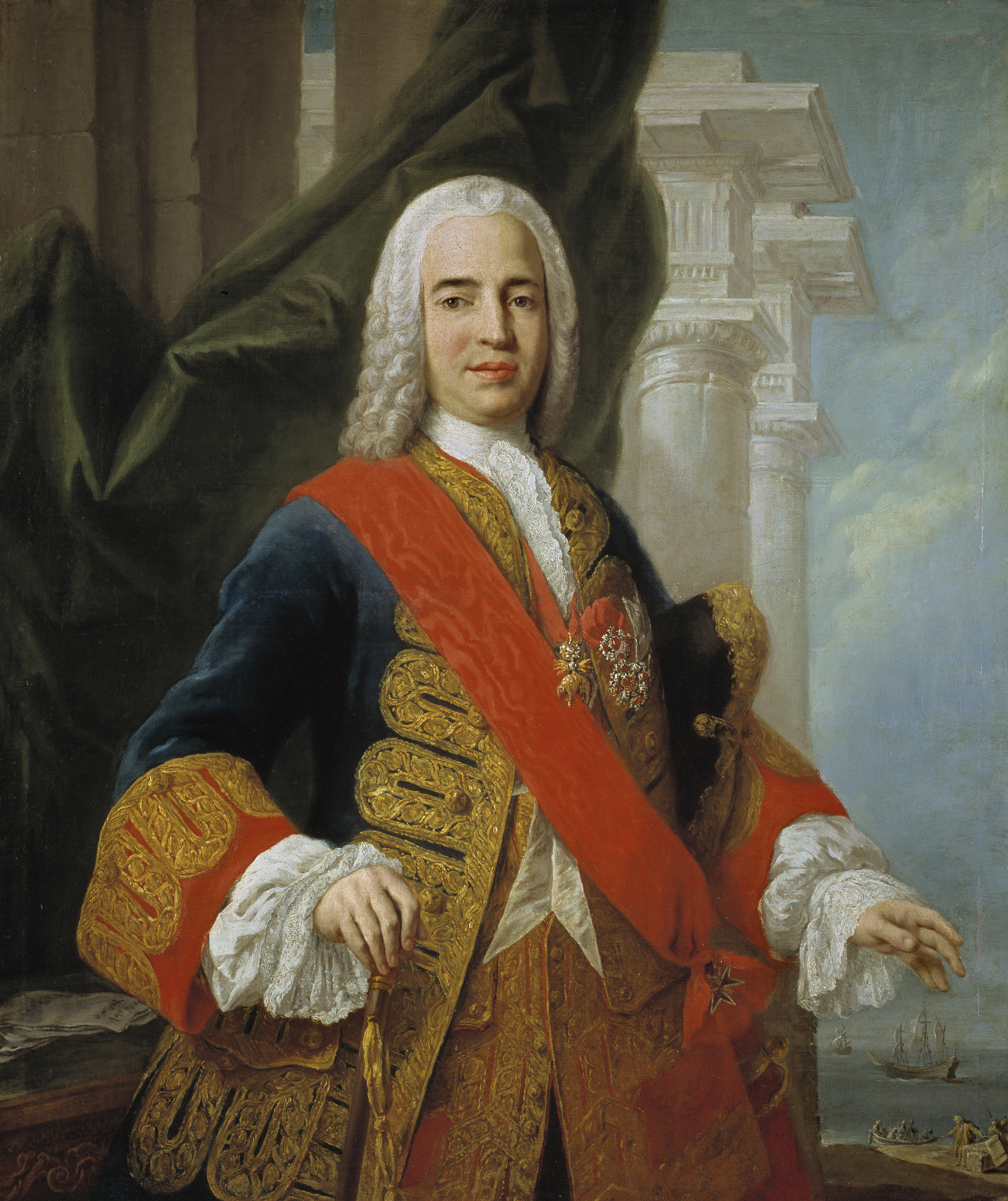
Zenón de Somodevilla, marqués de La Ensenada, el gran reformador de la Armada española.

El deseo de las otras potencias por reducir el poder de España y quedarse con algunas de sus posesiones no podía quedar zanjado con el testamento real, por lo que la guerra de Sucesión era casi inevitable. Esta guerra y las negligencias cometidas en ella llevaron a nuevas derrotas para las armas españolas, llegando incluso al propio territorio peninsular. Así se produjo la pérdida de Orán (influenciada por un terremoto), Menorca (que no se recuperaría definitivamente hasta 1802) y la más dolorosa y prolongada, que fue la de Gibraltar, del que los británicos se apoderaron a traición. Solo ochenta soldados y trescientos milicianos, con escasa o nula instrucción militar, dotados con ciento veinte cañones (de los que un tercio estaban inservibles) lo defendían, frente a una flota anglo-holandesa que totalizaba diez mil hombres y mil quinientos cañones, apoyada por un batallón de trescientos cincuenta soldados catalanes partidarios del archiduque Carlos de Austria (que desembarcaron en una playa conocida desde entonces como playa de Los Catalanes). Tras cinco horas de bombardeos la plaza se rindió, pero no a Reino Unido sino a Carlos III de España, como se autotitulaba el archiduque, en cuyo nombre fue ocupada. Dicha apropiación, calificada por historiadores del propio Reino Unido como «acto de piratería», fue contraria a toda ley, puesto que Inglaterra ni siquiera estaba en guerra con España, sino que simplemente intervenía en favor de uno de los pretendientes al trono. Felipe V, deseoso de lograr el reconocimiento de Reino Unido como rey de España, accedió mediante el Tratado de Utrecht a perpetuar tal situación.

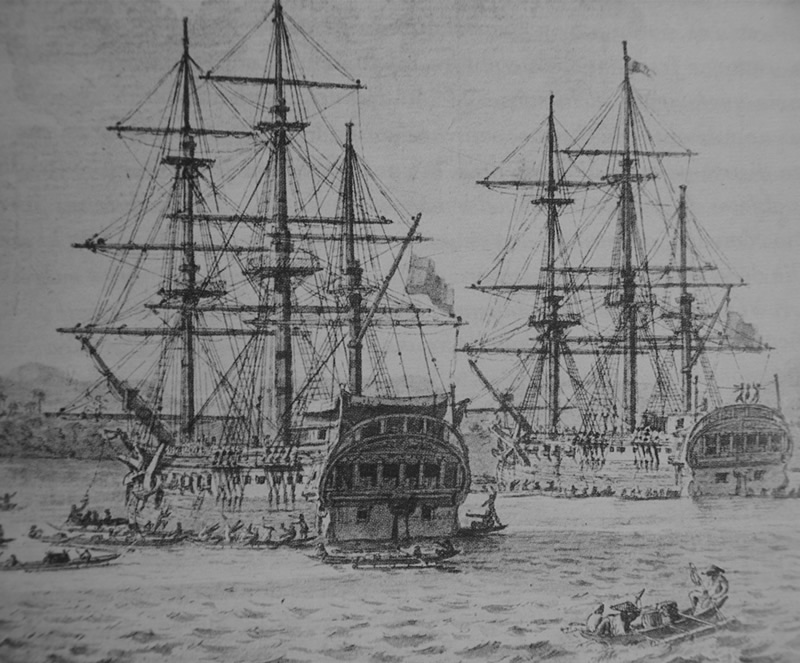
corbetas Atrevida y Descubierta, al mando de Alejandro Malaspina y José de Bustamante, conformaron la Expedición Malaspina (1789-1794), un viaje de tipo político y científico alrededor del Mundo, con el fin de visitar la gran mayoría de las posesiones españolas en América y Asia.

Felipe V no estaba preparado para dirigir el reino más grande de aquel momento y él lo sabía; pero también supo rodearse de las personas más preparadas que trajeron un proyecto, y la Armada —es la primera vez que puede llamarse así— fue uno de los puntos donde más éxitos se lograron.
El primero de los reformadores fue José Patiño. Este italiano de origen gallego, uno de los mejores técnicos navales del siglo XVIII, comenzó por la reestructuración de las flotas y las pequeñas armadas en una institución única y común. Así mismo fundó nuevos astilleros, como Cádiz o Ferrol, y configuró, junto al ministro ilustrado Zenón de Somodevilla, marqués de La Ensenada, los importantes arsenales de donde pudieran salir los cañones, munición, herrajes y demás enseres para poder armar todos los barcos que debían construirse. Patiño logró poner a flote cincuenta y seis barcos y construir dos mil quinientos nuevos cañones. La labor de Patiño ha sido siempre recordada por la Armada, hasta el punto de que, en el siglo XX, uno de los buques de aprovisionamiento logístico fue bautizado con su nombre.

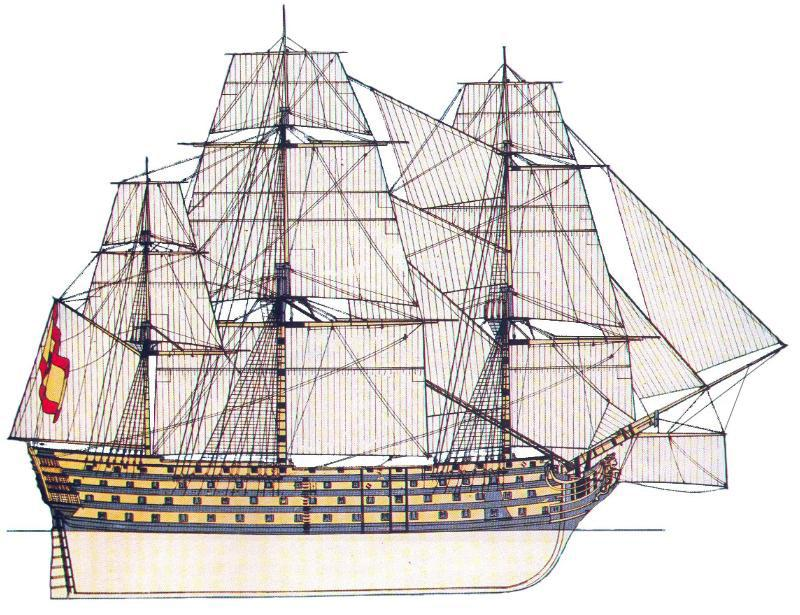
Vista lateral del navío de línea Santísima Trinidad (1769), con sus cuatro puentes y ciento cuarenta cañones fue apodado «el Escorial de los Mares». Fue el buque insignia de la escuadra española responsable del apresamiento de cincuenta y dos buques británicos el 9 de agosto de 1780.

El marqués de la Ensenada, otro de los grandes reformadores de la Armada, consciente de que la Armada española comenzaba a estar anticuada, aconsejaría en 1748 que el experto marino Jorge Juan y Santacilia viajase a Reino Unido para espiar y conocer las nuevas técnicas navales británicas, y algunos de estos técnicos cualificados extranjeros serían contratados por la Corona para trabajar en los astilleros españoles. Será así como proyecte y haga realidad la construcción para España de una gran flota, algunos de cuyos navíos estarían en la vanguardia de la ingeniería naval de la época, como el navío de línea Montañés. La Armada contó un aumento de al menos sesenta navíos de línea y sesenta y cinco fragatas listas para operar. Asimismo, Ensenada eleva el Ejército de tierra a 186 000 soldados y la Armada a ochenta mil.
Durante esta época, habiéndose autorizado el corso desde principios de siglo pasado, se dio el apogeo de los corsarios hispánicos llamados guardacostas, basados principalmente en los puertos de Florida, Cuba y el Caribe, que tenían como misión la disrupción de la piratería y el contrabando extranjero. Sus ataques llegarían a superar las propias capturas de los piratas ingleses, franceses y holandeses.
Durante el resto del siglo, la preeminencia de la Armada española, y especialmente en el Atlántico, fue manifiesta, como se demostró, entre otras ocasiones, en la llamada guerra del Asiento, desencadenados por presuntos actos guardacostas, donde destacó uno de los mayores almirantes que jamás haya tenido la Armada española, el guipuzcoano Blas de Lezo. Otro destacado marino y capitán general de La Armada de este periodo fue Luis de Córdova y Córdova.

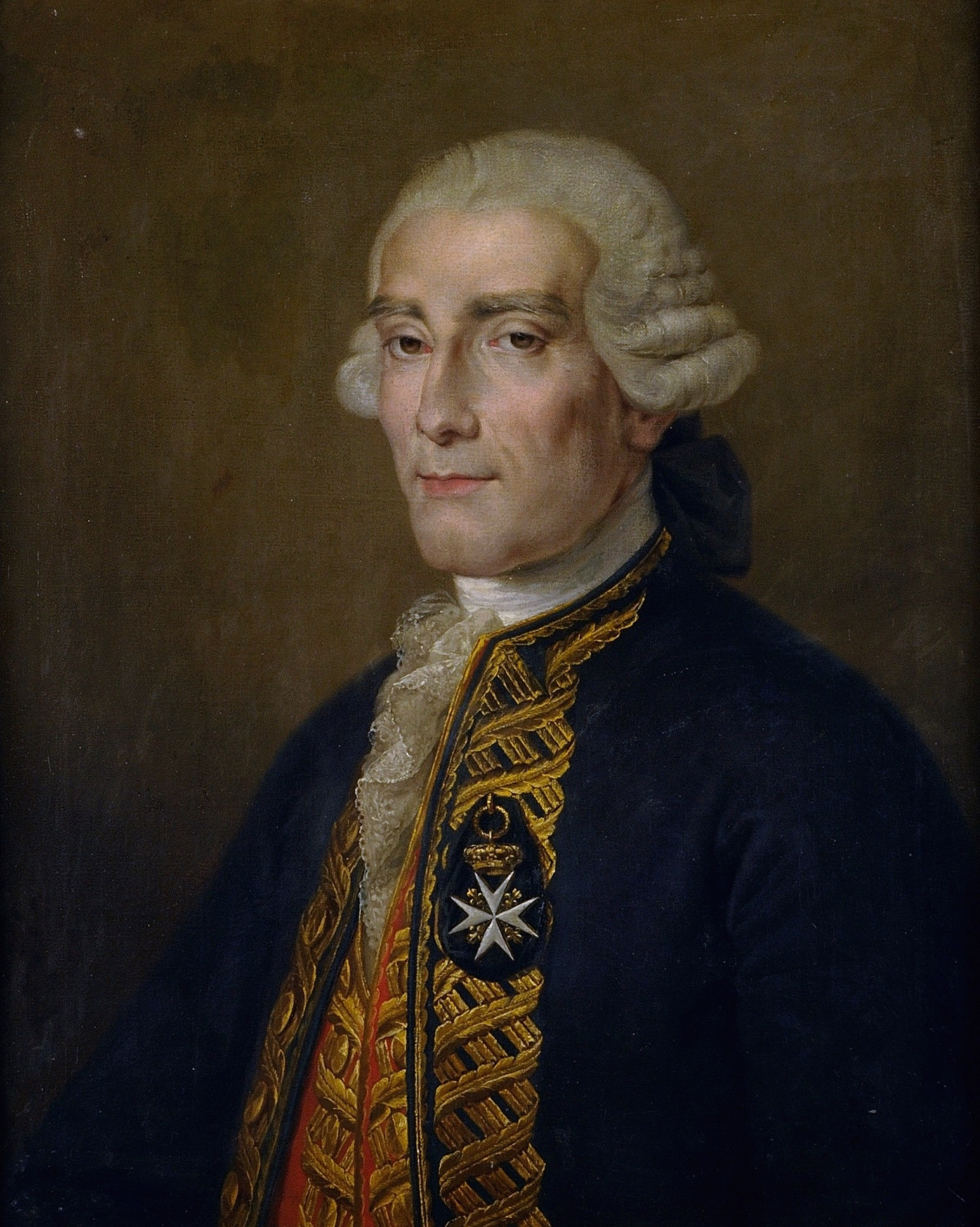
Jorge Juan y Santacilia, apodado en el continente europeo como «el Sabio Español», fue el principal artífice de la reforma integral del modelo naval español en el.

El arsenal de La Habana fue el principal astillero de la Armada durante el siglo XVIII con 197 barcos construidos en noventa y siete años. Desde el Nuestra Señora de Loreto, de doce cañones, hasta el Santísima Trinidad (1769), originalmente con ciento veinte. La riqueza en recursos naturales de Cuba y sus fuertes defensas la hicieron un sitio ideal para la construcción de barcos nuevos. Botado en 1739, el Princesa de setenta cañones luchó solo contra tres barcos británicos de similar porte en 1740. Esta fue la primera vez que los británicos se dieron cuenta de la calidad del diseño español y su construcción. Este navío, ya viejo cuando se capturó, estuvo veinte años más en servicio en la Marina británica.
El arsenal de Ferrol fue el segundo astillero más importante de la Armada durante el siglo XVIII, construyó cincuenta barcos entre 1720 y 1790 incluido el San José de ciento doce cañones. Capturado por Nelson en el cabo de San Vicente y renombrado San Josef, fue el primer buque insignia del marino inglés. Que un comandante prominente escogiera un navío extranjero como buque insignia es aún más evidencia de la calidad de los barcos españoles. En 1735 se botó el Guerrero de setenta y cuatro cañones, que se hizo el buque de guerra de línea con más antigüedad en la edad de vela con un registro de ochenta y nueve años de servicio continuo. Un ejemplo de diseño y calidad.
En esta época surgieron también las llamadas fuerzas sutiles, guerrilla marina efectuada con cañoneras y pequeñas embarcaciones, de la mano del brigadier Antonio Barceló. Las flotas occidentales y musulmanas no lograrían dar una respuesta verdaderamente efectiva al problema de las fuerzas sutiles, que desempeñarían un papel vital en la armada española hasta más de un siglo después.
En cuanto a la infantería de marina española del XVIII destacan dos nombres por su valentía y heroicidad: el capitán Correa y Ana María de Soto. El capitán Antonio de los Reyes Correa, arriesgando su vida y la de los suyos en uno de los mayores y nobles actos de la infantería de marina española consiguió evitar la invasión inglesa de Puerto Rico en 1702, lo que le valió para ser condecorado por el rey Felipe V en 1703 y ser ascendido a capitán de Infantería. Su gesta evitó la invasión británica de Puerto Rico y las catastróficas consecuencias que hubiera tenido para España. Ana María de Soto, haciéndose pasar por varón con el nombre de Antonio María de Soto, se alista en la 6.ª compañía del 11.º Batallón de Marina en 1793, siendo licenciada con pensión y honores de sargento en 1798 al descubrirse que era mujer. Fue la primera mujer infante de Marina del mundo.
Del último periodo de siglo cabe destacar a los marinos e ingenieros navales José Joaquín Romero y Fernández de Landa y a Julián Martín de Retamosa, promotores de algunos de los mejores navíos de línea de su época. En 1797 la Armada disponía de 239 buques, de ellos 76 navíos de línea y 52 fragatas, la cifra más elevada de toda la centuria.

### De la batalla de Trafalgar a la muerte de Fernando VII

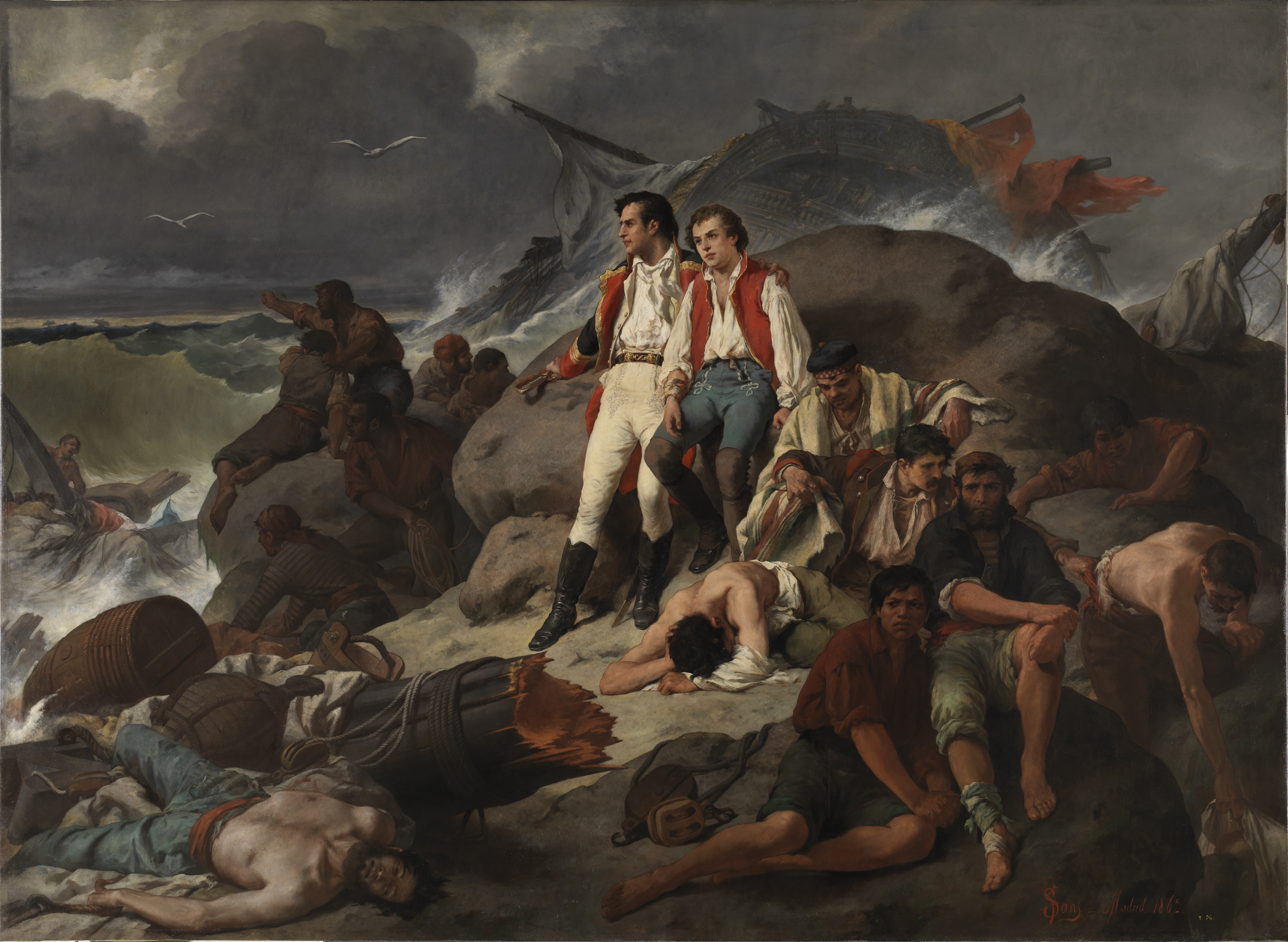
Episodio de la Batalla de Trafalgar de Francisco Sans Cabot (1862). El lienzo muestra a marinos españoles supervivientes del navío de línea Neptuno, que tras la batalla de Trafalgar se estrelló y hundió debido a un temporal en las inmediaciones del castillo de Santa Catalina de El Puerto de Santa María (Cádiz).

El 21 de octubre de 1805, la flota franco-española forzada a la batalla por el almirante francés Villeneuve, en contra de los consejos del alto mando español encabezado por Federico Gravina, fue severamente derrotada en la batalla de Trafalgar. Tras las matanzas perpetradas durante la Revolución francesa, la calidad y capacidad de la oficialidad y del almirantazgo francés había quedado seriamente afectada; así mismo, muchas de las tripulaciones españolas enroladas por el mando napoleónico eran soldados de tierra, campesinos e incluso mendigos reclutados para la ocasión, en contraste con las profesionales tripulaciones británicas, bien entrenadas y que habían vivido numerosas acciones navales. La pérdida de muchos marineros experimentados en una epidemia de fiebre amarilla en 1802-04 había conducido a una acción apresurada reuniendo una fuerza tan disminuida. En contraste, las atrevidas tácticas de Nelson se aprovecharon de las dificultades y la falta de previsión y de liderazgo de los franceses, con Villeneuve a la cabeza, que ya había dado sobrada muestra de incapacidad para el mando en la vergonzosa derrota en la batalla de Finisterre tres meses antes.
En contra de la opinión generalizada de la historiografía británica y también de parte de la historiografía, literatura e imaginario español, la batalla de Trafalgar no significó el colapso de la Real Armada española, y muestra de ello son los dos sonoros fracasos británicos en 1806 y 1807 durante las invasiones inglesas del Virreinato del Río de La Plata en las que destacaría el marino Santiago de Liniers. En 1808 la Real Armada aún contaba con cuarenta y tres navíos de línea y veinticinco fragatas. Realmente serían numerosos navíos como el Santa Ana, el Príncipe de Asturias y otros los que se pudrirían y desmoronarían por ausencia de carena en diferentes arsenales, ya que estos establecimientos industriales, otrora entre los primeros del mundo, fueron progresivamente abandonados y dejados en la ruina, debido a los efectos colaterales e indeseables de la invasión napoleónica y la guerra de Independencia, que destrozaría y arruinaría España, y a su Ejército y a su Armada.
En 1817 se elaboró un Plan Naval para la reconstrucción de la flota por parte del ministro Vázquez Figueroa, cuya intención era adquirir veinte navíos, treinta fragatas, dieciocho corbetas, veintiséis bergantines y dieciocho goletas. Se adquirieron seis buques como partida inicial a Francia, pero el ministro fue posteriormente apartado por el rey Fernando VII, por lo que no se cumplió su plan y, desoyendo a los mandos de la Armada, se adquirieron buques rusos de segunda mano a la Marina del zar, lo que fue un escándalo y seguramente una de las peores inversiones de la Armada. Los buques estaban podridos y en pésimas condiciones marineras, por lo que no tardaron en ser dados de baja.[cita requerida]
Tras las pérdidas acaecidas durante las guerras de Emancipación hispanoamericanas, la Armada se encontraría en la peor situación de su historia. En 1824, en un primer y tímido esfuerzo por regenerar la Armada, se encargarían tres fragatas de cincuenta cañones terminadas en 1826, resultando excelentes a lo largo de su vida operativa. Entre 1825 y 1830 el ministro de Marina, Luis María Salazar y Salazar, con la inestimable colaboración del brigadier Laborde, comandante general del Apostadero de La Habana, y el intendente general de Cuba, conde de Villanueva, consiguió mantener en el Caribe una escuadra bien equipada de cuatro a cinco fragatas y uno o dos navíos, y con tripulaciones bien entrenadas, que mantuvo a raya las tentativas de las fuerzas navales colombianas y mejicanas sobre Cuba y su comercio. Esta política fue uno de los factores principales en la conservación de Cuba y Puerto Rico hasta 1898. En septiembre de 1833, momento de la muerte de Fernando VII, la Armada solo disponía de tres navíos, cinco fragatas, cuatro corbetas y ocho bergantines, con los arsenales en un estado ruinoso.
En 1834, José Vázquez de Figueroa volvió a su cargo como ministro de Marina, pero tuvo que enfrentarse con la primera guerra carlista. En aquellos años se empezaron a introducir los buques de vapor, lo que obligó a la compra de buques al extranjero.

### Pérdida de las posesiones en ultramar y reorganización de la Armada

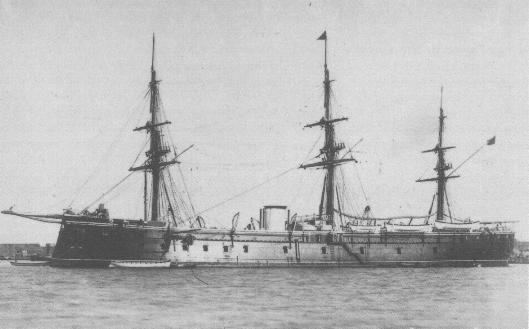
La fragata Numancia, primer buque blindado en circunnavegar el Mundo

Durante el reinado de Isabel II la armada se reconstruyó. Participó activamente en las guerras carlistas y llegó a formar parte de la defensa de Cuba contra las tentativas de Estados Unidos. En la época de la Unión Liberal se instituyó un programa naval que resultó en la construcción de seis fragatas blindadas, una docena de fragatas de élice y otros buques menores. También se organizó la presencia naval de algunos buques en las costas de Latinoamérica y se afirmó la soberanía en los mares de Filipinas.
El otro gran evento del siglo XIX para la Armada, además de la guerra hispano-sudamericana (1865-1866), fue la guerra hispano-estadounidense de 1898. La Armada se encontraba afectada por la larga crisis económica y política que padecía España a fines del siglo XIX. Esta situación fue hábilmente utilizada por los líderes estadounidenses, que vieron en esto la oportunidad de presentar ante el mundo a su país como novísima potencia mundial económica y militar. El mando naval de Estados Unidos había estudiado previamente el difícil momento que pasaba España y su poca capacidad de respuesta, aún más acrecentada por la lejanía de sus bases.
El rápido ataque de los estadounidenses cumplió estos planes estratégicos y logró en el campo de batalla una rápida efectividad a pesar de los grandes esfuerzos y el gran valor de las fuerzas navales españolas. Fue el encuentro de la antigua gran potencia, en ese momento en crisis, y la nueva potencia en auge, presentándose internacionalmente con una acción espectacular. Y en verdad significó el gran impulso para la nación estadounidense, pero para su antagonista supuso la acentuación de una crisis que no se resolvería sino hasta la segunda mitad del siglo XX, cuando la Armada española consiguió reorganizarse, recuperar sus fuerzas y ubicarse nuevamente entre las armadas más importantes del mundo.

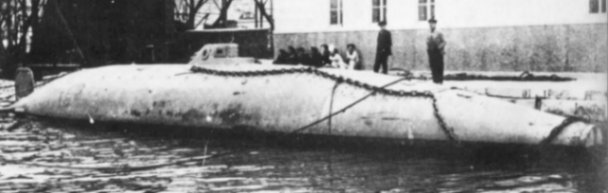
Submarino de Isaac Peral, 1888.

Tras el desastre de 1898 España carecía de apoyos internacionales y se temía que alguna potencia aprovechara la debilidad española para conquistar Canarias, Baleares, Ceuta, Melilla o alguna de las posesiones africanas. Por ello a consecuencia del desastre del 98 se estableció una nueva política naval, cuyo objetivo sería defender el litoral de España, su comercio y su pesca, y asegurar su posición en el Mediterráneo occidental y en el Estrecho de Gibraltar, donde Marruecos ocuparía un lugar prioritario, especialmente tras la conferencia de Algeciras de 1906 que abrió el camino hacia el establecimiento de un protectorado sobre su franja norte.

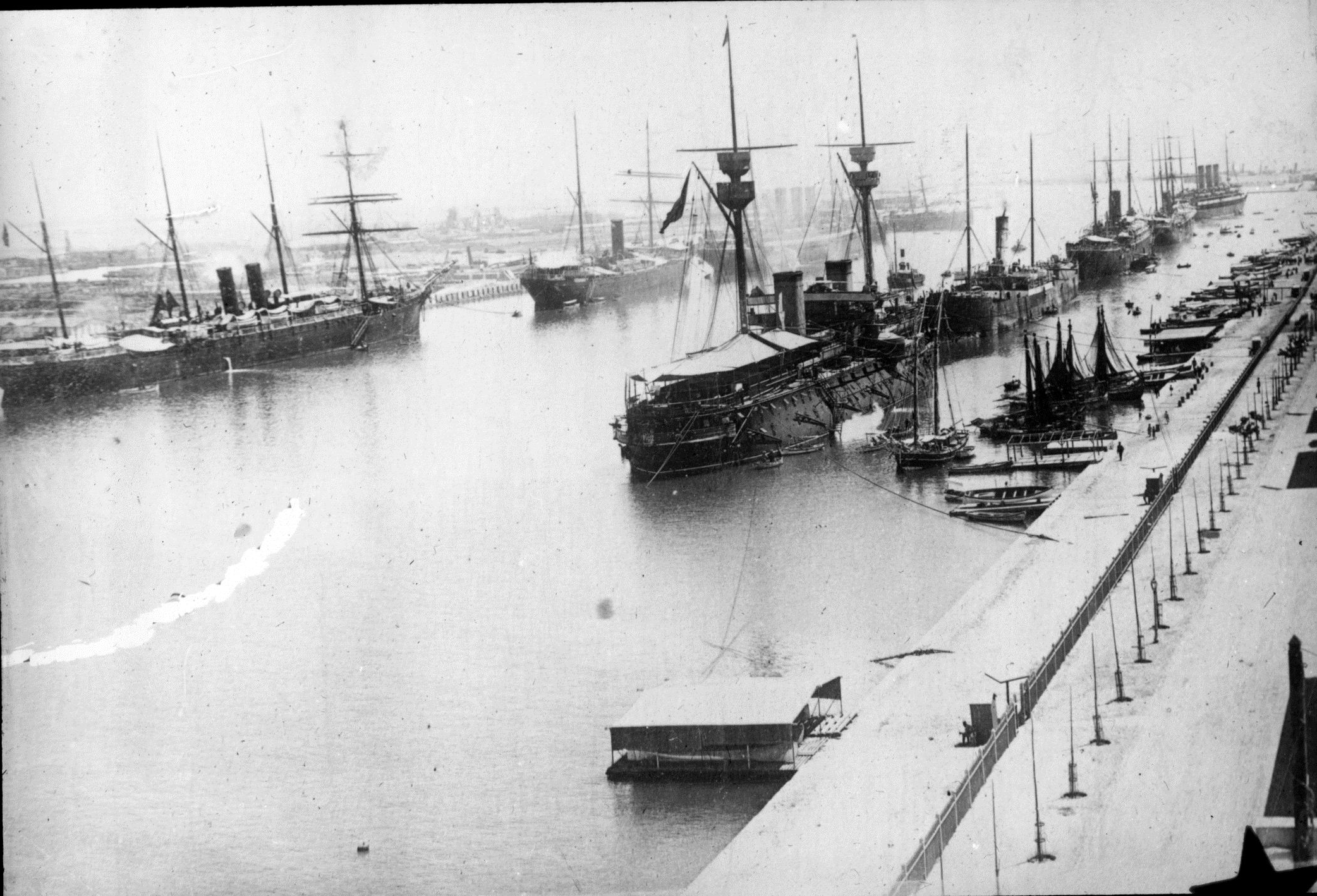
Flota española del almirante Cámara anclada en el canal de Suez, formada entre otros por el acorazado Pelayo o el crucero Carlos V y que finalmente no intervino en la guerra hispano-estadounidense.

En 1900, por Decreto del 18 de mayo del Ministerio de Marina, se describió técnicamente la situación de los buques de la Armada en ese momento y se dieron de baja veinticinco unidades por considerarse ineficaces. En resumen, el panorama que se señalaba en ese Decreto de 1900 era desolador, pues solo consideraba dos buques aptos para la guerra moderna de entonces (el acorazado Pelayo y el crucero Carlos V). Las fragatas blindadas Numancia y Vitoria eran de poco valor militar (y además debían de darse de baja con la siguiente carena o por una avería importante). Otros buques (los cruceros Río de la Plata, Extremadura, Infanta Isabel y Lepanto, los cañoneros clase Álvaro de Bazán, el cañonero-torpedero Nueva España, la corbeta Nautilus, los destructores clase Furor y el Destructor, junto con otros buques menores) eran de nulo o casi nulo valor militar que se podían conservar, en general, por su velocidad como avisos, para el servicio en territorios coloniales de ultramar, como buques escuela o posibles conflictos internos civiles. También se salvaban el yate Giralda, que se convertiría en yate real poco después, y el vapor Urania como buque hidrográfico. Todos los demás buques que tenía la Armada en ese momento sencillamente no valían para nada y era mejor darlos de baja para no malgastar el presupuesto.
Nadie dudaba de la necesidad de modernizar la Armada, pero muchos cuestionaban que se contara en España con la tecnología y la industria requeridas para acometer ese plan. La cooperación del Reino Unido, con el objetivo de dotar a la Armada de elementos modernos disuasorios contra las ambiciones germanas, se plasmó en 1907 con la visita a Cartagena del rey Eduardo VII y la firma de los Acuerdos de Cartagena entre España, Reino Unido y Francia. 
Las primeras medidas las tomó en 1907 el gobierno de Antonio Maura (que como presidente de la Liga Marítima Española era un firme partidario de dotar a España de una Armada poderosa) y fueron obra de su ministro de Marina, el capitán de navío José Ferrándiz, que en noviembre consiguió la aprobación por las Cortes de la Ley de reorganización de los servicios de la Armada y armamentos navales. En ella se estableció el nuevo plan de construcciones navales que consistía en tres acorazados, del modelo británico Dreadnought y tres destructores, además de veinticuatro torpederos y diez buques de vigilancia pesquera. Los británicos aceptaron de buen grado transferir tecnología, diseños, personal especializado y hasta materiales que no se fabricaban en España.

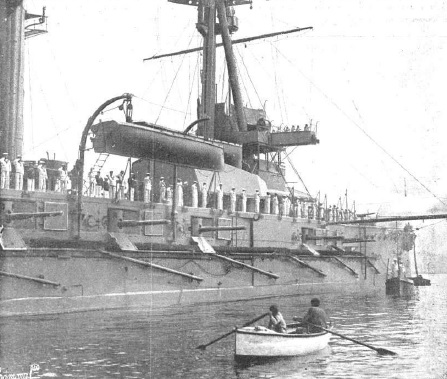
Acorazado España, de la clase España, en el puerto de Bilbao con motivo de una visita que hicieron los reyes en 1915. España en la Primera Guerra Mundial se mantuvo neutral y la Armada se dedicó a vigilar las costas.

Los acorazados tardaron en construirse (el España, que naufragó en 1923, se entregó en 1913; el Alfonso XIII (renombrado España en 1931) en 1915 y el tercero, el Jaime I, en 1921) y pronto se quedaron atrasados porque en el momento de su entrega ya se habían desarrollado los acorazados Super-dreadnought, con desplazamientos de veinticinco mil toneladas, veintinueve nudos de velocidad y artillería de 380 mm, frente a las quince mil toneladas, los veinte nudos de velocidad y la artillería de trescientos cinco de los acorazados del modelo anterior.

Parece que la escuadra planificada para quedar terminada en 1916 no había asimilado todas las lecciones de la guerra ruso-japonesa y no habría podido servir ni mínimamente en el caso de una España beligerante. Lo que es más serio es que no sirvió para proteger el comercio español durante la Gran Guerra. Los buques no hicieron patrullas de vigilancia antisubmarina, permaneciendo amarrados en sus puertos en una época en que la flota mercante de la cual dependía España necesitaba una armada que la defendiese.
Alpert, Michael (1987).
La guerra civil española en el mar. pp. 3-5.

La política de rearme naval fue continuada por el vicealmirante Augusto Miranda y Godoy, ministro de Marina entre 1913 y 1917, cuyo plan aprobado en 1915 consistió en la construcción de cuatro cruceros rápidos (que serían el crucero Méndez Núñez, el crucero Blas de Lezo, el crucero Almirante Cervera y el crucero Príncipe Alfonso, rebautizado Libertad por la Segunda República), seis destructores (el Alsedo, el Lazaga y el Velasco, más tres del tipo nuevo Churruca), tres cañoneros (Dato, Cánovas y Canalejas) y veintiocho submarinos (entre ellos seis Clase B y seis Clase C). Los problemas económicos hicieron que las entregas de las nuevas unidades del programa Miranda se retrasasen hasta la Dictadura de Primo de Rivera (1923-1931).
En esa época la única experiencia activa de la Armada española fue durante la guerra de Marruecos, en la que la operación más importante fue el célebre desembarco de Alhucemas de septiembre de 1925, el primer desembarco aeronaval de la historia, con la importante participación del portahidroaviones Dédalo.
Durante la Dictadura de Primo de Rivera, el ministro de Marina, contralmirante Honorio Cornejo y Carvajal, amplió el programa Miranda con un nuevo crucero (que sería el crucero Miguel de Cervantes) y tres destructores más del tipo Churruca (el José Luis Díez, el Almirante Ferrándiz y el Lepanto). Estos fueron construidos rápidamente y entraron en servicio hacia 1930. Un plan a más largo plazo preveía la construcción de tres nuevos cruceros tipo Washington (muy superiores a los tipos precedentes), de los cuales se llegaron a acabar dos en el inicio de la guerra civil española (el Canarias y el Baleares) y diez nuevos destructores también del tipo Churruca (el Churruca, el Alcalá Galiano, el Almirante Valdés, el Almirante Antequera, el Almirante Miranda, el Gravina, el Escaño, el Císcar, el Jorge Juan y el Ulloa) que entraron en servicio poco antes o durante la guerra civil española de 1936-1939.

### Guerra civil española

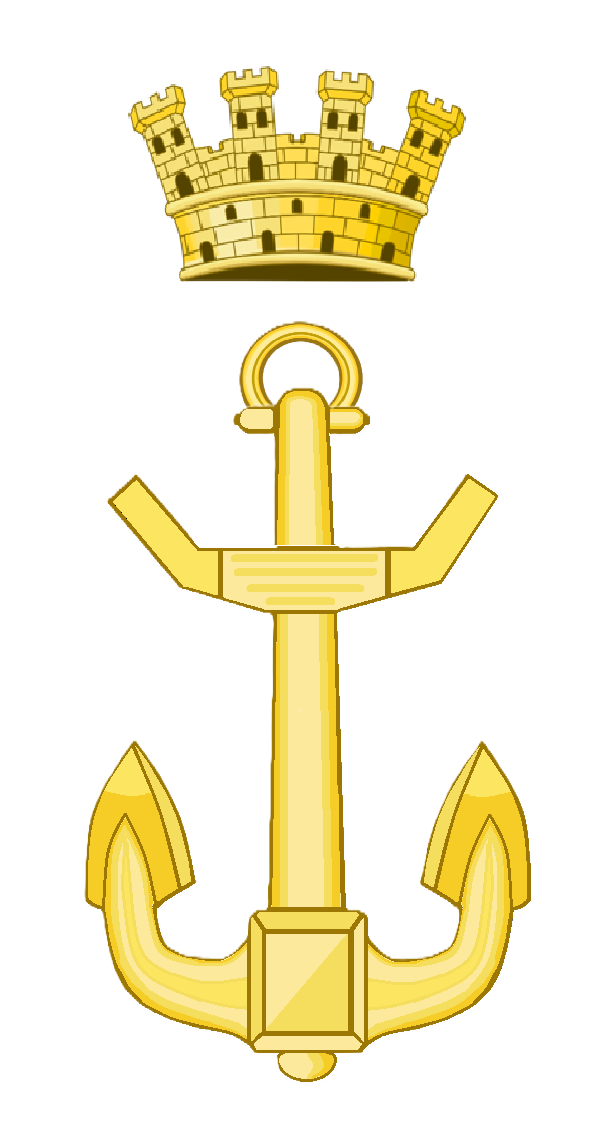
Emblema de la Armada española (1931-1939)

Durante la Segunda República Española (1931-39) la Armada se convirtió en la Marina de Guerra de la República Española. Del mismo modo que los otros dos brazos de las Fuerzas Armadas de la República Española, en la historia de la Marina de Guerra de la República se distinguen dos fases claramente diferenciadas:
- La Fase de preguerra civil, desde la declaración de la República el 14 de abril de 1931 hasta el golpe de Estado del 18 de julio de 1936, que fracturó la institución militar española.
- La situación tras el golpe de Estado de julio de 1936 que condujo a la guerra civil española, cuando la mayoría de la flota permaneció leal al gobierno de la República, después de que las tripulaciones se sublevaran contra sus mandos y formaran comités en estos. Aun así solamente el 5 % de los oficiales de alta graduación se mantuvo fiel a la República.[35]

La Armada Nacional del bando sublevado realizó cada vez con más éxito la función primordial de una marina de guerra a principios del siglo XX que era bloquear sus rutas marítimas, sus puertos e impedir sus movimientos en la costa.
Al final de la contienda, un total de ocho unidades principales de combate republicanas habían sido hundidas; los buques supervivientes fueron integrados en la armada de la España franquista. La mayoría de los documentos relativos a la Marina de Guerra de la República de España se hallan actualmente en el Archivo General de la Marina «Álvaro de Bazán».

### La Armada durante la dictadura de Franco

Emblema de la Armada española (1939-1975)

En 1939 la Armada Nacional de Franco incorporó los buques de la Marina de guerra republicana y volvió a la denominación original de Armada Española.
Durante la dictadura de Francisco Franco (1939-1975), la Armada española, al igual que las otras dos ramas de las Fuerzas Armadas, mantuvo como tradicionalmente su propio ministerio, el Ministerio de Marina. Tras la guerra civil española y hasta finales de los años 1950 las Fuerzas Armadas estuvieron muy mal organizadas y aún menos preparadas para ninguna otra acción que no fuese reprimir insurrecciones locales (el llamado «enemigo interior»). Así, los militares ensalzaban las virtudes del caballo frente a los carros de combate y el valor frente al equipamiento. Esto fue así por propia política del gobierno autoritario. Unos ejércitos modernos, bien formados y entrenados requerían el contacto con naciones libres y democráticas, lo que podía llegar a ser peligroso para el régimen. Durante años calaron hondo en las FF. AA. frases como la pronunciada por Franco que, ante el peligro de invasión, los españoles tenían «el corazón y la cabeza» para oponerse a los aviones, carros de combate, destructores y acorazados... En el fondo anhelaban el equipamiento de otras naciones.

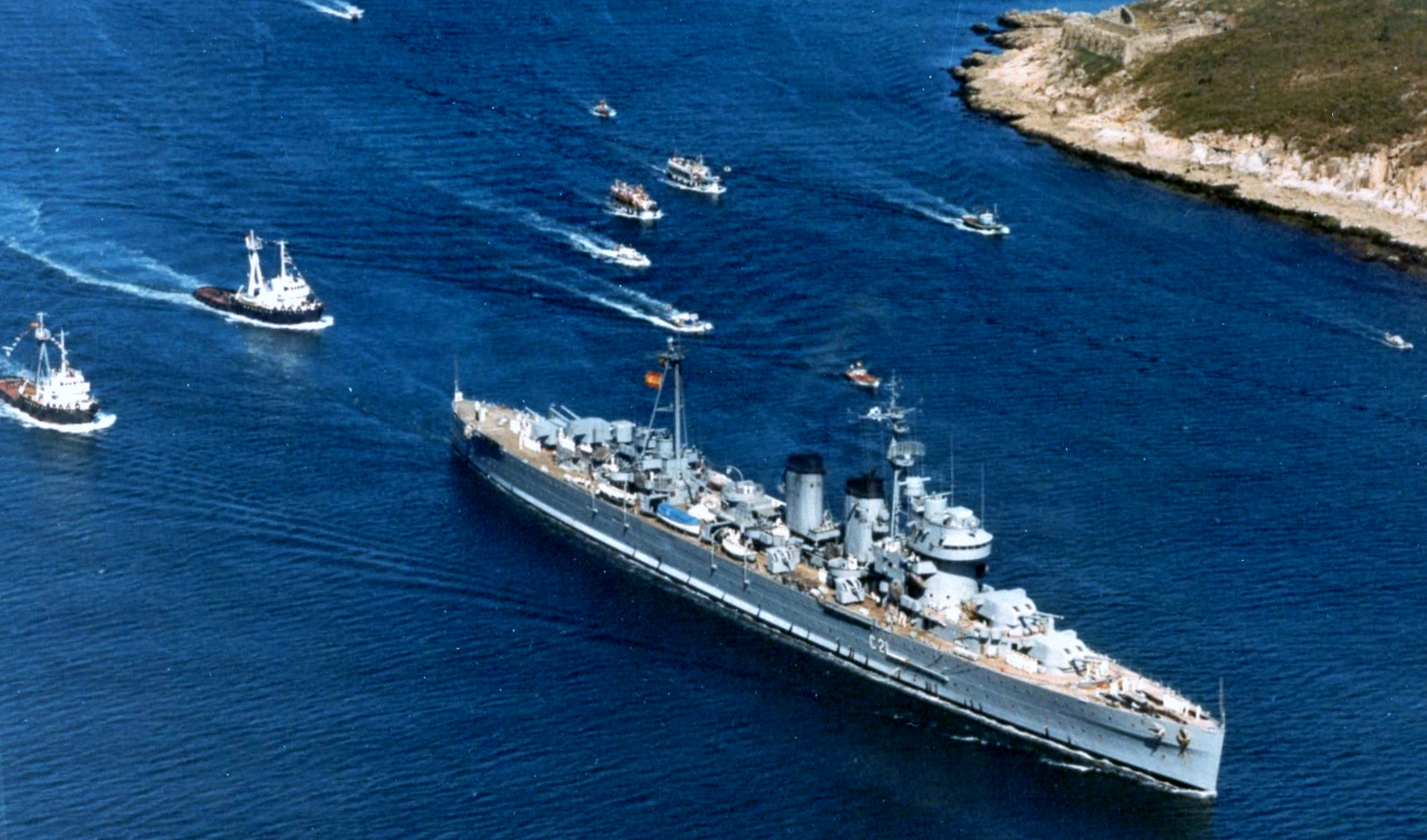
El crucero Canarias fue el símbolo de la Armada hasta su baja en 1975.

Por otra parte, las posibilidades de poseer tecnología punta eran internamente muy escasas, y más aún en el exterior, ya que solo en contadas ocasiones España tenía acceso a armas y sistemas de armas relativamente modernos.
Estas dos causas hacían que España contara con una Armada paupérrima, desde el punto de vista de los estándares europeos.
Hasta los años 1950, los buques de los que disponía la Armada española tenían una tecnología similar en el mejor de los casos a la de las armadas de la Segunda Guerra Mundial. Lo mismo sucedía con los aviones del Ejército del Aire Español.
La situación fue mejorando paulatinamente desde mediados de los años 1950, cuando la presión de otros países por mantener a España aislada fue disminuyendo, ya que se veía a España como un socio fiable y un aliado frente a la URSS. Así en 1954, en la cúpula de la dictadura franquista ya se sospechaba que las naciones occidentales, y en especial Estados Unidos, necesitaban de España en la Guerra Fría y les permitirían adquirir y construir armamentos modernos, además de darle facilidades financieras.
En 1953, en plena Guerra Fría y ante el peligro de un ataque soviético contra los Estados Unidos por el Mediterráneo, los gobiernos de España y EE. UU. firmaron unos acuerdos a partir de los cuales se instalan bases estadounidenses en España, bajo pabellón español y con algunas zonas exclusivas para cada nación, varias bases de utilización conjunta hispano-norteamericana, en las que los contactos entre militares españoles y norteamericanos fueron continuos. A raíz de esos acuerdos, se modernizaron hasta treinta buques de la Armada española. Además, desde 1954, los EE. UU. prestaron a la Armada española una serie de buques que, en su mayoría, debían recoger los marinos españoles en puertos norteamericanos. En resumen, hubo una modernización de los destructores clase Audaz, clase Liniers, las fragatas clase Pizarro, los submarinos clase D, y otros buques menores (torpederos, minadores, cañoneros, dragaminas...). Años después, entrega del portaviones Dédalo, de destructores clase Lepanto (Fletcher), de submarinos clase Balao, y de otros buques menores. Colaboración en el desarrollo de las fragatas clase Baleares.
Al mismo tiempo, el Ejército del Aire empieza a recibir aviones modernos. Así, en la década de 1950 llegan los Grumman Albatross, los Sabre y los T‑33, entre otros, En los años 1960 llegó el turno de los Starfighter y los Caribou, y en los 1970 de los Phantom y F‑5, todos ellos aviones modernos en su época. La entrega de esos buques y aviones se hizo mayoritariamente en Estados Unidos, donde también se impartieron los cursos de adiestramiento para capacitar a los militares españoles en el empleo de esas nuevas armas, lo que implicó estancias en EE. UU. de meses, y en algunos casos de más de un año.
Estos contactos, junto a la naturaleza misma de la actividad naval y aérea, que implica el contacto con el exterior, hicieron que aviadores y marinos españoles adquiriesen un buen nivel tecnológico y se convenciesen de que las programaciones y planes a largo plazo, así como un desarrollo militar autónomo, eran una necesidad. Así, en 1964 nació el PLANGENAR, que estuvo vigente hasta mediados de los 1980, tras su última revisión de 1976.

### Modernización de la Armada tras la Transición

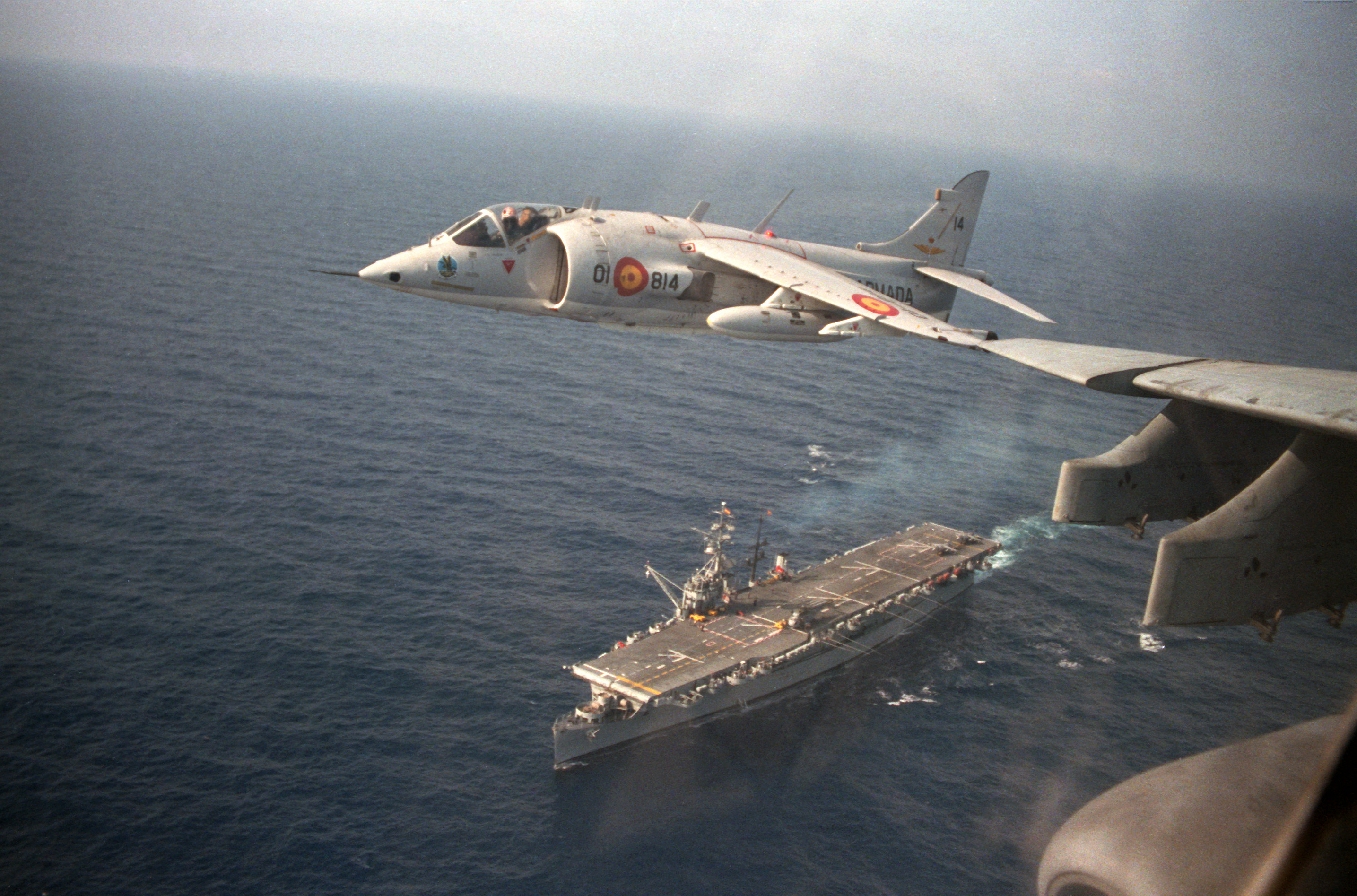
El portaaeronaves Dédalo (R-01) fue el buque insignia de la Armada Española desde la baja del Canarias (1975) hasta 1988.

A la llegada de la democracia en el año 1977, la Armada Española tenía dadas de alta las siguientes unidades:
- Un portaaeronaves  Dédalo (R-01).
- Cinco fragatas lanzamisiles Clase Baleares F-70 en la 31.ª Escuadrilla de Escoltas.
- Cinco destructores Clase Lepanto (Fletcher) D-20 en la 21.ª Escuadrilla de Escoltas.
- Cinco destructores Clase Churruca (Gearing) D-60 en la 11.ª Escuadrilla de Escoltas.
- Tres destructores Clase Oquendo D-40 encuadrados dos en la 11.ª y uno en la 21.ª Escuadrilla de Escoltas.
- Cuatro submarinos tipo GUPPY de la Clase (S-30)
- Cuatro submarinos Clase Daphné (S-60).
- Cuatro corbetas Clase Atrevida (F-60).
- Seis patrulleros Clase Lazaga (P-00).
- Seis patrulleros Clase Barceló (P-10).
- Un transporte anfibio de personal TA-22 Aragón ex USS Noble (APA-218).
- Un transporte anfibio de material TA-21 Castilla ex USS Achernar (AKA-53).
- Un buque de desembarco dique LSD Galicia L-31 ex USS San Marco (LSD-25).
- Tres buques de desembarco LST Clase Terrebonne Parish L-10.
- Dos buques oceanográficos Clase Malaspina (1973).
- Cuatro buques oceanográficos auxiliares Clase Cástor (1966).
- Un Arma Aérea moderna con helicópteros AB-212 ASW, SH-3D, Bell AH-1G Cobra, Hughes 369 HM y aviones V/STOL AV-8 Matador.

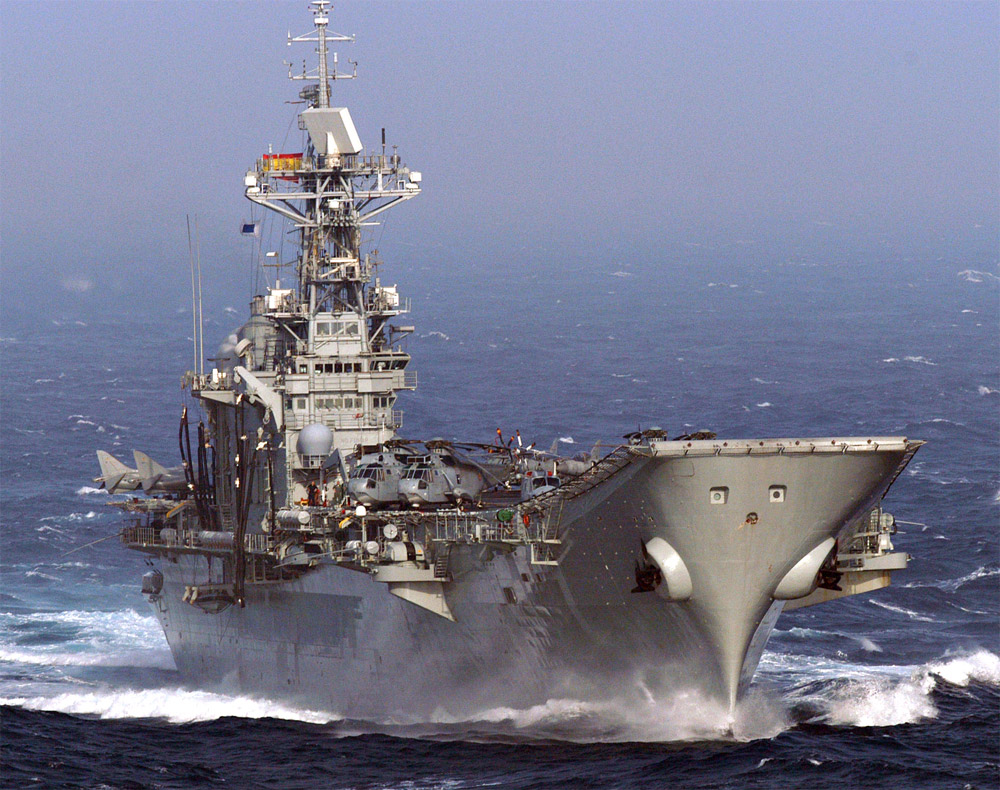
El portaaviones, buque insignia de la Armada Española hasta el año 2013

En el PLANGENAR, el Plan Naval de la Armada de 1977 estaba prevista la constitución de un moderno grupo de combate compuesto de un portaaviones ligero y al menos tres Fragatas Clase Santa María (F-80) (orden de ejecución de 1977), cuyo modelo era la clase Oliver H. Perry norteamericana modificada, aumentando, entre otros detalles, la capacidad antisubmarina. También se preveían cuatro Submarinos Clase Galerna (S-70) (previstos para el año 1979) para sustituir a los obsoletos GUPPY de la Clase S-30.
El portaaeronaves Almirante Carrero Blanco (prevista su botadura en 1981) y que se bautizaría finalmente como Príncipe de Asturias. Era un proyecto abandonado por la Armada de los Estados Unidos para disponer de otro tipo de portaaviones ligero (baby carrier o portaaviones de escolta en el argot militar) que sustituyese al R-01 Dédalo (que se daría de baja en 1989).
El proyecto original se denominaba Sea Control Ship (SCS) y se trataba en realidad de un crucero grande del que podían despegar algunos aviones STOVL y helicópteros, inicialmente concebido para dar escolta a convoyes atlánticos contra los submarinos de la Armada Soviética, en caso de desatarse la Tercera Guerra Mundial, rápido de fabricar y barato de mantener. Este anteproyecto fue retomado por la Empresa Nacional Bazán, modificado y ampliamente mejorado hasta convertirlo en el  Príncipe de Asturias (R11).
Además estaban en construcción las corbetas Clase Descubierta F-30, estando previstas ocho, aunque finalmente las dos últimas se vendieron a Egipto en 1982.
Al revisarse la segunda fase del Plan Naval PLANGENAR, a principios de los 1980, la Armada decidió construir una cuarta fragata de la Clase Santa María F-80 en sustitución de las dos corbetas Clase Descubierta F-30 vendidas a Egipto. Juntos, el Príncipe de Asturias (R-11) y las fragatas clase Santa María formaron el Grupo Alfa a finales de los años 1980.
Pero quince años después, la situación de la Armada era algo difícil. Los que en el año 1977 eran buques modernos, a principios de los 90 ya habían sobrepasado la mitad de su vida operativa. Ya no había destructores y los buques anfibios más antiguos fueron sustituidos por otros de procedencia extranjera y la mayoría de los buques tenía más de veinte años.

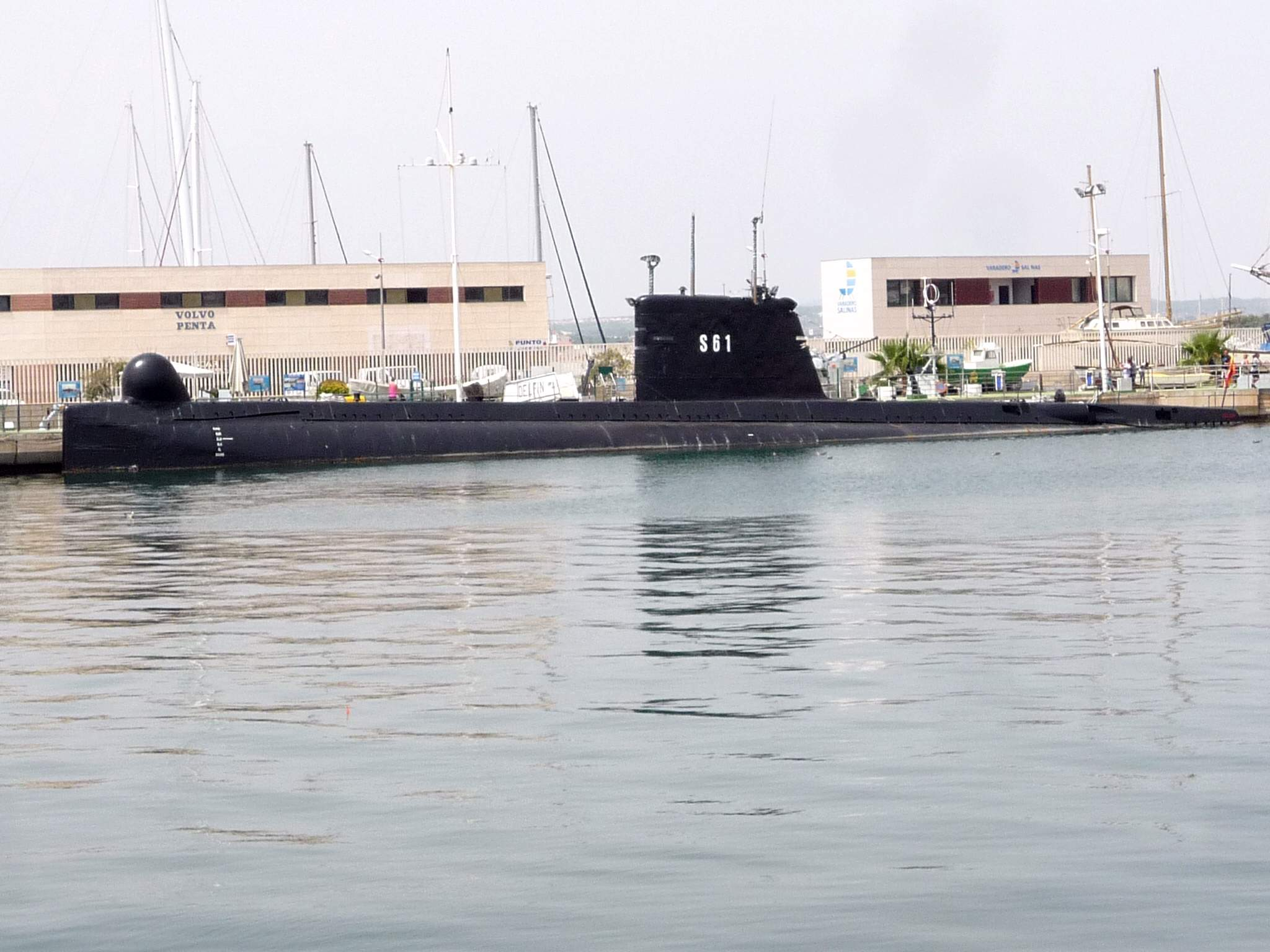
El submarino Delfín (S-61), preservado desde 2004 como buque museo en Torrevieja (Alicante), considerado por tanto el primer «museo flotante» de estas características en España.

En este tiempo la Armada había recibido:
- Un portaaeronaves, el  Príncipe de Asturias (R11) en reemplazo del Dédalo (R-01).
- Cuatro fragatas Clase Santa María F-80 para la nueva 41.ª Escuadrilla de Escoltas que reemplazaba a la 11.ª Escuadrilla.
- Seis corbetas Clase Descubierta F-30 para reemplazar a los destructores de la 21.ª Escuadrilla de Escoltas.
- Cuatro submarinos Clase Galerna S-70 en reemplazo de los S-30.
- Dos buques de asalto anfibio LPA Clase Paul Revere L-20 de segunda mano solicitados a Estados Unidos para sustituir al TA-11 y TA-21. Llegaron en 1980.
- Uno petrolero de flota AO Marqués de la Ensenada (A-11).
- Cuatro patrulleros de altura de la clase Clase Serviola que sustituían a los de la clase Atrevida F-60.
- Un Buque de Investigación Oceanográfica BIO Hespérides (A-33) que permitió hacer prolongadas campañas anuales en la Antártida.

Además de algunas pocas unidades menores más. Para hacer frente a estos problemas, la Armada diseñó un plan posibilista para ser dotada de los medios considerados necesarios hasta el primer tercio del siglo XXI. Este plan sustituía al obsoleto PLANGENAR de 1977 y se llamó Plan ALTAMAR.
El PLAN ALTAMAR de 1990 con vistas al siglo XXI, era la continuación del PLANGENAR de 1977 y venía a sustituir los viejos destructores, dragaminas y buques anfibios. Las claves de este plan eran:
- No ser excesivamente ambicioso como lo habían sido otros anteriores, que no llegaron a realizarse. La Armada fue muy comedida en sus peticiones.
- Abarcar toda la dotación de buques, excepto las corbetas, patrulleros y naves de menor porte.
- Renunciar a dos puntales considerados claves por la Armada: los submarinos nucleares y el segundo portaaviones.
- Tratar de lograr la máxima independencia (dentro de lo posible) respecto de otras naciones.
- La mayoría de los barcos fueron apuestas conjuntas. Así, los buques de asalto anfibio eran un proyecto hispano-neerlandés, igual que los buques de aprovisionamiento logístico; los cazaminas eran hispano-británicos, los submarinos hispano-franceses; sin embargo, las fragatas F-100 (la clave del plan y la parte más cara) eran diseños y desarrollos españoles.[52]
- El Plan se terminó en el 2005, a excepción de los submarinos.[53]

Sin embargo, la realidad demostró que la situación económica española daba para mucho más de lo presupuestado inicialmente. Más aún, la situación política, que tuvo que enfrentarse al problema de dar carga de trabajo a los astilleros, así como los acontecimientos y acuerdos políticos y de otra índole, hicieron que la ejecución del Plan, si bien es cierto que en algunos apartados fue recortada, casi llegara a duplicar lo planificado inicialmente, dando como resultado una Armada moderna y altamente tecnificada.
Fruto de este plan se recibieron:
- Dos fragatas adicionales Clase Santa María F-80 para la 41.ª Escuadrilla de Escoltas en sustitución de los últimos dos destructores D-60.
- Cuatro fragatas Clase Álvaro de Bazán F-100 que sustituían a las F-70 de la 31.ª Escuadrilla de Escoltas.
- Dos buques de asalto anfibio LPD Clase Galicia L-50 con dique inundable para LCM además de pista y hangar para helicópteros, sustituyendo los Clase Paul Revere L-20.
- Dos buques de desembarco LST Clase Newport L-40 de segunda mano cedidos por Estados Unidos en sustitución de los Clase Terrebonne Parish L-10.
- Un buque de aprovisionamiento en combate BAC Patiño (A-14).
- Seis cazaminas Clase Segura M-30 de ocho previstos, sustituyendo a todos los viejos en servicio (doce).
- Cuatro patrulleros de altura para apoyo a la pesca Clase Chilreu P-60.

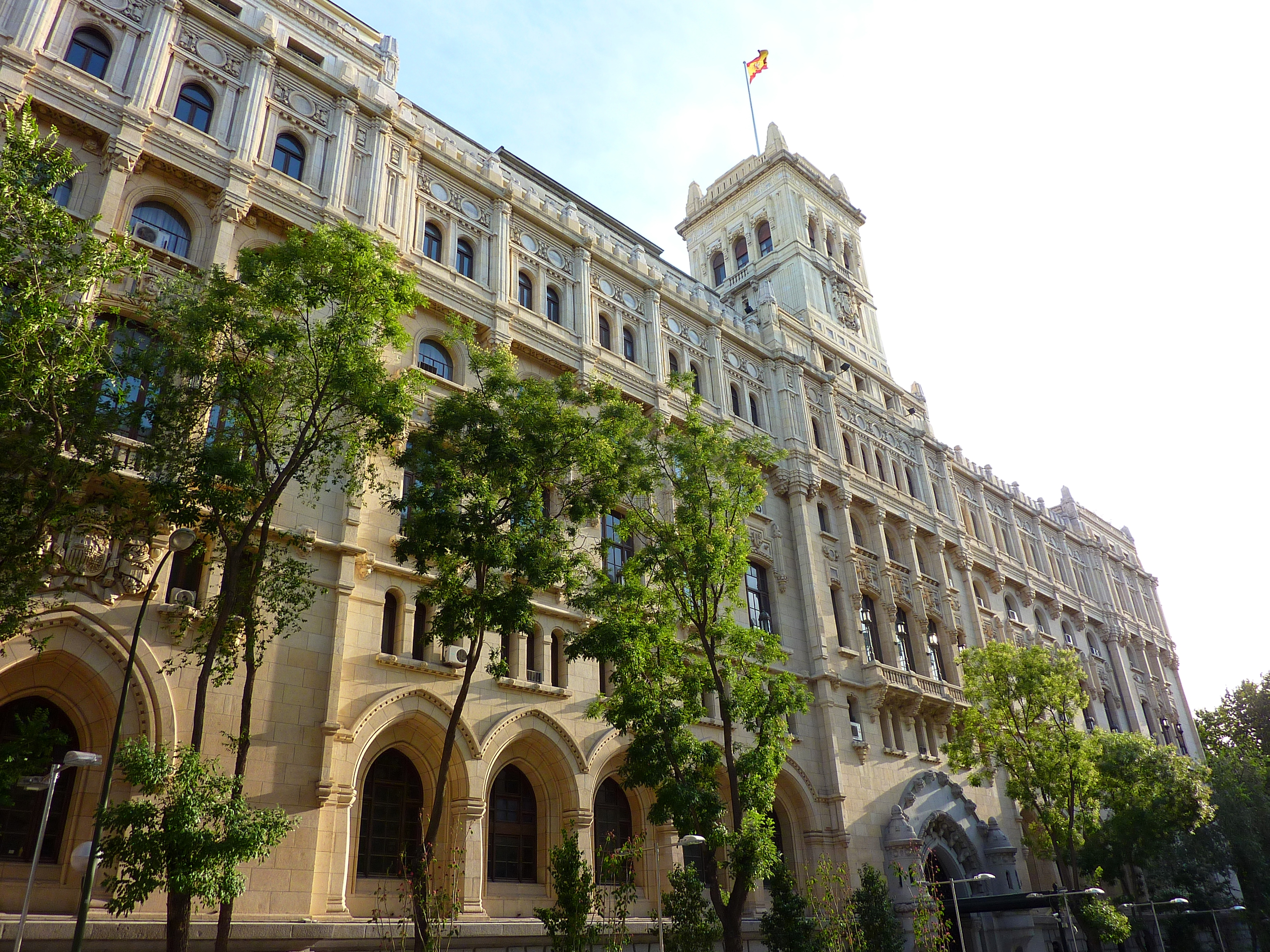
El Cuartel General de la Armada, en Madrid
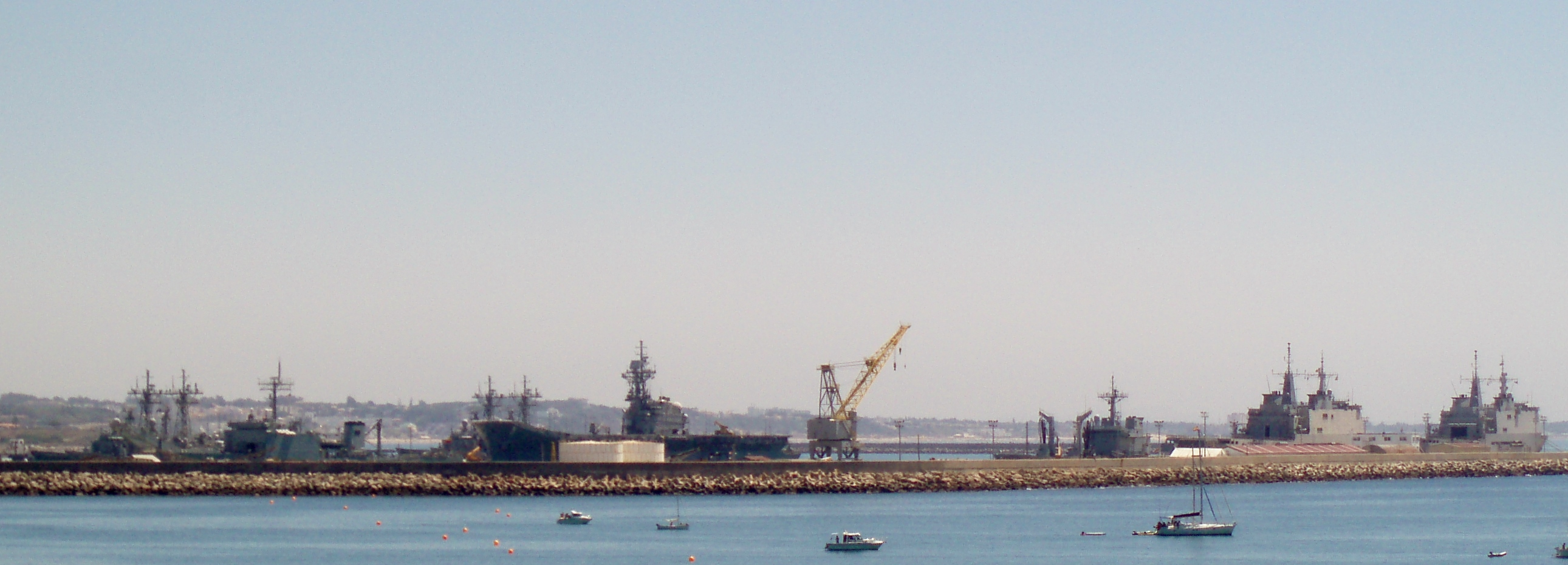
Base Naval de Rota (Cádiz)
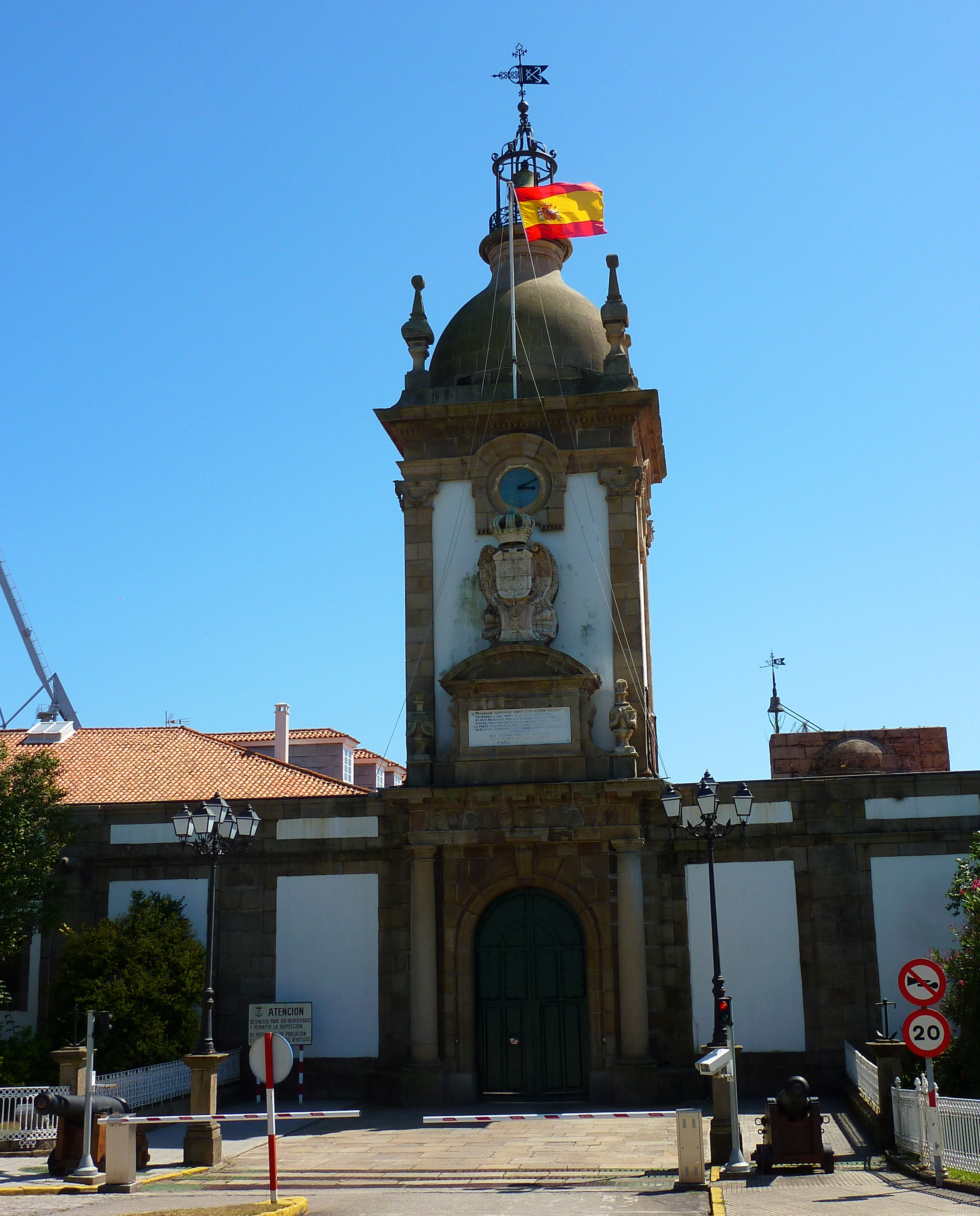
Arsenal de Ferrol (La Coruña)
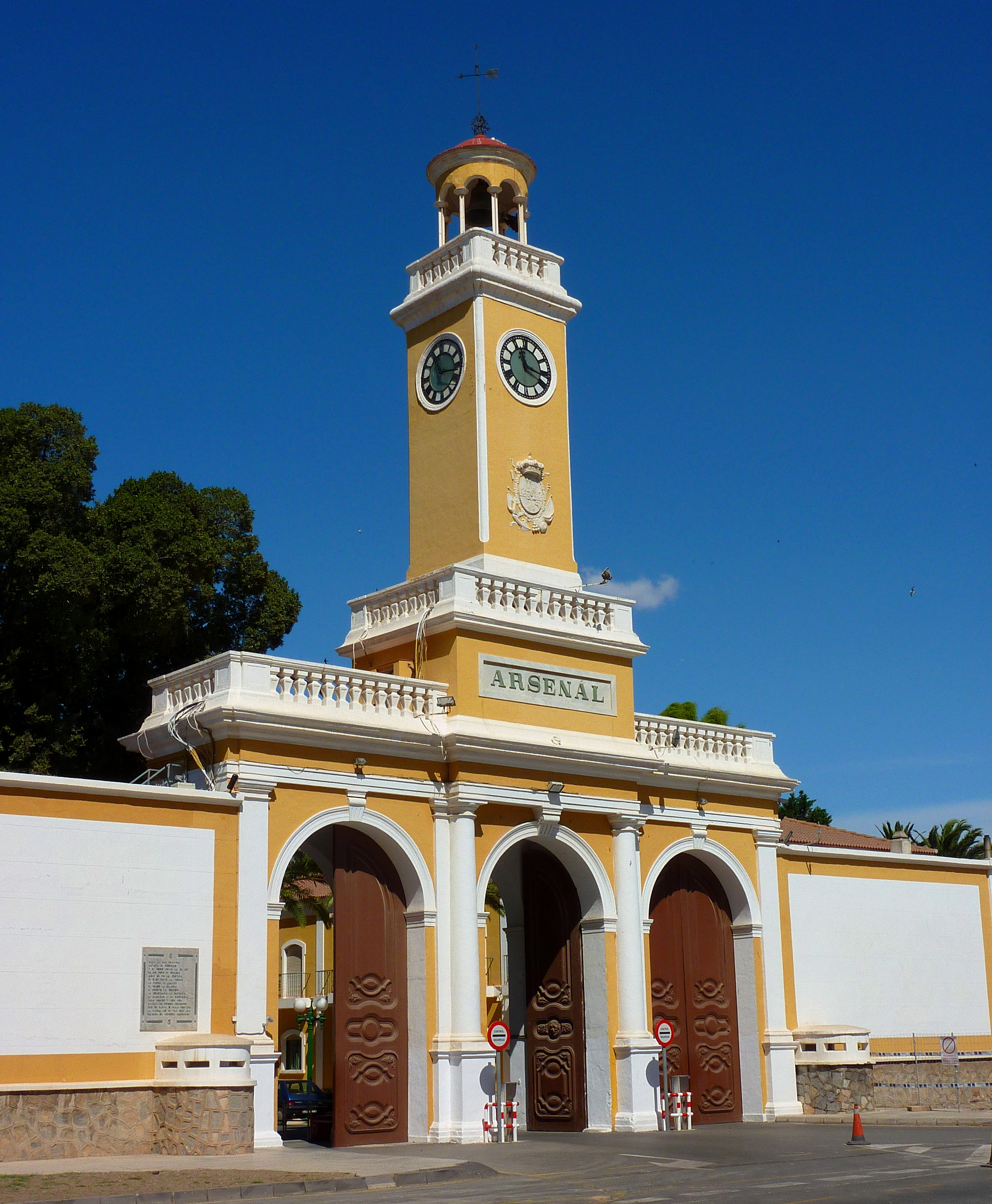
Arsenal de Cartagena (Región de Murcia)
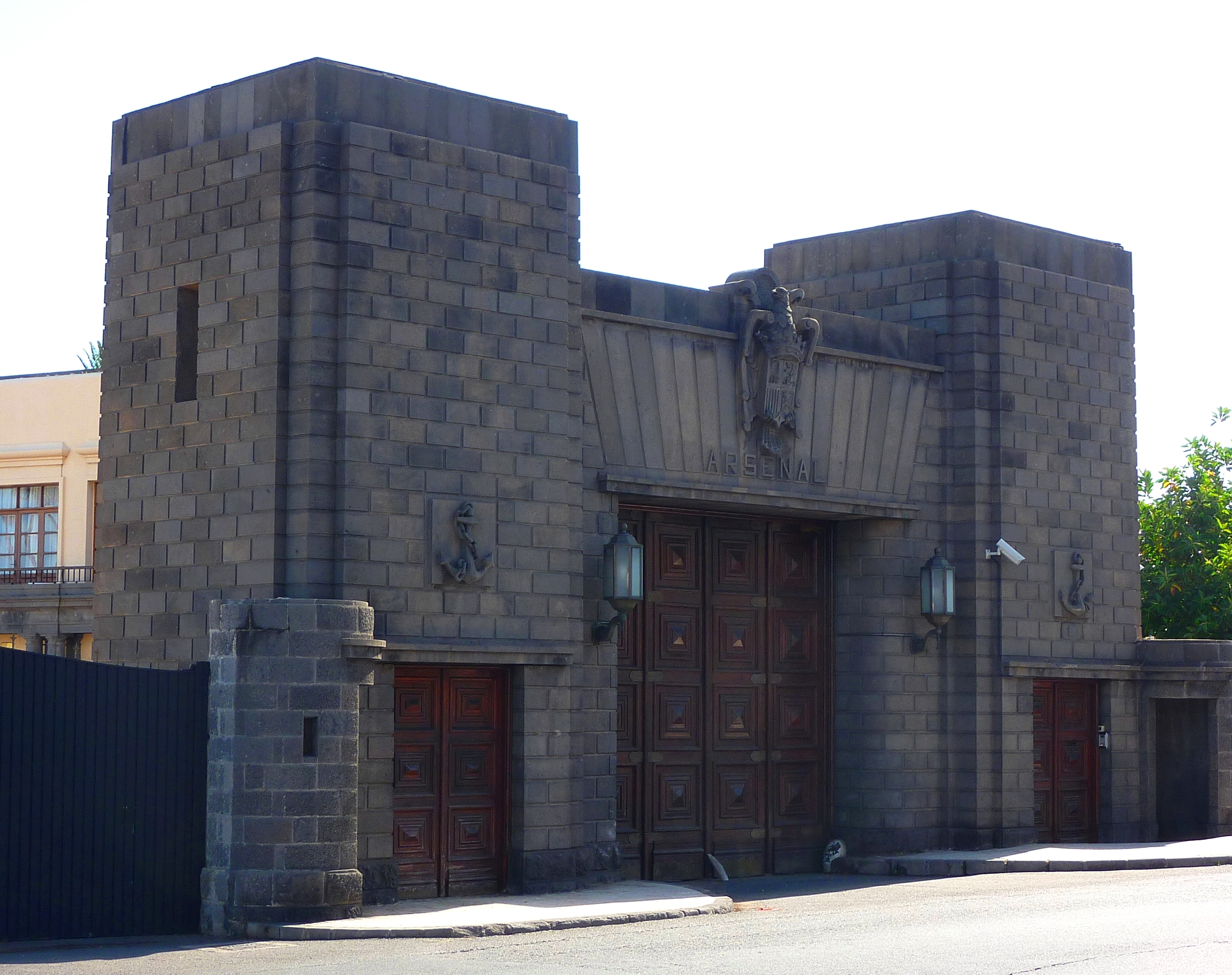
Base Naval de Las Palmas de Gran Canaria
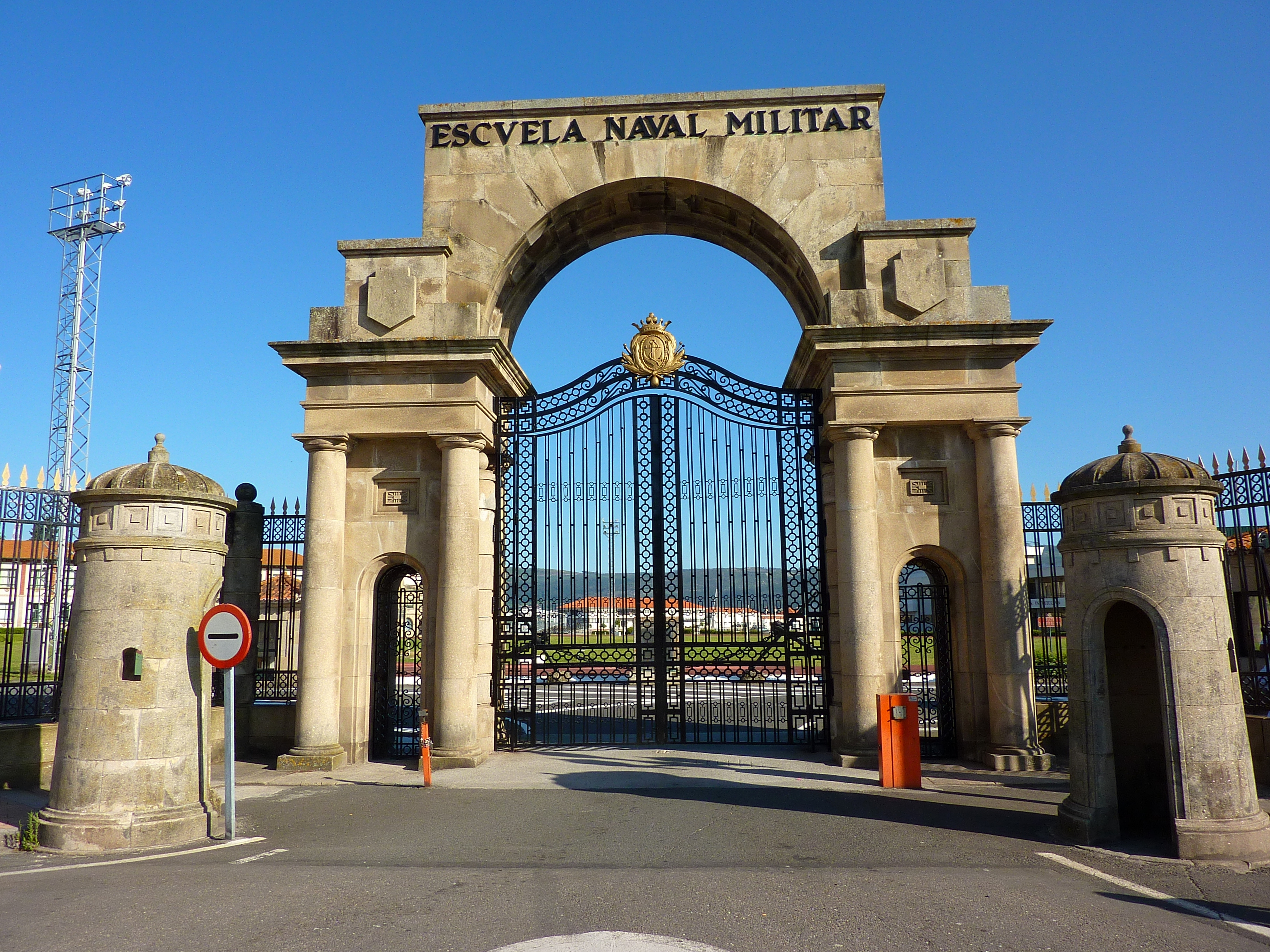
La Escuela Naval Militar, en Marín (Pontevedra)

## La Armada en elsigloXXI
A comienzos del siglo XXI, el almirante general de la Armada confirmaba que la Armada afrontaba una situación totalmente diferente a la del siglo anterior, puesto que en la actualidad predominaba en la misma la modernización y la nueva tecnología del material.
En 2017, una actualización de análisis de una página especializada[¿cuál?] determinó, según criterios propios, que la Armada española podría ser la décima más poderosa del mundo, perdiendo cuatro posiciones respecto a análisis previos. Los recortes presupuestarios, la baja del servicio del Príncipe de Asturias y las incidencias y retrasos en el proyecto de los S-80 están detrás de esta situación.
Debido a su antigua condición de fuerza armada, y en virtud del Decreto 1002/1961, de 22 de junio, sobre vigilancia marítima, los buques del Servicio de Vigilancia Aduanera (SVA) tienen consideración de Auxiliares de la Armada. El componente marítimo de Vigilancia Aduanera es uno de los más importantes del Estado español, contando con más de cuarenta buques especializados en diferentes tareas.
| Tipo                                                    | Imagen                         | Numeral y nombre              | Base                    | Alta        | Desplazamiento plena carga tm. | Eslora máxima  | Velocidad máxima kn | Autonomía nmi | Dotación |
| Buques de combate                                       |                                |                               |                         |             |                                |                |                     |               |          |
| Fragatas (FFG) Clase Álvaro de Bazán                    |                                |                               |                         |             |                                |                |                     |               |          |
| F-101 Álvaro de Bazán                                   | Ferrol                         | 2002                          | 5800                    | 146,7       | 28                             | 5000           | 200                 |               |          |
| F-102 Almirante Juan de Borbón                          | Ferrol                         | 2003                          | 5800                    | 146,7       | 28                             | 5000           | 200                 |               |          |
| F-103 Blas de Lezo                                      | Ferrol                         | 2004                          | 5800                    | 146,7       | 28                             | 5000           | 200                 |               |          |
| F-104 Méndez Núñez                                      | Ferrol                         | 2006                          | 5800                    | 146,7       | 28                             | 5000           | 200                 |               |          |
| F-105 Cristóbal Colón                                   | Ferrol                         | 2012                          | 6250                    | 146,7       | 28                             | 5000           | 200                 |               |          |
| Fragatas (FFG) Clase Santa María                        |                                |                               |                         |             |                                |                |                     |               |          |
| F-81 Santa María                                        | Rota                           | 1986                          | 4100                    | 138         | 29                             | 5300           | 213                 |               |          |
| F-82 Victoria                                           | Rota                           | 1987                          | 4100                    | 138         | 29                             | 5300           | 213                 |               |          |
| F-83 Numancia                                           | Rota                           | 1988                          | 4100                    | 138         | 29                             | 5300           | 213                 |               |          |
| F-84 Reina Sofía                                        | Rota                           | 1990                          | 4100                    | 138         | 29                             | 5300           | 213                 |               |          |
| F-85 Navarra                                            | Rota                           | 1994                          | 4100                    | 138         | 29                             | 5300           | 213                 |               |          |
| F-86 Canarias                                           | Rota                           | 1994                          | 4100                    | 138         | 29                             | 5300           | 213                 |               |          |
| Submarinos                                              |                                |                               |                         |             |                                |                |                     |               |          |
| Submarinos (SSK) Clase Galerna                          |                                |                               |                         |             |                                |                |                     |               |          |
| S-71 Galerna                                            | Cartagena                      | 1983                          | 1740                    | 67,57       | 20,5                           | 8500           | 88                  |               |          |
| Submarinos (SSK‑AIP) Clase Isaac Peral                  |                                |                               |                         |             |                                |                |                     |               |          |
| S-81 Isaac Peral                                        | Cartagena                      | 2023                          | 3700                    | 80,81       | 20++                           | 8000 (sin AIP) | 32                  |               |          |
| Buques anfibios                                         |                                |                               |                         |             |                                |                |                     |               |          |
| Asalto anfibio (LHD) Clase Juan Carlos I                |                                | L-61 Juan Carlos I            | Rota                    | 2010        | 26800                          | 230,82         | 21                  | 9000          | 261      |
| Asalto anfibio (LPD) Clase Galicia                      |                                | L-51 Galicia                  | Rota                    | 1998        | 12800                          | 160            | 20                  | 6000          | 186      |
| Asalto anfibio (LPD) Clase Galicia                      | L-52 Castilla                  | Rota                          | 2000                    | 12800       | 160                            | 20             | 6000                | 193           |          |
| Asalto anfibio (LCM) Clase LCM-1E                       |                                |                               |                         |             |                                |                |                     |               |          |
| L-603                                                   | La Carraca                     | 2006                          | 107,6                   | 23,3        | 19                             | 190            | 3                   |               |          |
| L-604                                                   | La Carraca                     | 2006                          | 107,6                   | 23,3        | 19                             | 190            | 3                   |               |          |
| L-605                                                   | La Carraca                     | 2006                          | 107,6                   | 23,3        | 19                             | 190            | 3                   |               |          |
| L-606                                                   | La Carraca                     | 2007                          | 107,6                   | 23,3        | 19                             | 190            | 3                   |               |          |
| L-607                                                   | La Carraca                     | 2007                          | 107,6                   | 23,3        | 19                             | 190            | 3                   |               |          |
| L-608                                                   | La Carraca                     | 2007                          | 107,6                   | 23,3        | 19                             | 190            | 3                   |               |          |
| L-609                                                   | La Carraca                     | 2007                          | 107,6                   | 23,3        | 19                             | 190            | 3                   |               |          |
| L-610                                                   | La Carraca                     | 2007                          | 107,6                   | 23,3        | 19                             | 190            | 3                   |               |          |
| L-611                                                   | La Carraca                     | 2007                          | 107,6                   | 23,3        | 19                             | 190            | 3                   |               |          |
| L-612                                                   | La Carraca                     | 2007                          | 107,6                   | 23,3        | 19                             | 190            | 3                   |               |          |
| L-613                                                   | La Carraca                     | 2007                          | 107,6                   | 23,3        | 19                             | 190            | 3                   |               |          |
| L-614                                                   | La Carraca                     | 2008                          | 107,6                   | 23,3        | 19                             | 190            | 3                   |               |          |
| Buques logísticos                                       |                                |                               |                         |             |                                |                |                     |               |          |
| Aprovisionamiento en Combate (AOR) Clase Patiño         |                                | A-14 Patiño                   | Ferrol                  | 1995        | 17050                          | 166,3          | 20                  | 13440         | 150      |
| Aprovisionamiento en Combate (AOR) Clase Cantabria      |                                | A-15 Cantabria                | Ferrol                  | 2010        | 19550                          | 173,9          | 21,3                | 6000          | 122      |
| Buques contraminas                                      |                                |                               |                         |             |                                |                |                     |               |          |
| Cazaminas (MCM) Clase Segura                            |                                |                               |                         |             |                                |                |                     |               |          |
| M-31 Segura                                             | Cartagena                      | 1999                          | 585                     | 54          | 14                             | 2000           | 41                  |               |          |
| M-32 Sella                                              | Cartagena                      | 1999                          | 585                     | 54          | 14                             | 2000           | 41                  |               |          |
| M-33 Tambre                                             | Cartagena                      | 2000                          | 585                     | 54          | 14                             | 2000           | 41                  |               |          |
| M-34 Turia                                              | Cartagena                      | 2000                          | 585                     | 54          | 14                             | 2000           | 41                  |               |          |
| M-35 Duero                                              | Cartagena                      | 2004                          | 585                     | 54          | 14                             | 2000           | 41                  |               |          |
| M-36 Tajo                                               | Cartagena                      | 2005                          | 585                     | 54          | 14                             | 2000           | 41                  |               |          |
| Patrulleros                                             |                                |                               |                         |             |                                |                |                     |               |          |
| B.A.M. Clase Meteoro                                    |                                |                               |                         |             |                                |                |                     |               |          |
| P-41 Meteoro                                            | Las Palmas                     | 2011                          | 2840                    | 93,9        | 20,5                           | 8700           | 45                  |               |          |
| P-42 Rayo                                               | Las Palmas                     | 2011                          | 2840                    | 93,9        | 20,5                           | 8700           | 45                  |               |          |
| P-43 Relámpago                                          | Las Palmas                     | 2012                          | 2840                    | 93,9        | 20,5                           | 8700           | 45                  |               |          |
| P-44 Tornado                                            | Las Palmas                     | 2012                          | 2840                    | 93,9        | 20,5                           | 8700           | 45                  |               |          |
| P-45 Audaz                                              | Cartagena                      | 2018                          | 2840                    | 93,9        | 20,5                           | 8700           | 45                  |               |          |
| P-46 Furor                                              | Cartagena                      | 2019                          | 2840                    | 93,9        | 20,5                           | 8700           | 45                  |               |          |
| Clase Serviola                                          |                                |                               |                         |             |                                |                |                     |               |          |
| P-71 Serviola                                           | Ferrol                         | 1991                          | 1147                    | 68,65       | 19                             | 8000           | 45                  |               |          |
| P-72 Centinela                                          | Ferrol                         | 1991                          | 1147                    | 68,65       | 19                             | 8000           | 45                  |               |          |
| P-73 Vigía                                              | Puntales                       | 1992                          | 1147                    | 68,65       | 19                             | 8000           | 45                  |               |          |
| P-74 Atalaya                                            | Ferrol                         | 1992                          | 1147                    | 68,65       | 19                             | 8000           | 45                  |               |          |
| Patrulleros Oceánicos Clase Chilreu                     |                                | P-62 Alborán                  | Cartagena               | 1997        | 1963                           | 67             | 14                  | 20 000        | 36       |
| Patrulleros Oceánicos Clase Chilreu                     | P-63 Arnomendi                 | Cartagena                     | 2000                    | 1816        | 62,2                           | 14             | 24 000              | 36            |          |
| Patrulleros Oceánicos Clase Chilreu                     | P-64 Tarifa                    | Cartagena                     | 2004                    | 1964        | 68,5                           | 14             | 24 000              | 36            |          |
| Patrulleros Clase Anaga                                 |                                | P-22 Tagomago                 | Málaga                  | 1981        | 319                            | 44,4           | 15,5                | 10 días       | 27       |
| Patrulleros Clase Anaga                                 | P-26 Medas                     | Puntales                      | 1981                    | 319         | 44,4                           | 15,5           | 10 días             | 27            |          |
| Patrulleros Clase Anaga                                 | P-28 Tabarca                   | Marín                         | 1981                    | 319         | 44,4                           | 15,5           | 10 días             | 27            |          |
| Patrulleros Clase Toralla                               |                                | P-81 Toralla                  | Cartagena               | 1987        | 101,9                          | 28,5           | 15                  | 1000          | 12       |
| Patrulleros Clase Toralla                               | P-82 Formentor                 | Cartagena                     | 1989                    | 101,9       | 28,5                           | 15             | 1000                | 12            |          |
| Clase Rodman 101                                        |                                | P-83 Isla de León             | Ceuta                   | 2022 (2003) | 62                             | 31             | 25                  | 1000          | 10       |
| Clase Rodman 66                                         |                                | P-84 Isla Pinto               | Melilla                 | 2023        | 44                             | 20,5           | 32                  | 1000          | 10       |
| Guardacostas Clase Aresa PVC‑160                        |                                | P-114                         | Ayamonte                | 1979        | 20,8                           | 13,7           | 23,3                | 430           | 9        |
| Patrullero fluvial                                      |                                | P-201 Cabo Fradera            | Tuy                     | 1963        | 28                             | 17,85          | 11                  | -             | 7        |
| Buques auxiliares                                       |                                |                               |                         |             |                                |                |                     |               |          |
| Buques de Transporte Logístico (BTL) Ejército de Tierra |                                | A-06 Ysabel                   | Cartagena               | 2021 (2003) | 16361                          | 149,38         | 17                  | -             | 51       |
| Buques de Transporte Logístico (BTL) Ejército de Tierra |                                | A-07 El Camino Español        | Cartagena               | 2023 (1998) | 12251                          | 154,5          | 20                  | -             | 24       |
| Salvamento y Rescate Clase Amatista (Modificado)        |                                | A-20 Neptuno                  | La Algameca (Cartagena) | 1988 (1975) | 1860                           | 58,5           | 12,5                | 6000          | 52       |
| Hidrográficos Clase Malaespina                          |                                | A-31 Malaspina                | Puntales                | 1975        | 1090                           | 52,7           | 15                  | -             | 62       |
| Hidrográficos Clase Malaespina                          | A-32 Tofiño                    | Puntales                      | 1975                    | 1090        | 52,7                           | 15             | -                   | 62            |          |
| Lanchas Hidrográficas Transportables Clase Rodman 1250  |                                | A-91 Astrolabio               | Puntales                | 2001        | 8,5                            | 12,62          | 30                  | 220           | 6        |
| Lanchas Hidrográficas Transportables Clase Rodman 1250  | A-92 Escandallo                | Puntales                      | 2004                    | 8,5         | 12,62                          | 30             | 220                 | 6             |          |
| Lancha Hidrográfica Transportable                       |                                | A-93 Sondaleza                | Puntales                | 2016        | 2                              | 5,56           | 10                  | 75            | 3        |
| Investigaciones Oceanográficas Clase Hespérides         |                                | A-33 Hespérides               | Cartagena               | 1991        | 2800                           | 82,5           | 15                  | 12 000        | 50       |
| Buque Logístico Multipróposito                          |                                | A-61 Carnota                  | Ferrol                  | 2023 (2014) | 2295                           | 66,8           | 16                  | -             | 21       |
| Buque Logístico Multipróposito                          |                                | A-62 Cartagena                | Cartagena               | 2025 (2015) | 2800                           | 69,8           | 13,4                | -             | -        |
| Remolcador de altura Clase Punta Amer                   |                                | A-53 La Graña                 | Puntales                | 1987 (1982) | 663,7                          | 32,45          | 13,5                | -             | 22       |
| Remolcador de altura Clase Amatista                     |                                | A-101 Mar Caribe              | Puntales                | 1988 (1974) | 1860                           | 58,5           | 12,5                | 25 días       | 25       |
| Buque de Guerra Electrónica Clase Darss Modificado      |                                | A-111 Alerta                  | Cartagena               | 1992 (1982) | 2292                           | 76,52          | 11                  | 1000          | 60       |
| Buque Escuela                                           |                                | A-71 Juan Sebastián de Elcano | San Fernando            | 1928        | 3670,8                         | 94,1           | 10                  | 1200          | 193      |
| Buque Escuela                                           |                                | A-41 Intermares               | Ferrol                  | 2018 (2009) | 1390                           | 79,20          | 15,6                | 20000         | 73       |
| Veleros Escuela                                         |                                | A-72 Arosa                    | Marín                   | 1981 (1931) | 52                             | 22,84          | 8                   | -             | -        |
| Veleros Escuela                                         |                                | A-73 Blanca                   | Marín                   | 2013 (2001) | 14,5                           | 15,39          | 15                  | -             | -        |
| Veleros Escuela                                         |                                | A-74 La Graciosa              | Ferrol                  | 1988        | 22                             | 19,89          | 9                   | -             | -        |
| Veleros Escuela                                         |                                | A-76 Giralda                  | Marín                   | 1993 (1958) | 81,7                           | 22,8           | 8                   | -             | -        |
| Veleros Escuela                                         |                                | A-77 Almansa                  | ESENGRA                 | 2013 (1983) | 15,5                           | 15,8           | -                   | -             | -        |
| Veleros Escuela                                         |                                | A-78 Peregrina                | Marín                   | 2007 (1988) | 123                            | 27,75          | 10,5                | -             | -        |
| Veleros Escuela                                         |                                | A-79 Aguete                   | Marín                   | 2014 (2006) | 23                             | 16             | 8                   | -             | -        |
| Veleros Escuela                                         |                                | A-80 Nautilus                 | Ferrol                  | 2015 (2008) | 18,7                           | 16,08          | -                   | -             | -        |
| Veleros Escuela                                         |                                | A-81 Asturias                 | Ferrol                  | 2017 (2007) | 12,68                          | 15,5           | -                   | -             | -        |
| Lanchas de Instrucción Clase Rodman-66                  |                                | A‑121 Guardiamarina Barrutia  | Marín                   | 2006        | 36                             | 20,5           | 24                  | 450-550       | 16       |
| Lanchas de Instrucción Clase Rodman-66                  | A‑122 Guardiamarina Chereguini | Marín                         | 2006                    | 36          | 20,5                           | 24             | 450-550             | 16            |          |
| Lanchas de Instrucción Clase Rodman-66                  | A-123 Guardiamarina Rull       | Marín                         | 2007                    | 36          | 20,5                           | 24             | 450-550             | 16            |          |
| Lanchas de Instrucción Clase Rodman-66                  | A-124 Guardiamarina Salas      | Marín                         | 2007                    | 36          | 20,5                           | 24             | 450-550             | 16            |          |
| Lanchas de Instrucción Clase Bustelo Pavón              |                                | A-125 M.M. Bustelo Pavón      | Ferrol                  | 2020        | 36                             | 22             | 35                  | 500           | 14       |
| Lanchas de Instrucción Clase Bustelo Pavón              | A-126 M.M. Pérez Verdú         | Ferrol                        | 2020                    | 36          | 22                             | 35             | 500                 | 14            |          |
| Lanchas de Instrucción Clase Bustelo Pavón              | A-127 Guardimarina Godínez     | Ferrol                        | 2023                    | 36          | 22                             | 35             | 500                 | 14            |          |
| Lanchas de Instrucción Clase Bustelo Pavón              | A-128 Guardiamarina Herrero    | Ferrol                        | 2023                    | 36          | 22                             | 35             | 500                 | 14            |          |

### Aeronaves
| Modelo                                | Fabricante                                             | Velocidad máxima | Techo            | Alcance        | Entrada en servicio | Escuadrilla | Unidades |
| ------------------------------------- | ------------------------------------------------------ | ---------------- | ---------------- | -------------- | ------------------- | ----------- | -------- |
| Aviones                               |                                                        |                  |                  |                |                     |             |          |
| AV-8 Harrier IITAV-8 Harrier II       | McDonnell Douglas/Boeing British Aerospace/BAE Systems | Mach 0,89        | 15 240 m         | 2200 km        | 1985                | 9.ª         | 101      |
| Cessna Citation IICessna Citation VII | Cessna/Textron                                         | 746 km/h900 km/h | 13 106 m15 544 m | 2750 km3700 km | 19822007 (1997)     | 4.ª         | 31       |
| Helicópteros                          |                                                        |                  |                  |                |                     |             |          |
| SH-60B Seahawk                        | Sikorsky/Lockheed Martin                               | 268 km/h         | 5790 m           | 704 km         | 1988                | 10.ª        | 12       |
| SH-60F Seahawk                        | Sikorsky/Lockheed Martin                               | 268 km/h         | 5790 m           | 704 km         | 2021                | 5.ª         | 6        |
| Airbus H-135 P3H                      | Airbus Helicopters                                     | 254 km/h         | 6096 m           | 635 km         | 2023                | 12.ª        | 6        |
| NHIndustries NH90                     | NHIndustries                                           | 300 km/h         | 6000 m           | 982 km         | 2024                | 14.ª        | 2        |
| Vehículos no tripulados               |                                                        |                  |                  |                |                     |             |          |
| Boeing Insitu ScanEagle               | Boeing                                                 | 148 km/h         | 5950 m           | 24+ horas      | 2015                | 11.ª        | 8        |

Escuadrillas
- Cuarta Escuadrilla: Formada por cuatro aviones birreactores Cessna Citation, tres de la versión Citation II y uno de la Citation VII. Sus misiones son de vigilancia marítima, enlace y transporte vip.
- Quinta Escuadrilla: Formada por seis SH-60F dedicados a transporte táctico y asalto anfibio. Sustituyen a los SH-3D/H Sea King. Los dos helicópteros SH-60F recibidos en 2018 empiezan a operar temporalmente con la 10.ª Escuadrilla. . Se han entregado seis SH-60F (se recibirán otros dos helicópteros hasta totalizar ocho y otras dos unidades para repuestos)[58][59]
- Novena Escuadrilla: Formada por doce cazas Harrier AV8B II Plus y un biplaza TAV-8B. Funciones de protección aérea de la flota, cobertura para la Infantería de Marina, supresión de defensas y reconocimiento.[60][61]
- Décima Escuadrilla: Formada por doce helicópteros SH-60 B SeaHawk, dedicados a la guerra antisubmarina y antisuperficie. Forman la unidad embarcada típica de las fragatas F-100 y F-80.
- Undécima Escuadrilla: Encargada del empleo de aeronaves no tripuladas y que cuenta en la actualidad con ocho unidades del Boeing Insitu ScanEagle, ya que un segundo sistema fue recibido en 2017.
- Duodécima Escuadrilla: Formada por seis helicópteros Airbus H-135 P3H de siete encargados cuya misión principal será la enseñanza y el apoyo, sustituyen a los H-500 de la Sexta Escuadrilla.[62]
- Decimocuarta Escuadrilla: Formada por dos helicópteros NH90 MSPT de siete encargados (Maritime Spanish Tactical Transport Helicopter) dedicados a transporte táctico y asalto anfibio. Sustituyen a los AB-212 de la 3.ª Escuadrilla.

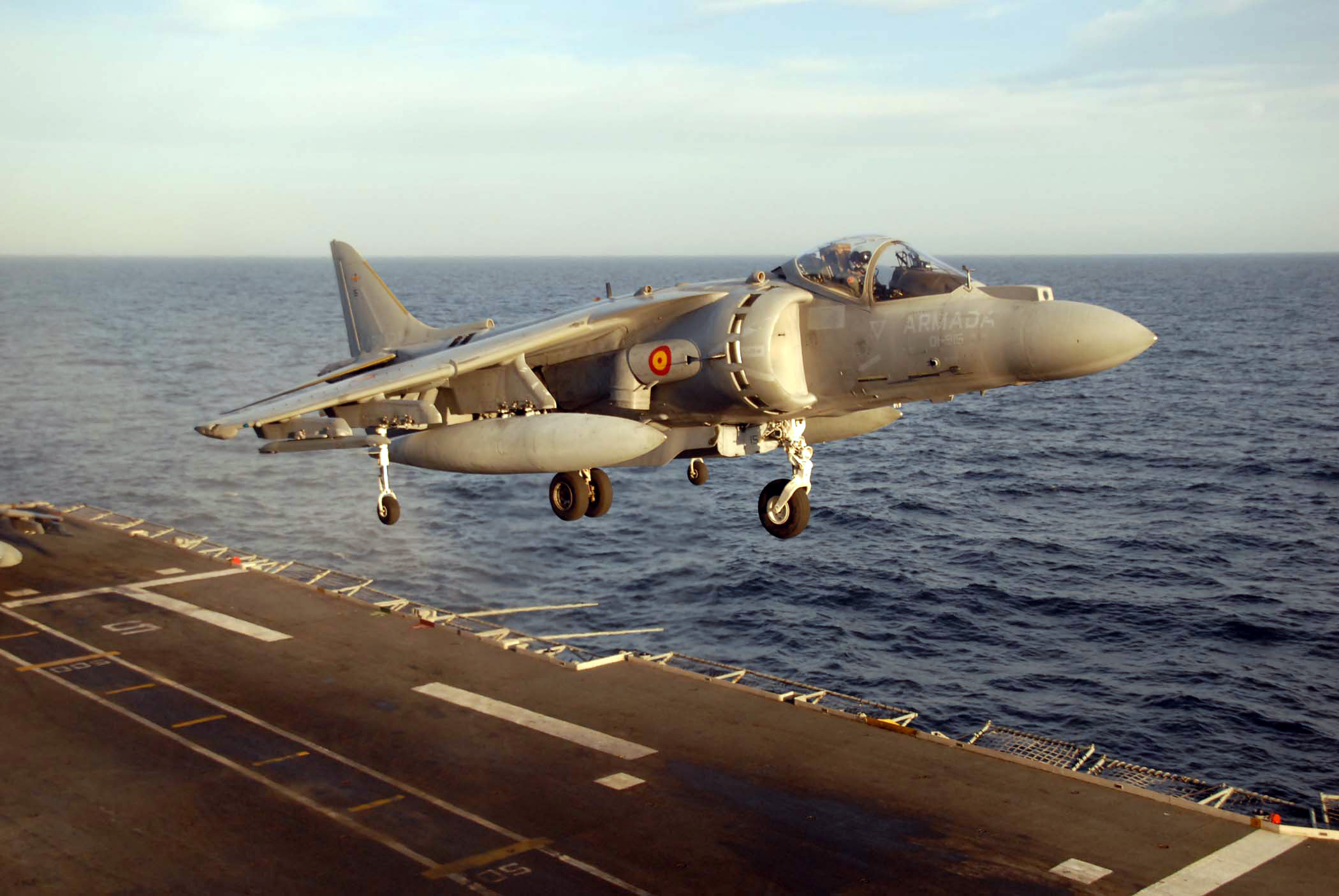
Un AV-8B Harrier II del Arma Aérea de la Armada efectuando un apontaje vertical en el portaaviones Príncipe de Asturias (R-11).
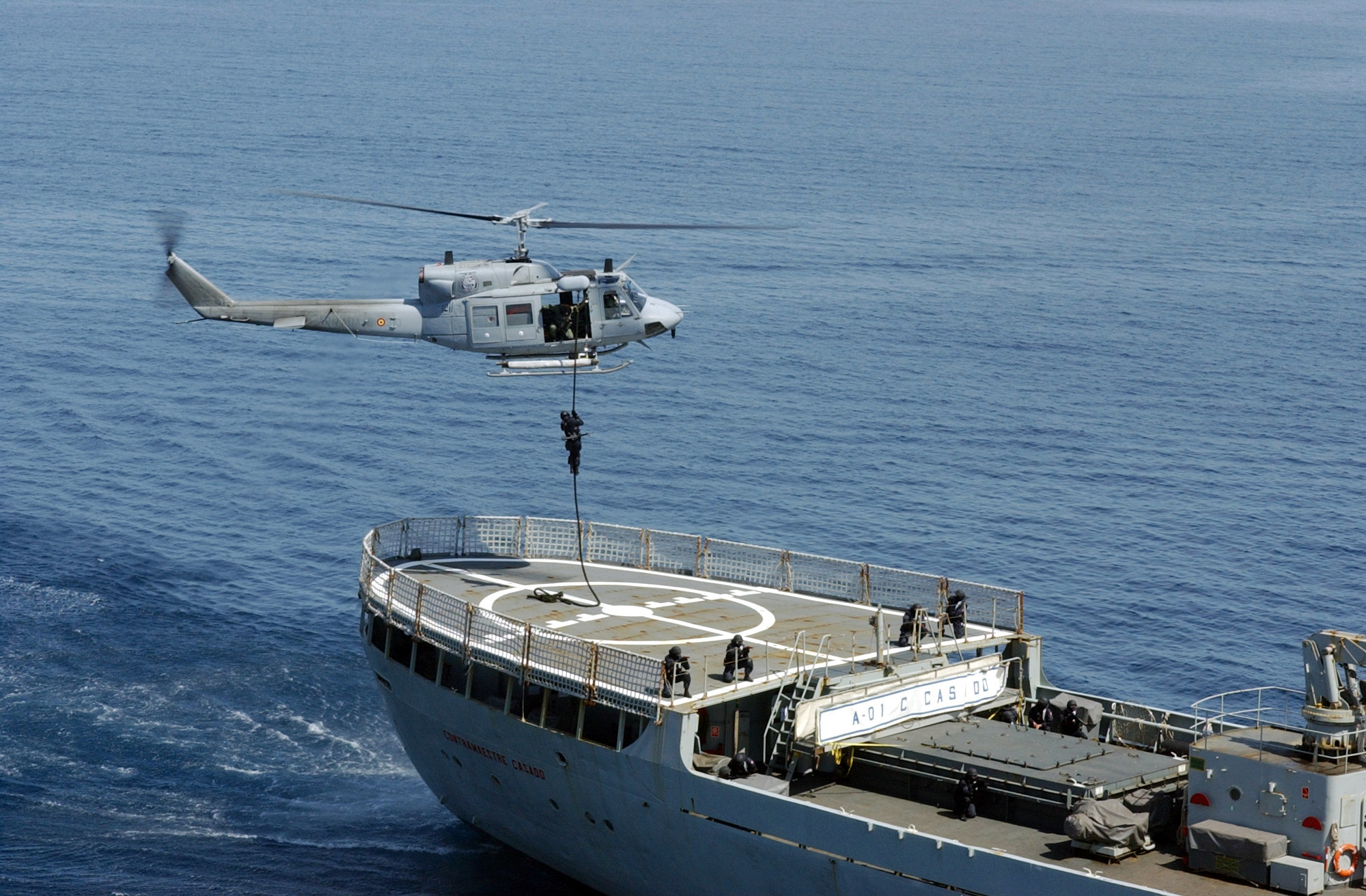
Un helicóptero AB 212 ASW realizando un ejercicio con marineros tunecinos sobre el Contramaestre Casado (A-01).
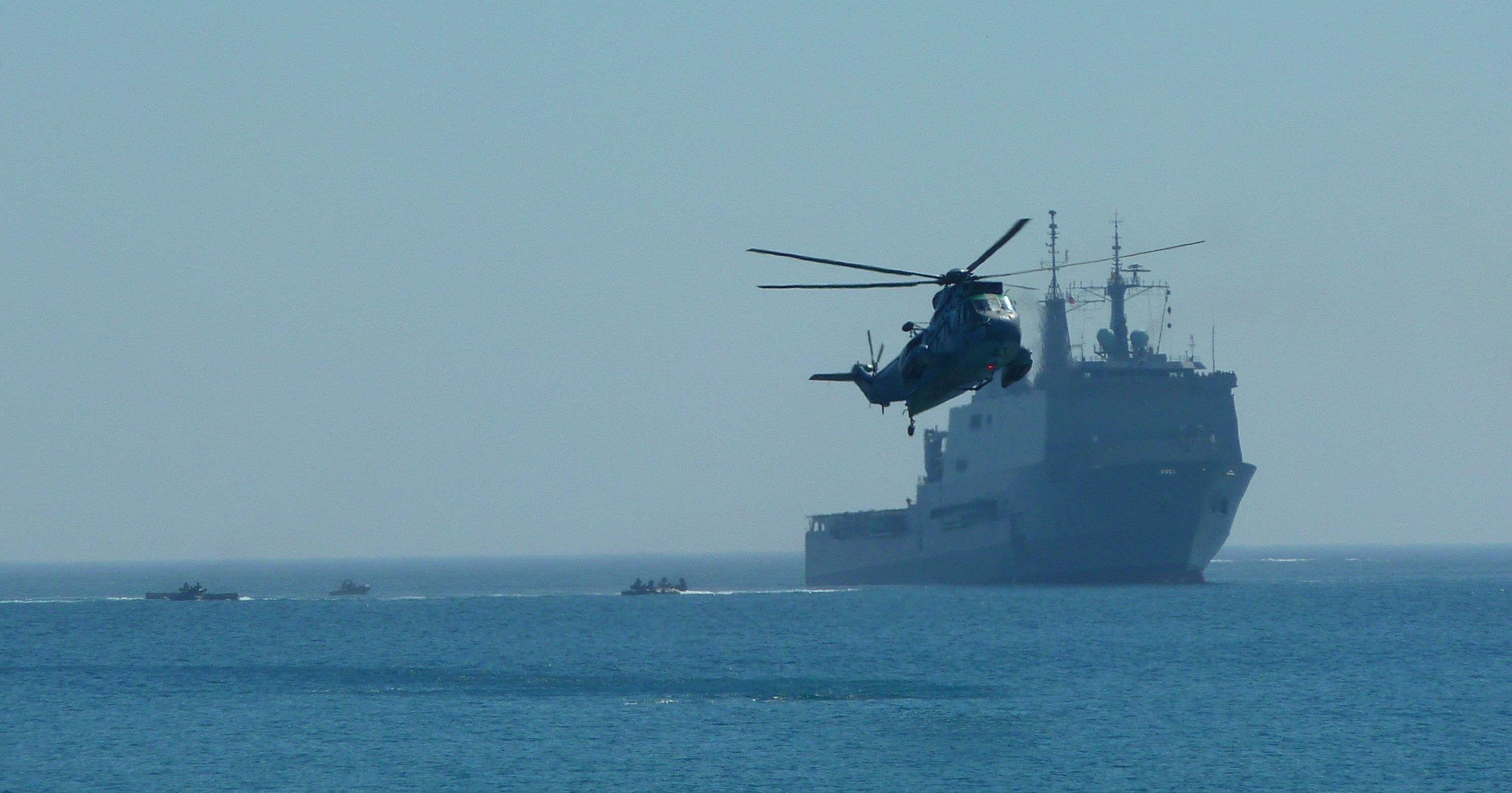
SH-3D frente al buque de asalto anfibio Galicia L-51, durante un simulacro de asalto anfibio en las playas del Sardinero de Santander con motivo del Día de las Fuerzas Armadas de 2009.
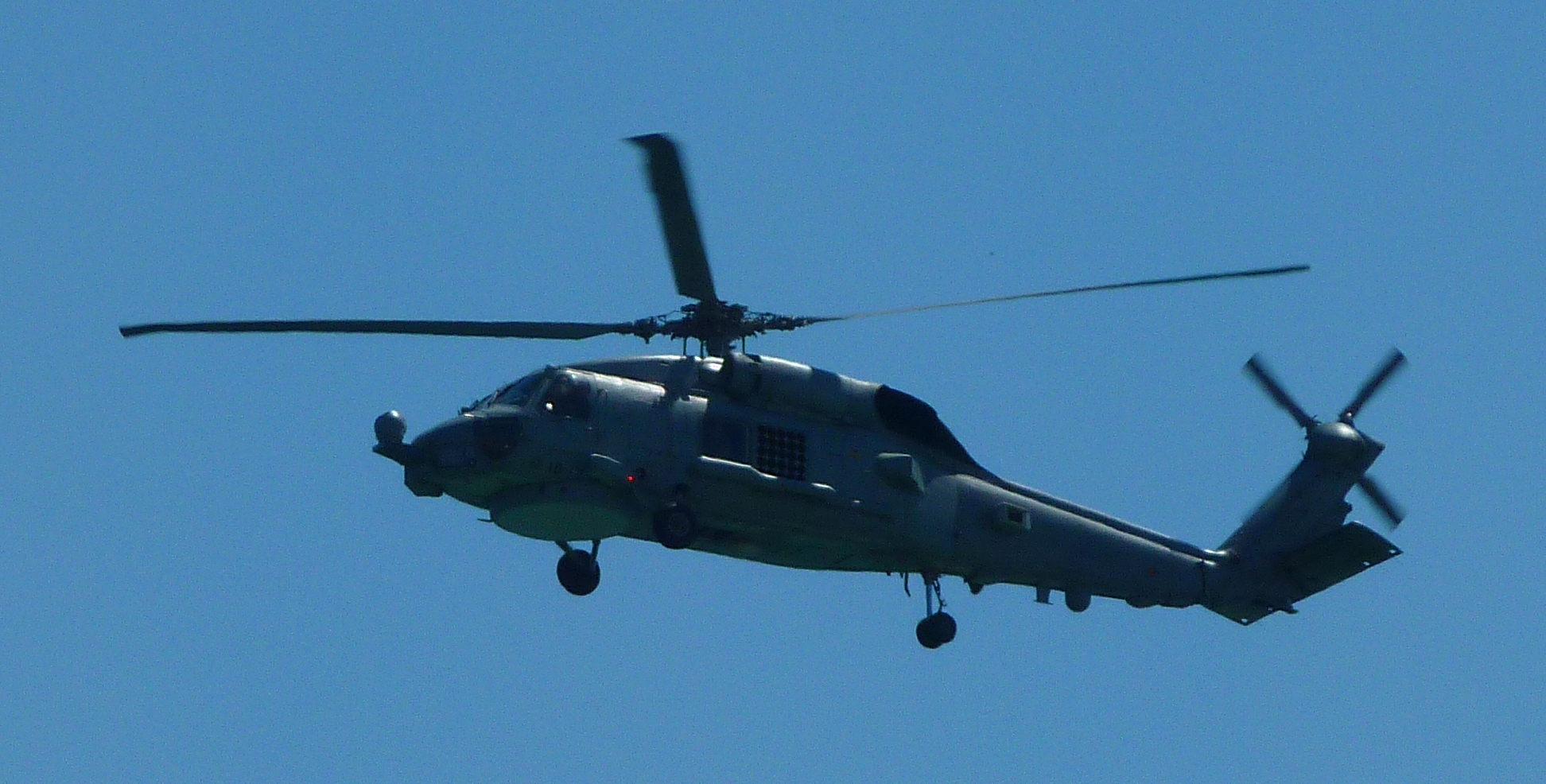
SH-60B Mk.III.
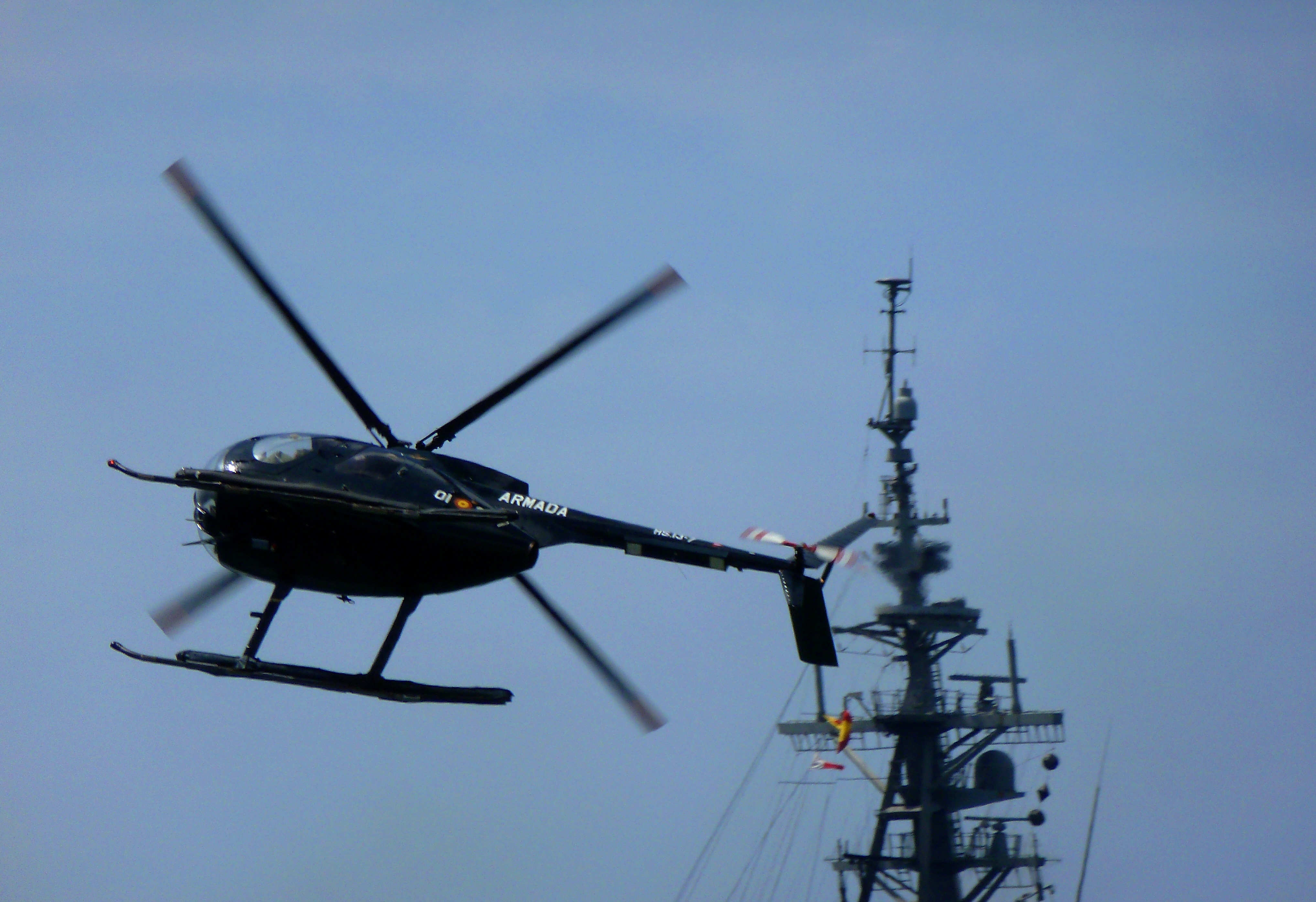
Hughes 369HM.

## Infantería de Marina

### Fuerzas de Protección de la Armada (FUPRO)

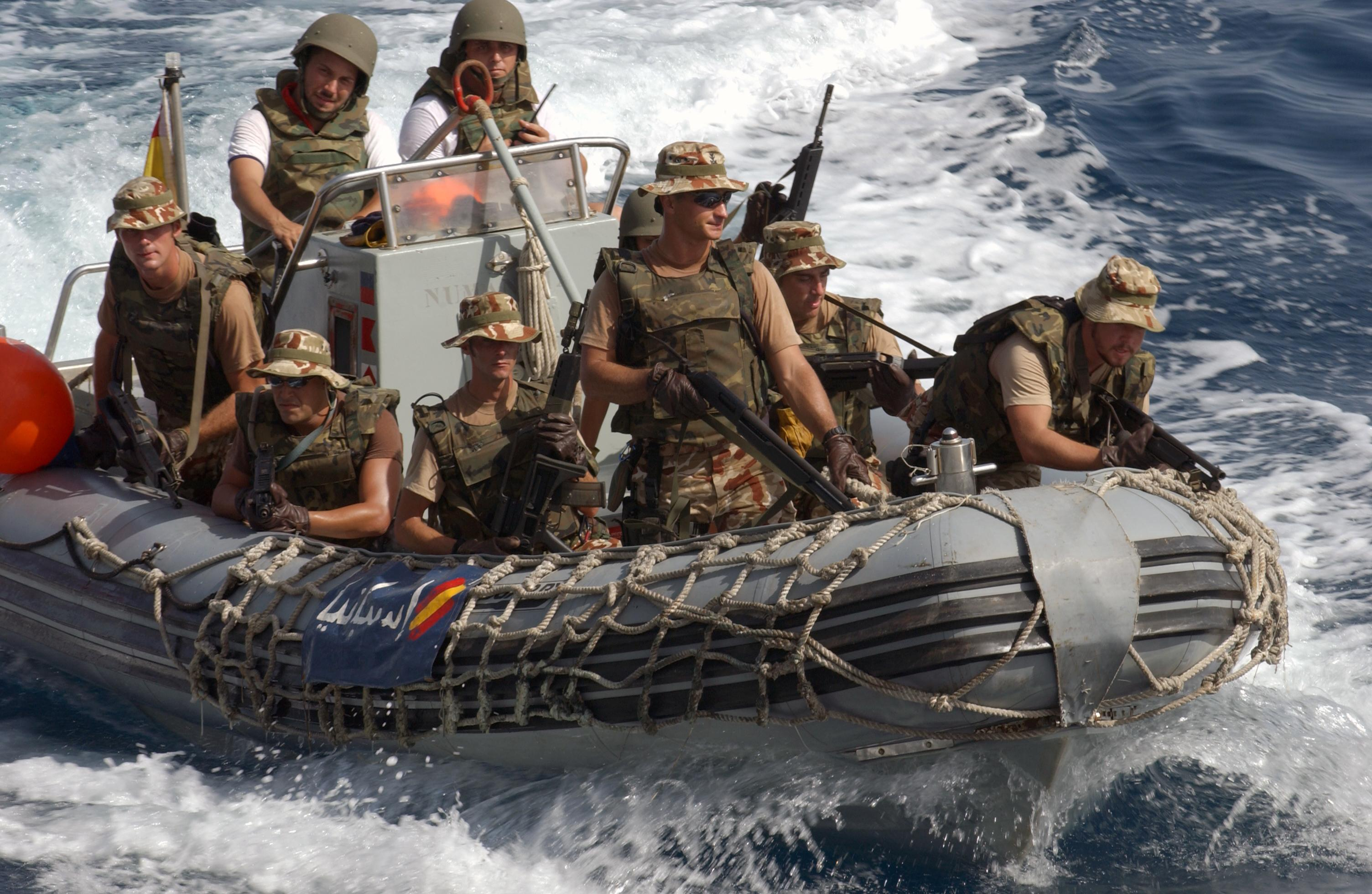
Infantes de marina de la UOE asignados a la fragata Numancia durante la Operación Libertad Iraquí.

- Tercio de Armada
- Tercio Sur
- Tercio Norte
- Tercio de Levante
- Agrupación de Canarias
- Agrupación de Madrid

### Fuerza de Guerra Naval Especial (FGNE)

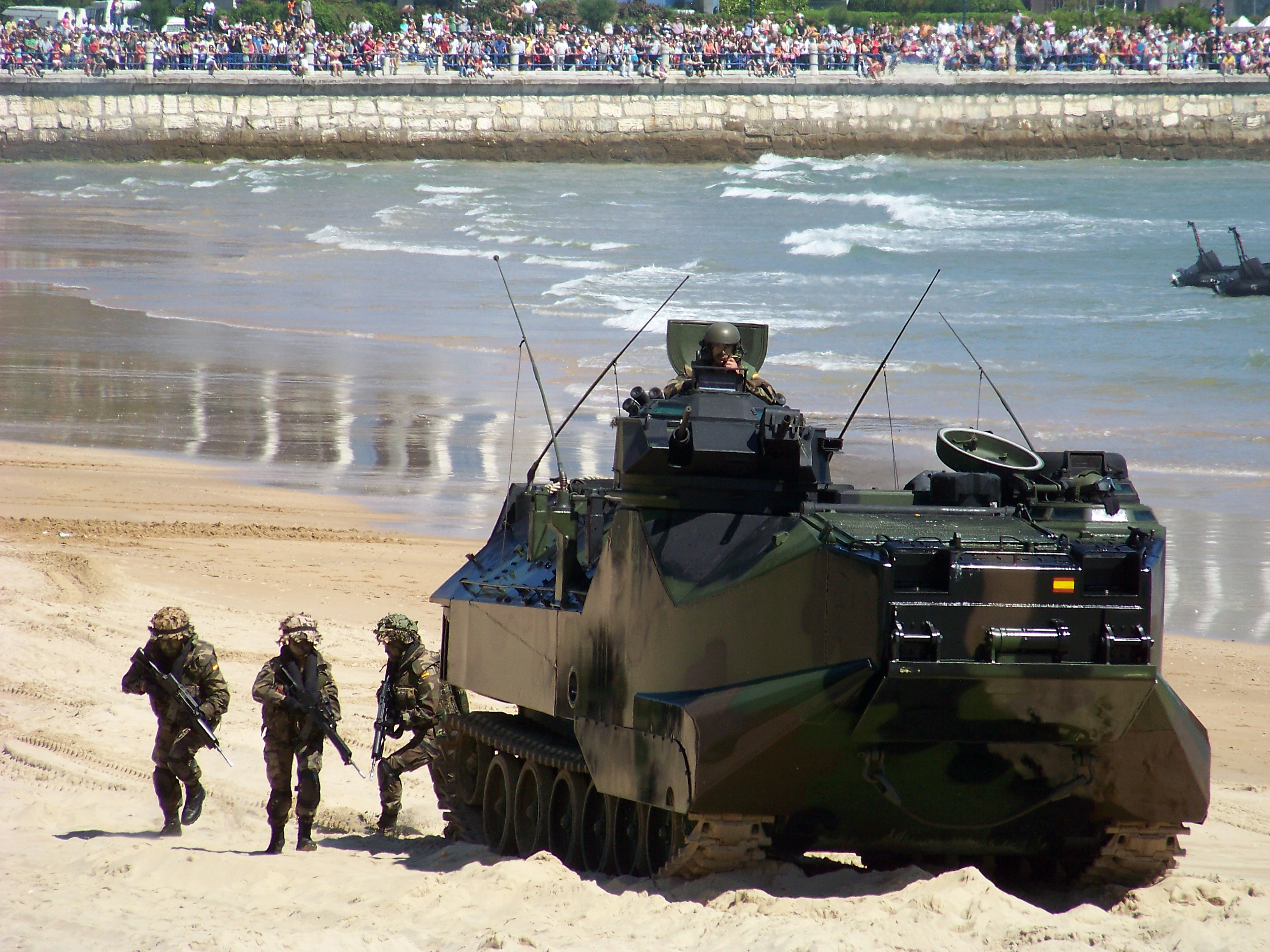
Infantes de marina junto a un AVV-7.

La Fuerza de Guerra Naval Especial aúna el potencial de las viejas Unidad de Operaciones Especiales (UOE) y la Unidad Especial Buceadores Combate (UEBC) de la Armada, transformándolas en una sola fuerza encuadrada en la Infantería de Marina y con base en Cartagena.
Fue constituida el 10 de junio de 2009, durante un acto presidido por el comandante general de la Infantería de Marina, general de división Juan Chicharro Ortega, quien entregó el mando de la nueva unidad al coronel de Infantería de Marina Javier Hertfelder de Aldecoa, aunque el verdadero creador de la unidad de operaciones especiales de Infantería de Marina es el coronel Julio Yáñez Golf.
La creación de la FGNE está contemplada en la organización actual de la Fuerza de la Armada y responde a la necesidad de contar con una capacidad de operaciones especiales genuinamente marítima. La nueva fuerza constituye la aportación de la Armada a la capacidad de operaciones especiales conjuntas (de Tierra, Armada y Aire) y tendrá una dependencia directa del comandante general de Infantería de Marina.
Los integrantes de la FGNE están cualificados en técnicas como el reconocimiento especial, la acción directa y asistencia militar, el buceo con manejo de explosivos, paracaidismo, evasión y escape, combate en tierra, infiltración y exfiltración, defensa personal, tiro de precisión, etc.
A la Fuerza de Guerra Naval Especial pertenecen, desde ahora, los equipos de guerra naval especial que participan en misiones internacionales, como la Misión Interina de Naciones Unidas en Líbano, y la Operación Atalanta de la UE de lucha contra la piratería.

#### Unidad Especial de Buceadores de Combate

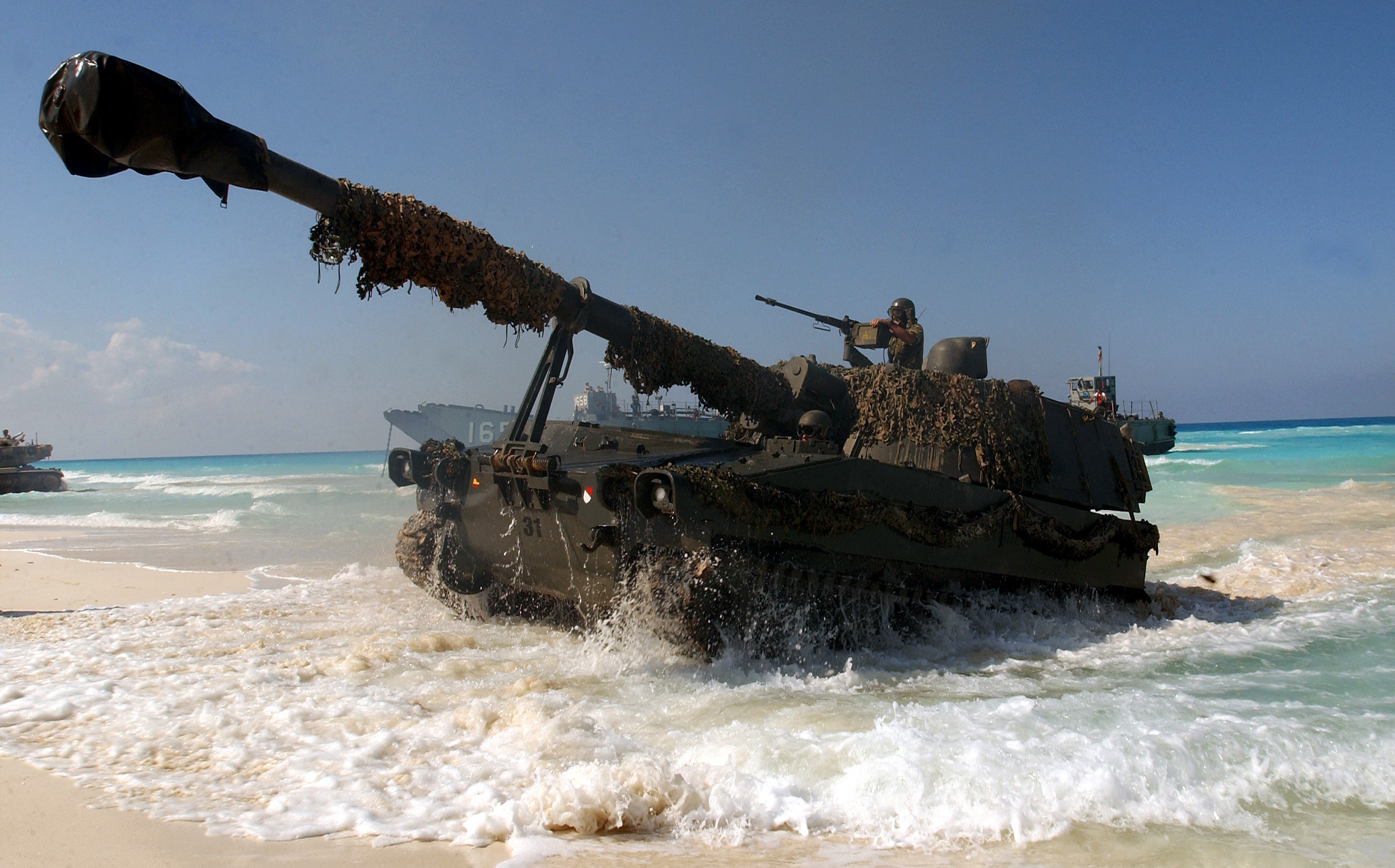
Obús M109A5.

Las misiones encomendadas a la UEBC como Unidad de Guerra Naval Especial antes de ser absorbida por la FGNE eran:
- Reconocimiento y vigilancia especial.
- Acción directa.
- Asistencia Militar.
- Así mismo tendrá la capacidad para llevar a cabo cometidos de reconocimiento hidrográfico, demoliciones submarinas y misiones de CSAR (Combat Search And Rescue) en ambiente marítimo.

#### Unidad de Operaciones Especiales

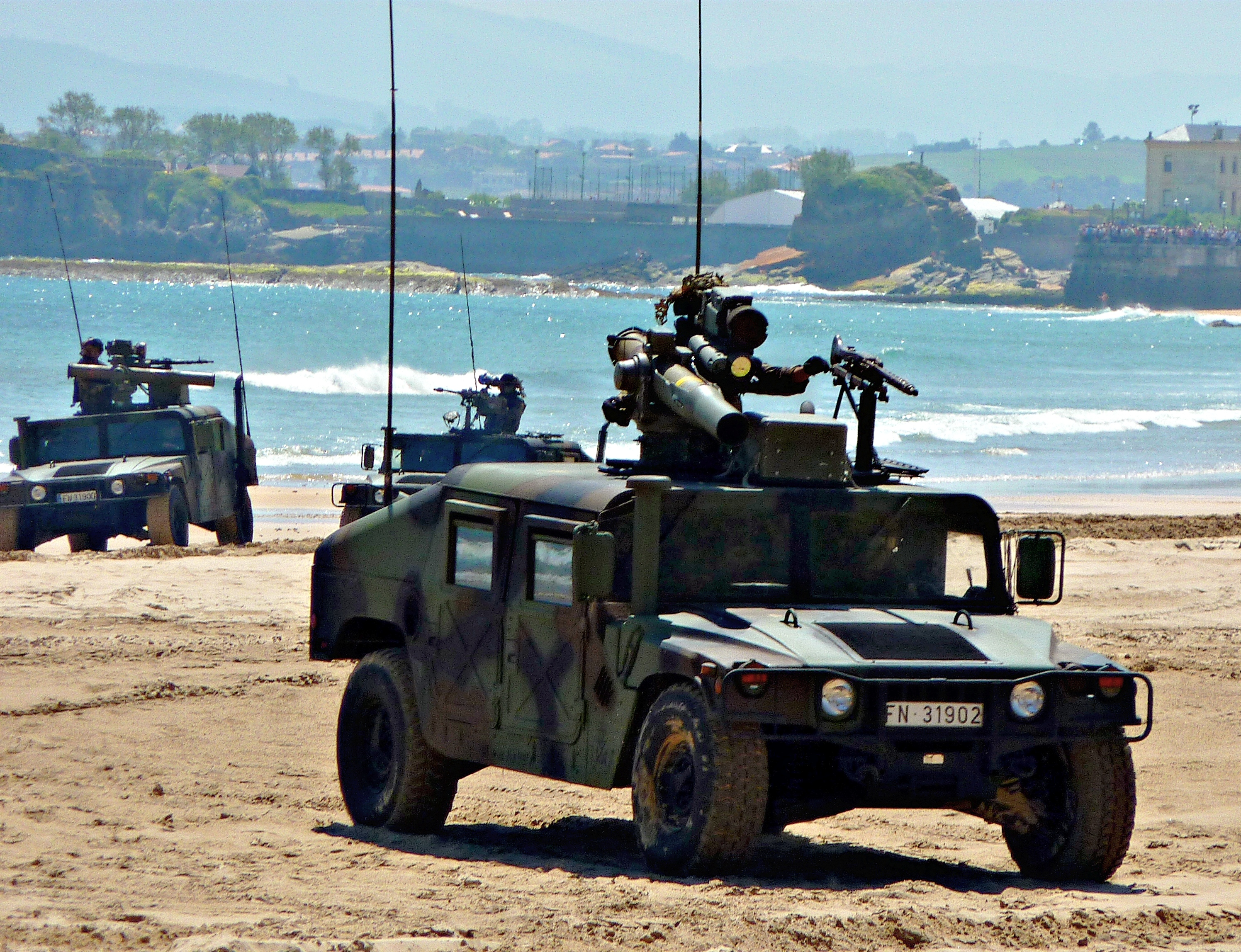
Hummer TOW.

La Unidad de Operaciones Especiales (UOE) fue una unidad reducida pero altamente especializada, cuyos miembros, antes de poder pasar a formar parte de ella, tenían que superar un exigente adiestramiento en técnicas especiales de combate, paracaidismo, buceo, combate en montaña, etc. La misión genérica de la UOE era llevar a cabo Operaciones Especiales en los ámbitos marítimo y marítimo-terrestre en forma de acciones militares directas o indirectas sobre objetivos estratégicos, operacionales o tácticos de alto valor, tanto en tiempo de paz como en situaciones de crisis o guerra, utilizando tácticas, técnicas y procedimientos diferentes de las fuerzas convencionales. El éxito dependía de la capacidad del equipo para permanecer inadvertido dentro de su área de operaciones al mismo tiempo que adquiría y transmitía la información. Tanto el adiestramiento como los objetivos de la UOE han sido asumidos por la FGNE.

#### Unidad Especial de Desactivadores de Explosivos
Las misiones que realiza esta Unidad son las siguientes:
- Apoyo a las Unidades de Buceo.
- Enseñanza en los cursos E.O.D. Submarino.
- Desarrollo de métodos de desactivado de explosivos.
- Cooperación con otras unidades de desactivado.
- Mantener un adiestramiento constante y puesta al día de la información y técnicas de desactivado en estrecha colaboración con unidades similares de las Fuerzas Armadas y de las Fuerzas de Seguridad del Estado.

### Compañía Mar Océano de la Guardia Real

La Compañía «Mar Océano» se encuadra dentro del Grupo de Honores de la Guardia Real junto con las Compañías «Monteros de Espinosa» del Ejército de Tierra y la Escuadrilla «Plus Ultra» del Ejército del Aire.
Su misión y cometidos fundamentales están orientados a participar en la seguridad y rendición de honores al rey y la familia real, así como a los jefes de Estado extranjeros en visita de Estado y a los embajadores en su presentación de cartas credenciales al rey.
También es la encargada principal de mantener operativo el Grupo de Buceo de la Guardia Real, al que nutre de cuadros de mando y tropa con la formación de buceadores elementales.
La Compañía «Mar Océano» representa la punta de lanza del Cuerpo en la Guardia Real y en las proximidades del rey. Mantiene con celo las tradiciones y costumbres de la Infantería de Marina y está compuesta por cuadros de mando, formados en las diferentes unidades y por tropa que accede, bien directamente a la Guardia Real o bien a través del propio Centro de Formación o del resto de unidades del Cuerpo.

## En la actualidad
Con la entrada en servicio del buque de proyección estratégica Juan Carlos I (L-61) y las fragatas F-100, la capacidad de proyectar tropas y unidades de operaciones especiales a lugares alejados del área de influencia española se vio aumentada. Tanto es así que los compromisos internacionales han hecho que en varias ocasiones, como es el caso del Ejercicio Steadfast Jaguar-06, sea la marina de guerra que más barcos y personal transporte; pues, en caso de una operación real, los compromisos suscritos por España le obligan a poder llevar a cualquier parte del mundo y proteger un contingente de 1800 infantes de marina y sus respectivos equipos.

### Buques en construcción
| Tipo                                   | Nombre                         | Asignación | Desplazamiento tm | Eslora | Velocidad kn. | Autonomía nm. | Dotación |
| -------------------------------------- | ------------------------------ | ---------- | ----------------- | ------ | ------------- | ------------- | -------- |
| Submarinos                             |                                |            |                   |        |               |               |          |
| Submarinos Clase Isaac Peral           | S-82 Narciso Monturiol         | 2026       | 3200              | 81,05  | 19,3          | 30 días       | 40       |
| Submarinos Clase Isaac Peral           | S-83 Cosme García Sáez         | 2028       | 3200              | 81,05  | 19,3          | 30 días       | 40       |
| Submarinos Clase Isaac Peral           | S-84 Mateo García de los Reyes | 2030       | 3200              | 81,05  | 19,3          | 30 días       | 40       |
| Fragatas                               |                                |            |                   |        |               |               |          |
| Fragatas Clase Bonifaz                 | F-111 Bonifaz                  | 2026~2028  | 6100              | 145    | 25            |               | 150      |
| Fragatas Clase Bonifaz                 | F-112 Roger de Lauria          | 2027~2029  | 6100              | 145    | 25            |               | 150      |
| Fragatas Clase Bonifaz                 | F-113 Menéndez de Avilés       | 2028~2030  | 6100              | 145    | 25            |               | 150      |
| Fragatas Clase Bonifaz                 | F-114 Luis de Córdova          | 2029~2031  | 6100              | 145    | 25            |               | 150      |
| Fragatas Clase Bonifaz                 | F-115 Barceló                  | 2030~2032  | 6100              | 145    | 25            |               | 150      |
| Buques de Acción Marítima              |                                |            |                   |        |               |               |          |
| BAM-Intervención Subacuática           | A-21 Poseidón                  | ~2026      | 5000              | 91     | 15            | 2400          | 60       |
| BAM-Patrullero                         | P-47                           |            |                   |        |               |               |          |
| BAM-Patrullero                         | P-48                           |            |                   |        |               |               |          |
| Buques de Aprovisionamiento en Combate |                                |            |                   |        |               |               |          |
| AOR-BAC                                | A-16                           | ~2029      | 19500             | 174    | 20            | 6000          | 122      |
| Hidrográficos                          |                                |            |                   |        |               |               |          |
| Hidrográficos costeros                 | A-                             | ~2028      | 900               | 47     |               | 3.000         | 30       |
| Hidrográficos costeros                 | A-                             | ~2028      | 900               | 47     |               | 3.000         | 30       |

### Proyectos
Capacidad aeronaval

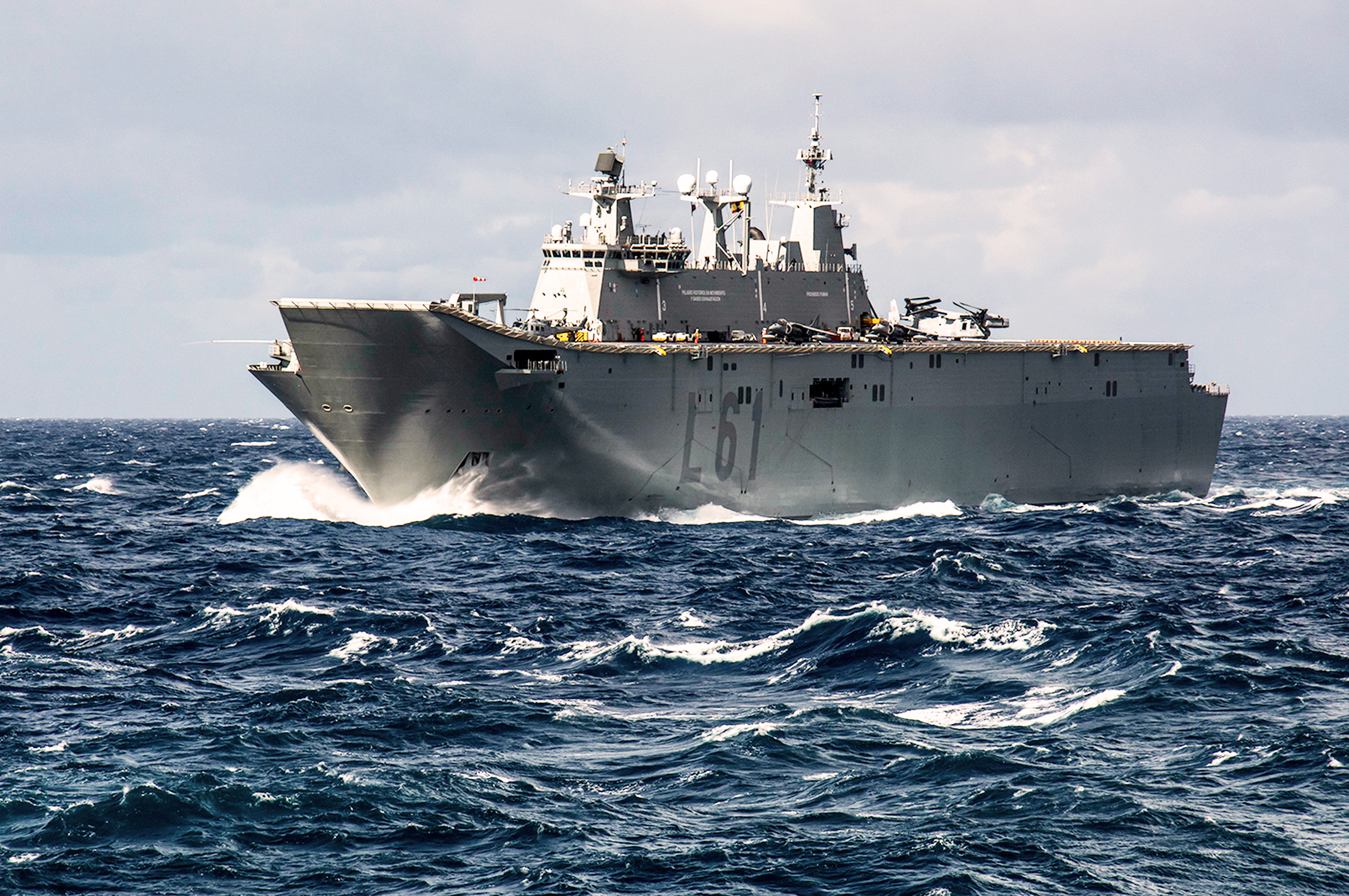
El LHD Juan Carlos I (L-61), actual buque insignia de la Armada.

El transporte y el uso de un ala fija embarcada se han visto potenciados con la entrada en servicio el 30 de septiembre de 2010 del buque de proyección estratégica Juan Carlos I, que desplaza 27 082 toneladas y tiene capacidad para albergar treinta aeronaves. Desde 2013 es el buque insignia de la Armada y puntal de la flota.
Se están llevando a cabo la toma de decisiones para perfilar el relevo de los Harrier II de la Armada (quizás por el F-35B). No obstante, fuentes oficiales afirmaban que la entrada o no de dicho proyecto no formaba parte en su agenda. Este es el talón de Aquiles de la fuerza aeronaval, ya que el contar con un sustituto capaz para el Harrier II, es prioritario.
Escoltas

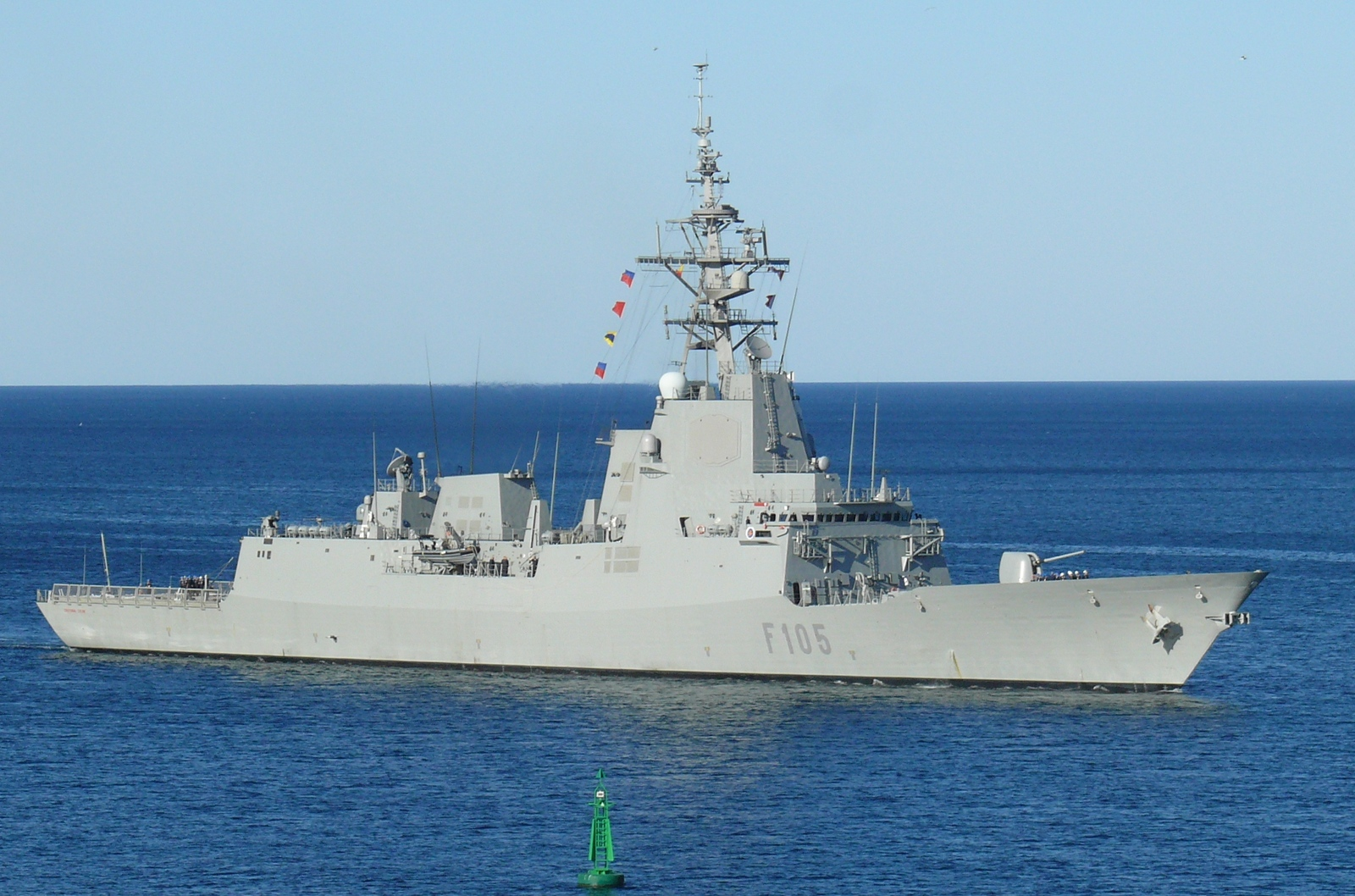
Fragata Cristóbal Colón, la más moderna de la Armada española.

La 31.ª escuadrilla terminó con éxito su proceso de modernización. Las fragatas F-100 clase Álvaro de Bazán, un importante proyecto de las FF.AA., entraron progresivamente en servicio. Actualmente hay cinco en servicio activo. La 41.ª escuadrilla de escoltas está compuesta por las seis fragatas F-80 clase Santa María, que entraron en servicio entre 1986 y 1995 y que actualmente se encuentran a la mitad de su vida útil, destacando su capacidad antisubmarina. La Armada española cuenta con un total de once de estos buques (cinco F-100 y seis F-80).
La Armada tiene previsto adquirir cinco fragatas de la Clase F-110 para sustituir a las fragatas de la clase Santa María.
Arma submarina

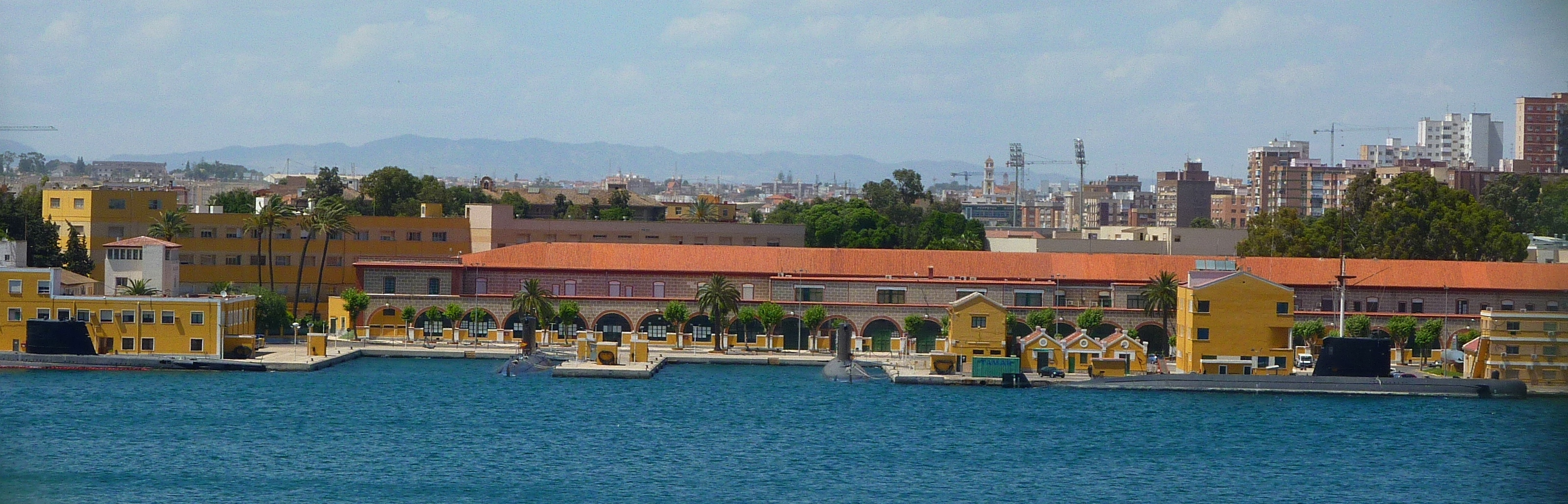
Vista del fondeadero de submarinos de la base de Cartagena, en la que puede apreciarse la práctica totalidad de la fuerza submarina actual de la Armada española, con tres de los cuatro submarinos clase Agosta/Galerna atracados (más uno clase Daphné/Delfín ya dado de baja).

La flotilla de submarinos se encuentra en estos momentos sumergida en el proyecto S-80, submarinos de fabricación nacional con propulsión independiente de aire y alta autonomía, que dificultará en gran medida su detección por unidades hostiles.
Fruto de la apuesta por el S-80 y tras la retirada de las cuatro unidades S-60 clase Delfín España cuenta con un submarino en servicio activo (S-71 Galerna) de los cuatro S-70 clase Galerna originalmente entregados, que serán sustituidos por los cuatro submarinos de la serie S-80 actualmente en construcción y cuya entrega a la Armada está prevista entre los años 2021 y 2029.
Buques auxiliares

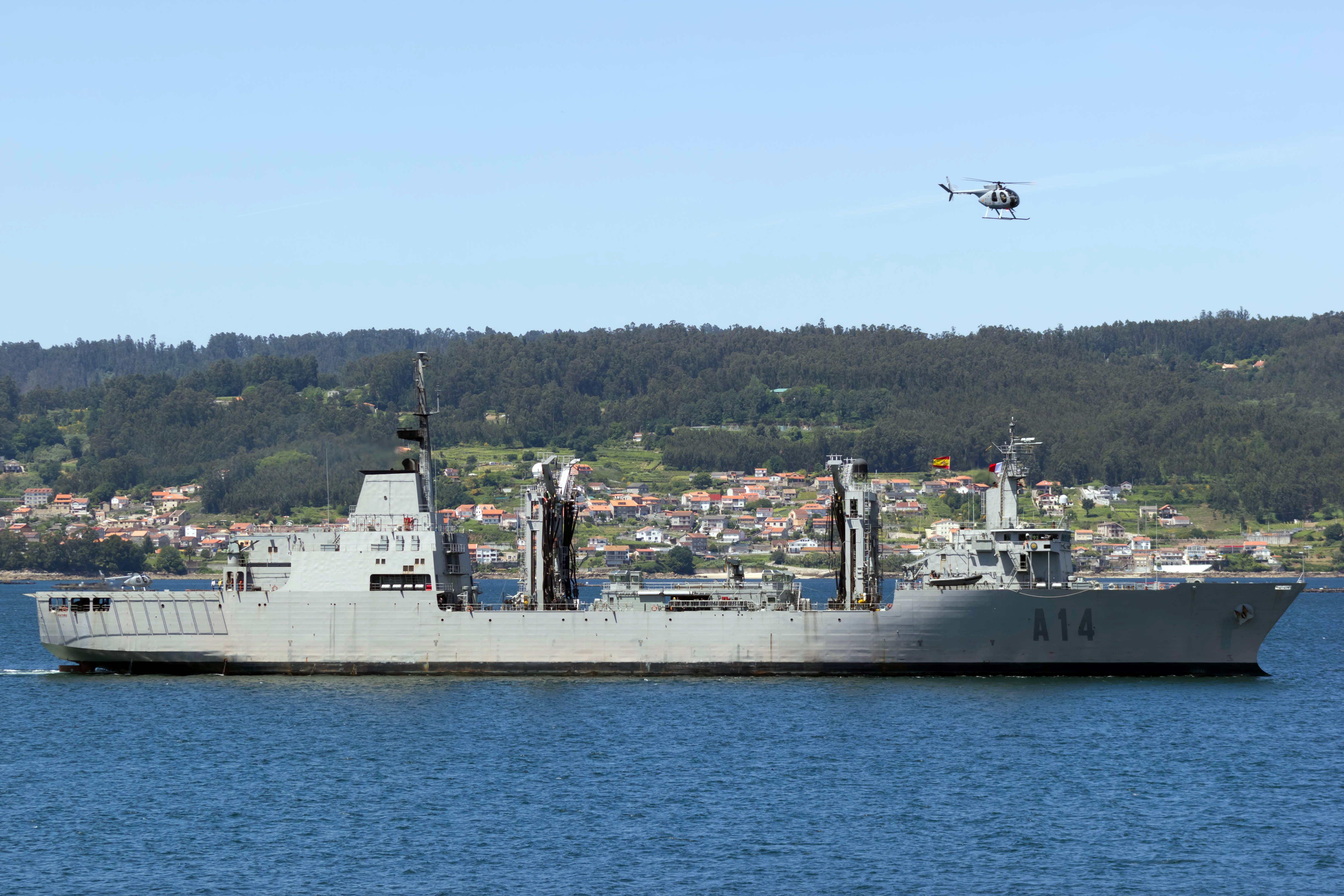
El buque de aprovisionamiento en combate A-14 Patiño.

Tras la baja del A-11 Marqués de la Ensenada el 31 de enero de 2012, la Armada cuenta con los Buques de aprovisionamiento en combate A-14 Patiño y A-15 Cantabria. Gracias a la modernidad de estos buques, la Marina de guerra española tendrá cubierta esta faceta operativa durante las dos próximas décadas.
El único inconveniente puede darse por la condición de monocasco del primero de ellos, pese a que las nuevas leyes referentes a buques petroleros no afectan a los navíos militares, sino tan solo a los civiles.
De los buques auxiliares, el A-101 Mar Caribe es uno de los buques que cumplen todos los años con operaciones reales. Su principal misión es llevar agua y combustible a los peñones españoles del norte de África.
Guerra de minas
La lucha contra las minas es probablemente uno de los puntos débiles de la Armada española, al no haberse desarrollado completamente el Plan ALTAMAR en este campo. La Armada pedía seis nuevos cazaminas y otros tantos dragaminas, pero solo se construyeron los primeros, seis cazaminas M-30 con equipos de última generación, siendo insuficientes para realizar la tarea encomendada. Las restricciones presupuestarias han hecho que este aspecto se haya descuidado para poder afrontar otros programas.
Unidades anfibias

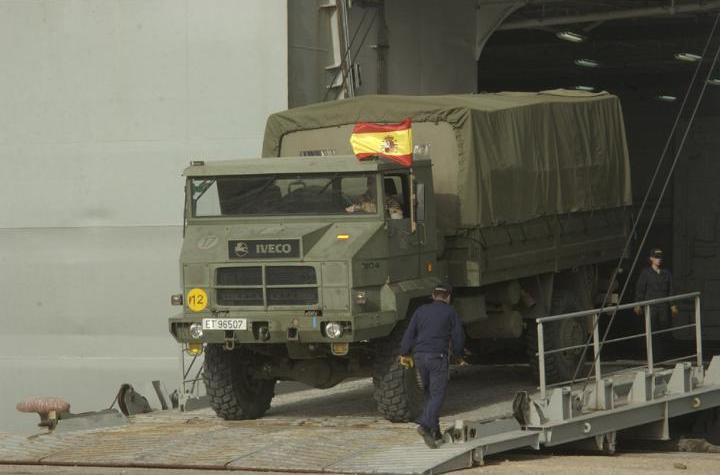
Camión del Ejército de Tierra desembarcando del buque Galicia en Irak.

La Armada cuenta con dos buques de asalto anfibio de la serie L-50: el L-51 Galicia y el L-52 Castilla y con el buque de desembarco anfibio L-61 Juan Carlos I. En 2012 se produjo la baja del buque de desembarco L-42 Pizarro. Las unidades anfibias se han completado con las doce nuevas lanchas de desembarco LCM-1E, con capacidad para embarcar, transportar y desembarcar personal, material, vehículos o contenedores en operaciones anfibias, que se han ido adquiriendo en los últimos años, y a las que se añaden los dos prototipos de esta serie, con lo que se cuenta con un total de catorce LCM.
Actualmente el Grupo Anfibio español conforma con el italiano una de las unidades de acción rápida conjunta de la OTAN. Dado el contexto internacional en el Mediterráneo y Oriente Próximo, podrían ser las primeras unidades de la OTAN en acudir en caso de crisis.
Además, España colabora con la Armada Real Australiana con proyectos como los LHD (fabricados por Navantia, basados en el proyecto del L-61 Juan Carlos I), las lanchas LCM-1E y la cesión durante un año del A-15 Cantabria.
Patrulleros
Diversas clases de patrulleros han ido causando baja tras la incorporación de los BAM (Buques de Acción Marítima). 
Dichos buques modulables pueden desempeñar múltiples tareas, como puede ser el rescate en el mar, atención por síndrome de descompresión, patrulla y vigilancia, lucha contra la contaminación y otras menores. Está en proyecto la Corbeta de Patrulla Europea, que debería de culminarse en la década de 2030.
Arma aérea
Por último, La Flotilla de Aeronaves de la Armada pretendía sustituir los helicópteros Agusta-Bell AB 212, SH-3 Sea King y OH-6 Cayuse por un único modelo nuevo (NH-90) de fabricación conjunta europea adaptado a las distintas funciones requeridas por la Armada (transporte, evacuación, guerra antisubmarina, alerta temprana...). La Armada estaba debatiendo si partir de la versión de transporte táctico (NH-90 TTH) y navalizarla, o bien transformar para transporte táctico la versión de lucha antisubmarina y antisuperficie (NH-90 NFH).
El programa de incorporación del NH-90 contemplaba para España ciento cuatro helicópteros repartidos de la siguiente manera:
- Ejército de Tierra: 48.
- Ejército del Aire: 28.
- Armada: 28.

De dichos veintiocho, se pretendía que diez fuesen en versión TTH para apoyo a la proyección de fuerzas y los demás en una configuración básica para que sirviesen de plataforma de pruebas para los distintos sistemas en desarrollo que se monten en las otras versiones (Multipropósito Naval-MPN- y Airborne Surveillance & Control-ASaC-) a incorporar en el futuro.
El Consejo de Ministros aprobó el 19 de mayo de 2005 la adquisición de una primera fase de cuarenta y cinco unidades. Sin embargo, debido a la crisis económica a partir de 2008 el programa fue aplazado y después reducido primero a treinta y ocho unidades en 2011 y después a solo veintidós aparatos en 2013, de entre los cuales no correspondía ninguno para la Armada.
En 2018 se habló de una segunda fase del programa NH-90 que pudiese contar con veintitrés aparatos de los cuales a la Armada le corresponderían siete que llegarían a partir de 2023.

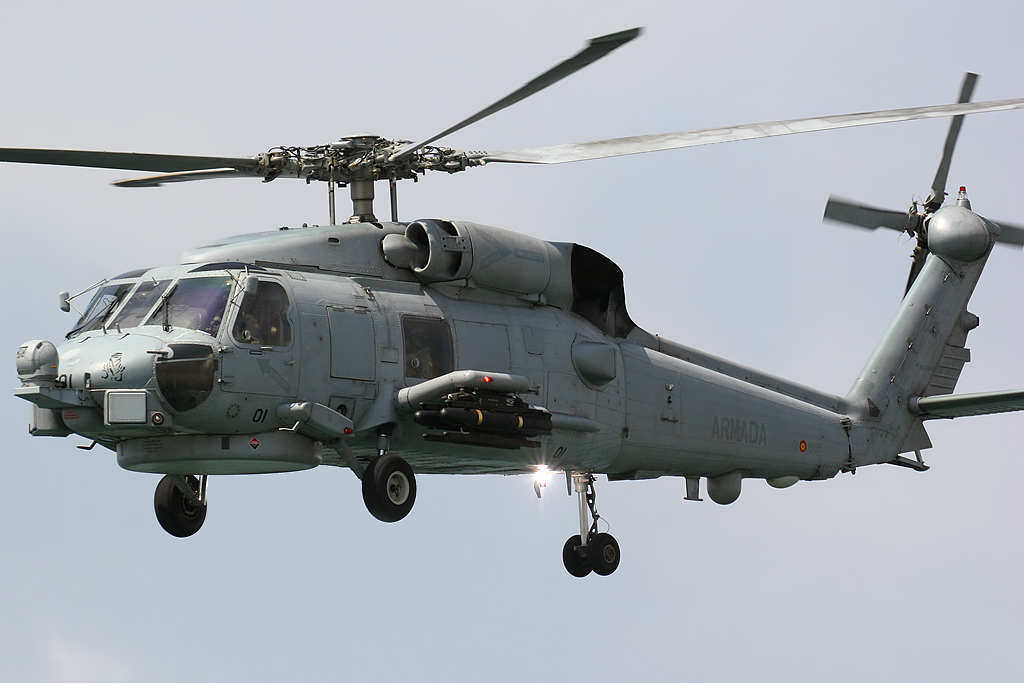
SH-60B Mk.III, el helicóptero más moderno hoy en día del Arma Aérea de la Armada.

Dado el enorme retraso, la carencia de helicópteros (solo 7 SH-3 Sea King y 7 Agusta-Bell AB 212) y la obsolescencia de estos, la Armada planteó adquirir SH-60F de segunda mano de Estados Unidos en una cantidad de al menos diez aparatos. En 2010 se notificó al Congreso de los Estados Unidos una solicitud para la aprobación de la venta de los primeros seis helicópteros SH-60F de segunda mano remozados procedentes de la Armada de los Estados Unidos.
Aunque en un principio no había partidas presupuestarias para este sistema de armas, en el Consejo de Ministros aprobó sucesivamente la dotación económica para la adquisición de tres parejas de SH-60F para transformarlos a la variante especializada en el transporte táctico, por un total de 92,5 millones de euros. En 2018 ya se disponía de los dos primeros SH-60F que se encuadraban temporalmente en la 10.ª escuadrilla junto con los SH-60B, desde donde que pasarán a sustituir a los SH-3 Sea King en la 5.º escuadrilla. Las dos primeras unidades de esta compra llegaron a las instalaciones de la 5.ª escuadrilla de la FLOAN el 30 de septiembre de 2021, esperándose dos más en el primer semestre de 2022 y las últimas a finales de ese mismo año o comienzos de 2023.
En cuanto a aeronaves de ala fija se refiere. Para sustituir a los AV-8 Harrier II la única opción en el mercado es el F-35B pero no se ve clara su sustitución debido a motivos presupuestarios —el presupuesto de la Armada es demasiado poco para añadir un programa de adquisición adecuado, y el coste unitario ronda los cien millones de euros— y políticos —el F-35 no es un producto europeo, sino estadounidense—; aunque desde 2021, España ha mostrado un creciente interés en el programa tras el giro en la cuestión de Alemania y la búsqueda de un mayor compromiso con la OTAN tras la invasión rusa de Ucrania.
En cualquier caso, en mayo de 2014 el Gobierno autorizó a la Armada española el invertir 70,3 millones de euros para alargar la vida operativa de los Harrier AV-8B Plus más allá de 2025, con lo que se asegura que el buque de protección estratégica Juan Carlos I podrá seguir contando con arma aérea de ala fija embarcada, al menos a corto plazo.
En este momento el Arma Aérea de la Armada cuenta con las siguientes unidades:
- 3.ª Escuadrilla, con Augusta Bell AB-212 (Gato).
- 4.ª Escuadrilla, con Cessna C-550 «Citation II» (Orca) y Cessna C-650 «Citation VII» (Orca).
- 5.ª Escuadrilla, con Sikorsky SH-60F (Morsa).
- 6.ª Escuadrilla, con Hughes 500 (Argo).
- 9.ª Escuadrilla, con McDonnel Douglas/Boeing AV-8B+ «Harrier II» (Cobra).
- 10.ª Escuadrilla, con  Sikorsky SH-60B Block I LAMPS III (Morsa).
- 11.ª Escuadrilla, con Boeing Insitu «Scan Eagle» (Sombra) y blancos aéreos teledirigidos «SCRAB II».

## Buques conservados
La mayoría de los escasos buques pertenecientes a la Armada española retirados que se preservan como buques museo son submarinos:
- El Peral de 1888 se conserva en Cartagena (Región de Murcia).
- Las dos unidades de la Clase Foca: el SA-41 en Mahón (Islas Baleares) y el SA-42 en Cartagena (Región de Murcia).
- Las dos unidades de la Clase Tiburón: el SA-51 en Barcelona (Cataluña) y el SA-52 en Cartagena (Región de Murcia).
- El Delfín (S-61), de la clase Daphne (S-60) está amarrado en Torrevieja (provincia de Alicante, Comunidad Valenciana). A diferencia de los otros submarinos no está anclado en tierra firme sino amarrado en el puerto, convirtiéndose así en el primer «museo flotante» de estas características en España.
- El patrullero del Servicio de Vigilancia Aduanera Albatros III también se conserva en Torrevieja.
- El Galatea, una bricbarca que fue buque escuela de la Armada Española entre 1922 y 1982, se conserva en Glasgow (Escocia, Reino Unido).

En 2020 se estaba estudiando que el Tonina (S-62) podría acabar de buque museo en Cartagena.

## Empleos de la Armada española
Los empleos en la Armada española son los de las siguientes tablas. Las divisas/galones van colocados en la bocamanga en el uniforme de paseo en las categorías de oficial y suboficial, mientras que en la marinería se colocan entre el codo y el hombro, exceptuando el empleo de cabo mayor que también va en la bocamanga (véase Empleos y Divisas de la OTAN).

### Cuerpo General de la Armada

#### Oficiales generales
| Código OTAN | OF-10              | OF-9      | OF-8          | OF-7            | OF-6 |
| --- | ------------------ | --------- | ------------- | --------------- | ---- |
| España |                    |           |               |                 |      |
| Capitán general1 | Almirante general2 | Almirante | Vicealmirante | Contraalmirante |      |
| 1 Ostentado por el rey de España como parte de sus funciones constitucionales. 2 Ostentado por el AJEMA y el JEMAD, si pertenece a la Armada. |                    |           |               |                 |      |

#### Oficiales
| Código OTAN                                                                                 | OF-5               | OF-4               | OF-3              | OF-2             | OF-1                | OF-1 |
| ------------------------------------------------------------------------------------------- | ------------------ | ------------------ | ----------------- | ---------------- | ------------------- | ---- |
| España                                                                                      |                    |                    |                   |                  |                     |      |
| Capitán de navío                                                                            | Capitán de fragata | Capitán de corbeta | Teniente de navío | Alférez de navío | Alférez de fragata1 |      |
| 1 Solo para Reservistas Voluntarios y alumnado de la Escuela Naval Militar de quinto curso. |                    |                    |                   |                  |                     |      |

#### Suboficiales
| Código OTAN      | OR-9        | OR-9    | OR-8             | OR-7     | OR-6 |
| ---------------- | ----------- | ------- | ---------------- | -------- | ---- |
| España           |             |         |                  |          |      |
| Suboficial mayor | Subteniente | Brigada | Sargento primero | Sargento |      |

#### Marinería
| Código OTAN | OR-5         | OR-4 | OR-3                | OR-2     | OR-1 |
| ----------- | ------------ | ---- | ------------------- | -------- | ---- |
| España      |              |      |                     |          |      |
| Cabo mayor  | Cabo primero | Cabo | Marinero de primera | Marinero |      |

### Alumnos y aspirantes

#### Escuela Naval Militar
| Código OTAN                               | OF-D                                 | OF-D                                 | OF-D                             | Oficiales Alumnos                | Oficiales Alumnos |
| ----------------------------------------- | ------------------------------------ | ------------------------------------ | -------------------------------- | -------------------------------- | ----------------- |
| España                                    |                                      |                                      |                                  |                                  |                   |
| Alférez de fragata-alumno (alumno de 5.º) | Guardiamarina de 2.º (alumno de 4.º) | Guardiamarina de 1.º (alumno de 3.º) | Aspirante de 2.º (alumno de 2.º) | Aspirante de 1.º (alumno de 1.º) |                   |

#### Escuela de Suboficiales
| Código OTAN                  | Suboficiales Alumnos      | Suboficiales Alumnos       | Suboficiales Alumnos | Alumnos MPTM |
| ---------------------------- | ------------------------- | -------------------------- | -------------------- | ------------ |
| España                       |                           |                            |                      |              |
| Sargento alumno (3.er curso) | Alumno de 2.ª (2.º curso) | Alumno de 1.ª (1.er curso) | Alumno MPTM          |              |

## Símbolos
La patrona de la Armada española es la Virgen del Carmen, considerada por los católicos protectora y guardiana de las gentes de mar, a la cual se llama Stella Maris (Estrella del Mar). Su fiesta se celebra el 16 de julio y el himno de la Armada es de José María Pemán. La Salve Marinera es un canto a la Virgen del Carmen.